# Liste der Plebiszite in Deutschland
Die Liste der Plebiszite in Deutschland enthält alle direktdemokratischen Abstimmungen in den gesetzgebenden Gebietskörperschaften Deutschlands, also in den jeweiligen Gesamtstaaten und Gliedstaaten, seit der Ausrufung der Weimarer Republik im Jahre 1918 bis heute.

## Zur Darstellung der Liste
Der Artikel ist gemäß der politischen Perioden Deutschlands seit der erstmaligen Einführung von Plebisziten in Abschnitte unterteilt: Weimarer Republik, Zeit des Nationalsozialismus, Nachkriegszeit, Deutsche Demokratische Republik, Bundesrepublik Deutschland während der Deutschen Teilung und schließlich das wiedervereinte Deutschland. Dieser letzte Abschnitt ist zur besseren Übersicht zusätzlich nach Jahrzehnten untergliedert.
Es werden ausschließlich Plebiszite aufgeführt, die von hierzu ermächtigten politischen Behörden durchgeführt wurden, also keine selbstorganisierten Volksabstimmungen privater Akteure. Es sind sowohl Plebiszite aufgeführt, die den Grundsätzen einer demokratischen Abstimmung entsprachen, als auch solche, die unter undemokratischen Umständen abgehalten wurden. Die Liste enthält alle Formen von Volksabstimmungen, unabhängig von ihrem Gegenstand (Verfassung, Gesetz, Gebietszugehörigkeit, Abkommen und so weiter), der Urheberschaft der abgestimmten Vorlage (aus dem Stimmvolk, vom Parlament, von der Regierung, aufgrund eines internationalen Vertrags), der Art ihrer Auslösung (Initiative aus dem Volk, Parlaments- oder Regierungsbeschluss, Rechtsvorschrift) und der Verbindlichkeit des Abstimmungsergebnisses (Entscheidung oder Befragung). Abstimmungen in Gebietskörperschaften ohne Gesetzgebungskompetenz (beispielsweise in Landkreisen oder den preußischen Provinzen) sind nur dann aufgeführt, wenn sie die Frage der Gebietszugehörigkeit zu Deutschland beziehungsweise zu einem deutschen (Bundes-)Land zum Gegenstand hatten. Alle anderen Abstimmungen unterhalb der Ebene der Länder (also beispielsweise Bürgerentscheide), sind nicht aufgeführt.
Die Abstimmungen werden nach einheitlichen Regeln in den Tabellen der Abschnitte sortiert und zusammengefasst.

## Weimarer Republik (1918–1933)
Die Weimarer Republik sah als erster gesamtdeutscher Staat eine unmittelbare Volksgesetzgebung vor. Auch in den meisten Gliedstaaten (Ländern) wurden plebiszitäre Elemente in unterschiedlicher Ausprägung verankert.
Es wurden zwei reichsweite Volksentscheide über einfache Gesetze durchgeführt, die beide am Beteiligungsquorum scheiterten.
Auf Ebene der Länder wurden 17 direktdemokratische Abstimmungen über 18 Vorlagen abgehalten, wobei nur im ersten und im letzten Plebiszit die Vorlagen angenommen wurden. Das erste Plebiszit fand 1919 in Baden statt, es war zugleich das einzige bei dem über mehr als eine Vorlage abgestimmt wurde und in dem es um die Annahme einer Landesverfassung sowie den Fortbestand der Nationalversammlung ging. Der überwiegende Teil der Plebiszite (zehn) hatte die Auflösung des Parlaments oder die Ablösung der Regierung zum Ziel und wurden von Parteien als Fortsetzung der parlamentarischen Kämpfe betrieben. Gleiches gilt für das Plebiszit in Bayern, das eine Verfassungsänderung zum Gegenstand hatte und auf eine autoritäre Staatsumgestaltung zielte. Nur in Lippe wurde ein Volksentscheid über ein einfaches Gesetz abgehalten. Weitere vier Abstimmungen bezogen sich auf Fragen der territorialen Umgliederung des Reichsgebiets, also der Zusammenlegung oder Aufspaltung von Ländern.
Eine Besonderheit und Folge des Ersten Weltkriegs sind sechs Plebiszite in fünf preußischen Provinzen über die territoriale Zugehörigkeit einzelner Landesteile hinzu, die im Versailler Vertrag geregelt waren. So wurde im schleswigschen Teil der Provinz Schleswig-Holstein in zwei Stimmgängen über einen Beitritt zu Dänemark, in den Provinzen Ostpreußen und Westpreußen sowie in Oberschlesien und Niederschlesien über die Angliederung von Gebieten an Polen abgestimmt. Die Abstimmungen wurden jeweils von international besetzten Kommissionen geleitet, die in den Abstimmungsgebieten zeitlich befristet auch die Regierungsgewalt übernahmen.
Ausdrücklich nicht in die Liste aufgenommen ist das sogenannte „Plebiszit in Ostbelgien“, da es sich faktisch um keine Abstimmung, sondern um eine bloße Listeneintragung zur Willensbekundung handelte (26. Januar bis 23. Juli 1920). Ebenfalls nicht aufgeführt sind die beiden in der Republik Deutschösterreich abgehaltenen Volksabstimmungen in Tirol (24. April 1921) und dem Salzburger Land (29. Mai 1921), in denen zwar nominell über einen Anschluss an das Deutsche Reich abgestimmt wurde, die jedoch von den Siegermächten des Ersten Weltkriegs nicht anerkannt wurden und daher folgenlos blieben. Ebenfalls nicht anerkannt und folgenlos blieben die in den südbadischen Gemeinden Büsingen im Oktober, und dann im Dezember 1918 erneut und auch in Lottstetten sowie Jestetten abgehaltenen Gemeindeversammlungen, in denen sich die Gemeindebevölkerungen jeweils mehrheitlich für einen Anschluss an die Schweiz aussprachen.
| Datum — Belege                  | Gebietskörperschaft | Typ | Angelegenheit                                                           | Quorum           | Stimmverteilung                     | Stimmverteilung    | Stimmverteilung    | Stimmverteilung                              | Stimmverteilung                              | Stimmverteilung                              | Stimmverteilung                              | Stimmverteilung                              | Stimmverteilung                              | Ergebnis                     |
| Datum — Belege                  | Gebietskörperschaft | Typ | Angelegenheit                                                           | Quorum           | Stimmbeteiligung (Stimmberechtigte) | ungültige Stimmen  | gültige Stimmen    | Ja-Stimmen                                   | Ja-Stimmen                                   | Ja-Stimmen                                   | Nein-Stimmen                                 | Nein-Stimmen                                 | Nein-Stimmen                                 | Ergebnis                     |
| Datum — Belege                  | Gebietskörperschaft | Typ | Angelegenheit                                                           | Quorum           | Anzahl                              | Anzahl             | Anzahl             | Anzahl                                       | Anzahl                                       | Anzahl                                       | Anzahl                                       | Anzahl                                       | Anzahl                                       | Ergebnis                     |
| Datum — Belege                  | Gebietskörperschaft | Typ | Angelegenheit                                                           | Quorum           | Anteil berechtigter                 | Anteil abgegebener | Anteil abgegebener | Anteil gültiger                              | Anteil abgegebener                           | Anteil berechtigter                          | Anteil gültiger                              | Anteil abgegebener                           | Anteil berechtigter                          | Ergebnis                     |
| ------------------------------- | --- | --- | ----------------------------------------------------------------------- | ---------------- | ----------------------------------- | ------------------ | ------------------ | -------------------------------------------- | -------------------------------------------- | -------------------------------------------- | -------------------------------------------- | -------------------------------------------- | -------------------------------------------- | ---------------------------- |
| 13. Apr. 1919 —                 | Baden | VR  | Annahme der Landesverfassung                                            | kein Quorum      | 405.044 (ca. 1.200.000)             | 4161               | 390.677            | 369.433                                      | 369.433                                      | 369.433                                      | 21.244                                       | 21.244                                       | 21.244                                       | erfolgreich                  |
| 13. Apr. 1919 —                 | Baden | VR  | Annahme der Landesverfassung                                            | kein Quorum      | ca. 33,75 %                         | 1,03 %             | 96,45 %            | 94,56 %                                      | 91,21 %                                      | ca. 30,79 %                                  | 5,44 %                                       | 5,24 %                                       | ca. 1,77 %                                   | erfolgreich                  |
| 13. Apr. 1919 —                 | Baden | PR  | Fortbestehen der Nationalversammlung als ordentliches Landesparlament   | kein Quorum      | 404.534 (ca. 1.200.000)             | 4489               | 389.304            | 367.331                                      | 367.331                                      | 367.331                                      | 21.973                                       | 21.973                                       | 21.973                                       | erfolgreich                  |
| 13. Apr. 1919 —                 | Baden | PR  | Fortbestehen der Nationalversammlung als ordentliches Landesparlament   | kein Quorum      | ca. 33,71 %                         | 1,11 %             | 96,24 %            | 94,36 %                                      | 90,80 %                                      | ca. 30,61 %                                  | 5,64 %                                       | 5,43 %                                       | ca. 1,83 %                                   | erfolgreich                  |
| 13. Apr. 1919 —                 | Im Jahr 1919 wurden in Baden die beiden ersten Plebiszite in der Geschichte Deutschlands durchgeführt. Die Badische Verfassung war zugleich die einzige eines Landes in der Weimarer Republik, die per Volksabstimmung beschlossen wurde. Die Stimmabgabe erfolgte getrennt, jedoch auf einem Stimmzettel, der von den Abstimmenden selbst an einer perforierten Linie durchtrennt werden musste. Auf dem Zettel war zu beiden Stimmfragen jeweils ein „Ja“ voraufgedruckt. Wer anders abstimmen wollte, musste den Vordruck durchstreichen und von Hand ein „Nein“ hinschreiben. |     |                                                                         |                  |                                     |                    |                    |                                              |                                              |                                              |                                              |                                              |                                              |                              |
| 30. Nov. 1919 —                 | Coburg ( Sachsen-Gotha) | RR  | Beitritt Coburgs zum geplanten Land Thüringen                           | kein Quorum      | 29.624 (unbekannt)                  | 56                 | 29.568             | 3466                                         | 3466                                         | 3466                                         | 26.102                                       | 26.102                                       | 26.102                                       | ()                           |
| 30. Nov. 1919 —                 | Coburg ( Sachsen-Gotha) | RR  | Beitritt Coburgs zum geplanten Land Thüringen                           | kein Quorum      | n. a.                               | 0,19 %             | 99,81 %            | 11,72 %                                      | 11,70 %                                      | n. a.                                        | 88,28 %                                      | 88,11 %                                      | n. a.                                        | ()                           |
| 30. Nov. 1919 —                 | Das Plebiszit wurde im Zusammenhang mit der Zusammenführung der Thüringischen Staaten zum Land Thüringen durchgeführt. Bei dem aus dem Herzogtum Sachsen-Coburg und Gotha hervorgegangenen Freistaat Coburg wurde die Zugehörigkeit zu Thüringen als offene Frage betrachtet, zu dessen Klärung das Plebiszit als unverbindliche Volksbefragung durchgeführt wurde. Auch wenn dies nicht ausdrücklich auf dem Stimmzettel vermerkt war, wurde das „Nein“ zu Thüringen in der öffentlichen Diskussion als ein „Ja“ für einen Beitritt zu Bayern aufgefasst. Das Fortbestehen der Eigenständigkeit des Freistaats Coburg wurde hingegen nicht als ernsthafte politische Option betrachtet. Entsprechend dem Ergebnis der Volksbefragung nahm die Regierung Coburgs Verhandlungen mit dem Freistaat Bayern auf, die Vereinigung beider Länder wurde zügig am 1. Juli 1920 per Staatsvertrag vollzogen. |     |                                                                         |                  |                                     |                    |                    |                                              |                                              |                                              |                                              |                                              |                                              |                              |
| 10. Feb. 1920 & 14. März 1920 — | Schleswig-Holstein, „Zone I“ ( Preußen) | VV  | Gebietszugehörigkeit Deutsches Reich / Königreich Dänemark              | kein Quorum      | 101.400 (112.515)                   | 640                | 100.760            | Anzahl nach bevorzugter Gebietszugehörigkeit | Anzahl nach bevorzugter Gebietszugehörigkeit | Anzahl nach bevorzugter Gebietszugehörigkeit | Anzahl nach bevorzugter Gebietszugehörigkeit | Anzahl nach bevorzugter Gebietszugehörigkeit | Anzahl nach bevorzugter Gebietszugehörigkeit | Danemark                     |
| 10. Feb. 1920 & 14. März 1920 — | Schleswig-Holstein, „Zone I“ ( Preußen) | VV  | Gebietszugehörigkeit Deutsches Reich / Königreich Dänemark              | kein Quorum      | 101.400 (112.515)                   | 640                | 100.760            | : 25.329 \| : 75.431                         |                                              |                                              |                                              |                                              |                                              | Danemark                     |
| 10. Feb. 1920 & 14. März 1920 — | Schleswig-Holstein, „Zone I“ ( Preußen) | VV  | Gebietszugehörigkeit Deutsches Reich / Königreich Dänemark              | kein Quorum      | 90,12 %                             | 0,63 %             | 99,37 %            | Anteil gültiger                              | Anteil gültiger                              | Anteil abgegebener                           | Anteil abgegebener                           | Anteil berechtigter                          | Anteil berechtigter                          | Danemark                     |
| 10. Feb. 1920 & 14. März 1920 — | Schleswig-Holstein, „Zone I“ ( Preußen) | VV  | Gebietszugehörigkeit Deutsches Reich / Königreich Dänemark              | kein Quorum      | 90,12 %                             | 0,63 %             | 99,37 %            | : 25,14 % : 74,86 %                          | : 25,14 % : 74,86 %                          | : 24,98 % : 74,39 %                          | : 24,98 % : 74,39 %                          | : 22,51 % : 67,04 %                          | : 22,51 % : 67,04 %                          | Danemark                     |
| 10. Feb. 1920 & 14. März 1920 — | Schleswig-Holstein, „Zone II“ ( Preußen) | VV  | Gebietszugehörigkeit Deutsches Reich / Königreich Dänemark              | kein Quorum      | unbekannt (70.286)                  | unbekannt          | 64.227             | Anzahl nach bevorzugter Gebietszugehörigkeit | Anzahl nach bevorzugter Gebietszugehörigkeit | Anzahl nach bevorzugter Gebietszugehörigkeit | Anzahl nach bevorzugter Gebietszugehörigkeit | Anzahl nach bevorzugter Gebietszugehörigkeit | Anzahl nach bevorzugter Gebietszugehörigkeit | (einzelne Gemeinden: )       |
| 10. Feb. 1920 & 14. März 1920 — | Schleswig-Holstein, „Zone II“ ( Preußen) | VV  | Gebietszugehörigkeit Deutsches Reich / Königreich Dänemark              | kein Quorum      | unbekannt (70.286)                  | unbekannt          | 64.227             | : 51.502 \| : 12.725                         |                                              |                                              |                                              |                                              |                                              | (einzelne Gemeinden: )       |
| 10. Feb. 1920 & 14. März 1920 — | Schleswig-Holstein, „Zone II“ ( Preußen) | VV  | Gebietszugehörigkeit Deutsches Reich / Königreich Dänemark              | kein Quorum      | n. a.                               | n. a.              | n. a.              | Anteil gültiger                              | Anteil gültiger                              | Anteil abgegebener                           | Anteil abgegebener                           | Anteil berechtigter                          | Anteil berechtigter                          | (einzelne Gemeinden: )       |
| 10. Feb. 1920 & 14. März 1920 — | Schleswig-Holstein, „Zone II“ ( Preußen) | VV  | Gebietszugehörigkeit Deutsches Reich / Königreich Dänemark              | kein Quorum      | n. a.                               | n. a.              | n. a.              | : 80,19 % : 19,81 %                          | : 80,19 % : 19,81 %                          | : n. a. : n. a.                              | : n. a. : n. a.                              | : 73,27 % : 18,10 %                          | : 73,27 % : 18,10 %                          | (einzelne Gemeinden: )       |
| 10. Feb. 1920 & 14. März 1920 — | Aufgrund Artikel 109 des Versailler Vertrags wurde in zwei Gebieten („Zonen“) der preußischen Provinz Schleswig-Holstein von einer Internationalen Kommission Plebiszite über die Gebietszugehörigkeit Schleswigs durchgeführt. Einige Gemeinden in den Landkreisen Flensburg und Tondern wurden durch die Zoneneinteilung durchschnitten. Für die Zugehörigkeit der sogenannten „Zone I“ (heute: Nordschleswig) war bei der Abstimmung am 10. Februar 1920 das Gesamtergebnis in diesem Gebiet ausschlaggebend. Bei der Abstimmung in „Zone II“ (heute: Südschleswig) am 14. März 1920 wurde in den einzelnen Gemeinden je nach Ergebnis entschieden. Die „Zone I“ fiel vollständig an das Königreich Dänemark, während die „Zone II“ mit Ausnahme einiger Ortschaften ganz überwiegend beim Deutschen Reich verblieb. Diese Teilung entlang der sogenannten Clausen-Linie bildet bis heute den Verlauf der Grenze zwischen Dänemark und Deutschland. |     |                                                                         |                  |                                     |                    |                    |                                              |                                              |                                              |                                              |                                              |                                              |                              |
| 25. Apr. 1920 —                 | Schwarzburg-Sondershausen | PR  | Auflösung des Landtags                                                  | kein Quorum      | unbekannt                           | unbekannt          | 37.973             | 17.137                                       | 17.137                                       | 17.137                                       | 20.836                                       | 20.836                                       | 20.836                                       | gescheitert                  |
| 25. Apr. 1920 —                 | Schwarzburg-Sondershausen | PR  | Auflösung des Landtags                                                  | kein Quorum      | n. a.                               | n. a.              | n. a.              | n. a.                                        | 45,13 %                                      | n. a.                                        | n. a.                                        | 54,87 %                                      | n. a.                                        | gescheitert                  |
| 25. Apr. 1920 —                 | Das Plebiszit wurde auf Antrag der SPD-Fraktion und weiterer bürgerlicher Parteien im Parlament durchgeführt und richtete sich gegen die regierende USPD. Es war der erste Versuch in einem Land der Weimarer Republik, mit dem Mittel der direktdemokratischen Abstimmung Einfluss auf das Ergebnis der vorangegangenen Wahlen zu nehmen. |     |                                                                         |                  |                                     |                    |                    |                                              |                                              |                                              |                                              |                                              |                                              |                              |
| 11. Juli 1920 —                 | Ostpreußen, 10 Landkreise + Stadt Allenstein ( Preußen) | VV  | Gebietszugehörigkeit Deutsches Reich / 2. Polnische Republik            | kein Quorum      | unbekannt (422.067)                 | unbekannt          | 371.083            | Anzahl nach bevorzugter Gebietszugehörigkeit | Anzahl nach bevorzugter Gebietszugehörigkeit | Anzahl nach bevorzugter Gebietszugehörigkeit | Anzahl nach bevorzugter Gebietszugehörigkeit | Anzahl nach bevorzugter Gebietszugehörigkeit | Anzahl nach bevorzugter Gebietszugehörigkeit | Deutsches Reich              |
| 11. Juli 1920 —                 | Ostpreußen, 10 Landkreise + Stadt Allenstein ( Preußen) | VV  | Gebietszugehörigkeit Deutsches Reich / 2. Polnische Republik            | kein Quorum      | unbekannt (422.067)                 | unbekannt          | 371.083            | : 363.159 \| : 7924                          |                                              |                                              |                                              |                                              |                                              | Deutsches Reich              |
| 11. Juli 1920 —                 | Ostpreußen, 10 Landkreise + Stadt Allenstein ( Preußen) | VV  | Gebietszugehörigkeit Deutsches Reich / 2. Polnische Republik            | kein Quorum      | n. a.                               | n. a.              | n. a.              | Anteil gültiger                              | Anteil gültiger                              | Anteil abgegebener                           | Anteil abgegebener                           | Anteil berechtigter                          | Anteil berechtigter                          | Deutsches Reich              |
| 11. Juli 1920 —                 | Ostpreußen, 10 Landkreise + Stadt Allenstein ( Preußen) | VV  | Gebietszugehörigkeit Deutsches Reich / 2. Polnische Republik            | kein Quorum      | n. a.                               | n. a.              | n. a.              | : 97,86 % : 2,14 %                           | : 97,86 % : 2,14 %                           | : n. a. : n. a.                              | : n. a. : n. a.                              | : 86,04 % : 1,88 %                           | : 86,04 % : 1,88 %                           | Deutsches Reich              |
| 11. Juli 1920 —                 | Westpreußen, 4 Landkreise ( Preußen) | VV  | Gebietszugehörigkeit Deutsches Reich / 2. Polnische Republik            | kein Quorum      | unbekannt (121.176)                 | unbekannt          | 104.842            | Anzahl nach bevorzugter Gebietszugehörigkeit | Anzahl nach bevorzugter Gebietszugehörigkeit | Anzahl nach bevorzugter Gebietszugehörigkeit | Anzahl nach bevorzugter Gebietszugehörigkeit | Anzahl nach bevorzugter Gebietszugehörigkeit | Anzahl nach bevorzugter Gebietszugehörigkeit | Deutsches Reich              |
| 11. Juli 1920 —                 | Westpreußen, 4 Landkreise ( Preußen) | VV  | Gebietszugehörigkeit Deutsches Reich / 2. Polnische Republik            | kein Quorum      | unbekannt (121.176)                 | unbekannt          | 104.842            | : 96.895 \| : 7947                           |                                              |                                              |                                              |                                              |                                              | Deutsches Reich              |
| 11. Juli 1920 —                 | Westpreußen, 4 Landkreise ( Preußen) | VV  | Gebietszugehörigkeit Deutsches Reich / 2. Polnische Republik            | kein Quorum      | n. a.                               | n. a.              | n. a.              | Anteil gültiger                              | Anteil gültiger                              | Anteil abgegebener                           | Anteil abgegebener                           | Anteil berechtigter                          | Anteil berechtigter                          | Deutsches Reich              |
| 11. Juli 1920 —                 | Westpreußen, 4 Landkreise ( Preußen) | VV  | Gebietszugehörigkeit Deutsches Reich / 2. Polnische Republik            | kein Quorum      | n. a.                               | n. a.              | n. a.              | : 92,42 % : 7,58 %                           | : 92,42 % : 7,58 %                           | : n. a. : n. a.                              | : n. a. : n. a.                              | : 79,96 % : 6,56 %                           | : 79,96 % : 6,56 %                           | Deutsches Reich              |
| 11. Juli 1920 —                 | Aufgrund Artikel 94 und 96 des Versailler Vertrags wurden in den preußischen Provinzen Westpreußen und Ostpreußen von einer Interalliierten Kommission Plebiszite über die Gebietszugehörigkeit durchgeführt. Das „Abstimmungsgebiet Allenstein“ in Ostpreußen umfasste zehn Landkreise sowie die Stadt Allenstein, das „Abstimmungsgebiet Marienwerder“ in Westpreußen bestand aus vier Landkreisen. Stimmberechtigt waren alle im Abstimmungsgebiet geborenen oder dort seit dem 1. Januar 1914 lebenden Personen. In beiden Abstimmungsgebieten ergab sich insgesamt eine deutliche Mehrheit für den Verbleib beim Deutschen Reich, lediglich einzelne Ortschaften votierten für den Anschluss an Polen. Da diese im Landesinneren lagen und die Kommission keine Exklaven schaffen wollte, entschied sie sich gegen die Berücksichtigung dieser lokalen Ergebnisse. |     |                                                                         |                  |                                     |                    |                    |                                              |                                              |                                              |                                              |                                              |                                              |                              |
| 9. Jan. 1921 —                  | Bremen | PR  | Rücktritt des Senats                                                    | kein Quorum      | unbekannt (209.735)                 | unbekannt          | 175.397            | 74.926                                       | 74.926                                       | 74.926                                       | 100.471                                      | 100.471                                      | 100.471                                      | gescheitert                  |
| 9. Jan. 1921 —                  | Bremen | PR  | Rücktritt des Senats                                                    | kein Quorum      | n. a.                               | n. a.              | n. a.              | 42,72 %                                      | n. a.                                        | 35,72 %                                      | 57,28 %                                      | n. a.                                        | 47,90 %                                      | gescheitert                  |
| 9. Jan. 1921 —                  | Als Reaktion auf den Rücktritt des Senats am 7. Dezember 1920, forderten 49 Abgeordnete ein Referendum zu dessen förmlicher Abberufung. Nachdem die Mehrheit der Abstimmenden am 9. Januar 1921 im Referendum dem widersprach, löste sich die Bremische Bürgerschaft auf und es kam am 20. Februar 1921 zu Neuwahlen. |     |                                                                         |                  |                                     |                    |                    |                                              |                                              |                                              |                                              |                                              |                                              |                              |
| 20. März 1921 —                 | Oberschlesien ( Preußen) | VV  | Gebietszugehörigkeit Deutsches Reich / 2. Polnische Republik            | kein Quorum      | 1.190.846 (unbekannt)               | 3882               | 1.186.964          | Anzahl nach bevorzugter Gebietszugehörigkeit | Anzahl nach bevorzugter Gebietszugehörigkeit | Anzahl nach bevorzugter Gebietszugehörigkeit | Anzahl nach bevorzugter Gebietszugehörigkeit | Anzahl nach bevorzugter Gebietszugehörigkeit | Anzahl nach bevorzugter Gebietszugehörigkeit | / (Teilung durch Völkerbund) |
| 20. März 1921 —                 | Oberschlesien ( Preußen) | VV  | Gebietszugehörigkeit Deutsches Reich / 2. Polnische Republik            | kein Quorum      | 1.190.846 (unbekannt)               | 3882               | 1.186.964          | : 707.605 \| : 479.359                       |                                              |                                              |                                              |                                              |                                              | / (Teilung durch Völkerbund) |
| 20. März 1921 —                 | Oberschlesien ( Preußen) | VV  | Gebietszugehörigkeit Deutsches Reich / 2. Polnische Republik            | kein Quorum      | n. a.                               | 0,33 %             | 99,67 %            | Anteil gültiger                              | Anteil gültiger                              | Anteil abgegebener                           | Anteil abgegebener                           | Anteil berechtigter                          | Anteil berechtigter                          | / (Teilung durch Völkerbund) |
| 20. März 1921 —                 | Oberschlesien ( Preußen) | VV  | Gebietszugehörigkeit Deutsches Reich / 2. Polnische Republik            | kein Quorum      | n. a.                               | 0,33 %             | 99,67 %            | : 59,61 % : 40,39 %                          | : 59,61 % : 40,39 %                          | : 59,42 % : 40,25 %                          | : 59,42 % : 40,25 %                          | : n. a. : n. a.                              | : n. a. : n. a.                              | / (Teilung durch Völkerbund) |
| 20. März 1921 —                 | Niederschlesien, nur Kreis Namslau ( Preußen) | VV  | Gebietszugehörigkeit Deutsches Reich / 2. Polnische Republik            | kein Quorum      | 5495 (5564)                         | 26                 | 5469               | Anzahl nach bevorzugter Gebietszugehörigkeit | Anzahl nach bevorzugter Gebietszugehörigkeit | Anzahl nach bevorzugter Gebietszugehörigkeit | Anzahl nach bevorzugter Gebietszugehörigkeit | Anzahl nach bevorzugter Gebietszugehörigkeit | Anzahl nach bevorzugter Gebietszugehörigkeit | Deutsches Reich              |
| 20. März 1921 —                 | Niederschlesien, nur Kreis Namslau ( Preußen) | VV  | Gebietszugehörigkeit Deutsches Reich / 2. Polnische Republik            | kein Quorum      | 5495 (5564)                         | 26                 | 5469               | : 5336 \| : 133                              |                                              |                                              |                                              |                                              |                                              | Deutsches Reich              |
| 20. März 1921 —                 | Niederschlesien, nur Kreis Namslau ( Preußen) | VV  | Gebietszugehörigkeit Deutsches Reich / 2. Polnische Republik            | kein Quorum      | 98,76%                              | 0,47%              | 99,53%             | Anteil gültiger                              | Anteil gültiger                              | Anteil abgegebener                           | Anteil abgegebener                           | Anteil berechtigter                          | Anteil berechtigter                          | Deutsches Reich              |
| 20. März 1921 —                 | Niederschlesien, nur Kreis Namslau ( Preußen) | VV  | Gebietszugehörigkeit Deutsches Reich / 2. Polnische Republik            | kein Quorum      | 98,76%                              | 0,47%              | 99,53%             | : 97,57 % : 2,43 %                           | : 97,57 % : 2,43 %                           | : 97,11 % : 2,42 %                           | : 97,11 % : 2,42 %                           | : 95,90 % : 2,39 %                           | : 95,90 % : 2,39 %                           | Deutsches Reich              |
| 20. März 1921 —                 | Aufgrund Artikel 88 des Versailler Vertrags wurde in der preußischen Provinz Oberschlesien sowie in Teilen des Kreises Namslau der Provinz Niederschlesien durch die Interalliierte Regierungs- und Plebiszitskommission für Oberschlesien ein Plebiszit über die Gebietszugehörigkeit durchgeführt. Auf Grundlage der Abstimmungsergebnisse in den einzelnen Gemeinden wurde Oberschlesien schließlich mit Beschluss des Völkerbundsrat vom 20. Oktober 1921 entlang einer von ihm festgelegten Linie geteilt. Der kleinere Ostteil („Ostoberschlesien“) – in dem die große Mehrheit für einen Beitritt zu Polen gestimmt hatte –, wurde entsprechend der polnischen Autonomen Woiwodschaft Schlesien angegliedert. Der größere Westteil – in dem sich wiederum eine klare Mehrheit für einen Verbleib bei Deutschland aussprach –, bestand als preußische Provinz Oberschlesien fort. Der Teil des niederschlesischen Kreises Namslau, in dem das Plebiszit durchgeführt wurde, verblieb beim Deutschen Reich und in der preußischen Provinz Niederschlesien. Ein weiterer Teil des Kreises Namslau, das Reichthaler Ländchen, war nicht Teil des Abstimmungsgebietes und wurde vom Völkerbund der Polnischen Republik zugeschlagen. Gleichfalls gehörte ein Teil des oberschlesischen Kreises Ratibor, das Hultschiner Ländchen, nicht zum Abstimmungsgebiet und wurde der Tschechoslowakischen Republik zugeschlagen. Die Teilung Oberschlesiens wurde durch ein entsprechendes Deutsch-Polnisches Abkommen vom 15. Mai 1922 umgesetzt. |     |                                                                         |                  |                                     |                    |                    |                                              |                                              |                                              |                                              |                                              |                                              |                              |
| 3. Sep. 1922 —                  | Oberschlesien ( Preußen) | RR  | Bildung eines Landes Oberschlesien                                      | kein Quorum      | 572.342 (720.593)                   | 4193               | 568.149            | Anzahl nach bevorzugter Gebietszugehörigkeit | Anzahl nach bevorzugter Gebietszugehörigkeit | Anzahl nach bevorzugter Gebietszugehörigkeit | Anzahl nach bevorzugter Gebietszugehörigkeit | Anzahl nach bevorzugter Gebietszugehörigkeit | Anzahl nach bevorzugter Gebietszugehörigkeit | Preußen                      |
| 3. Sep. 1922 —                  | Oberschlesien ( Preußen) | RR  | Bildung eines Landes Oberschlesien                                      | kein Quorum      | 572.342 (720.593)                   | 4193               | 568.149            | Oberschlesien: 50.389 \| Preußen: 517.760    |                                              |                                              |                                              |                                              |                                              | Preußen                      |
| 3. Sep. 1922 —                  | Oberschlesien ( Preußen) | RR  | Bildung eines Landes Oberschlesien                                      | kein Quorum      | 79,43 %                             | 0,73 %             | 99,27 %            | Anteil gültiger                              | Anteil gültiger                              | Anteil abgegebener                           | Anteil abgegebener                           | Anteil berechtigter                          | Anteil berechtigter                          | Preußen                      |
| 3. Sep. 1922 —                  | Oberschlesien ( Preußen) | RR  | Bildung eines Landes Oberschlesien                                      | kein Quorum      | 79,43 %                             | 0,73 %             | 99,27 %            | Oberschlesien: 8,87 % Preußen: 91,13 %       | Oberschlesien: 8,87 % Preußen: 91,13 %       | Oberschlesien: 8,80 % Preußen: 90,46 %       | Oberschlesien: 8,80 % Preußen: 90,46 %       | Oberschlesien: 6,99 % Preußen: 71,85 %       | Oberschlesien: 6,99 % Preußen: 71,85 %       | Preußen                      |
| 3. Sep. 1922 —                  | In Folge der deutsch-polnischen Teilung der Provinz Oberschlesien entspann sich innerhalb des Freistaats Preußens eine Debatte, ob der beim Reich verbliebene Teil Oberschlesiens eine preußische Provinz bleiben oder stattdessen ein eigenständiges Land im Deutschen Reich werden solle. Nicht zuletzt die Angst vor einem möglichen künftigen Beitritt eines eigenständigen Landes Oberschlesien zur Republik Polen, bewog die preußische Regierung zur inhaltlichen Ablehnung einer solchen Herauslösung. Gleichwohl stellte sie sich dem Plebiszit als solches nicht in den Weg. Im Vorfeld der Abstimmung führte die preußische Regierung Verhandlungen mit der oberschlesischen Provinzialregierung. Sie bot an, im Gegenzug für einen Verbleib bei Preußen in der Landesverfassung besondere Mitspracherechte für Oberschlesien zu verankern (Artikel 73 und 86). Dies betraf die Ernennung diverser Amtspersonen sowie besondere Autonomierechte im Bereich des Schulwesens, der Jugendpflege, der Amtssprache und der Festlegung von Ferien- und Feiertagen. Zum Zeitpunkt der Abstimmung hatten beide Seiten eine gütliche Einigung erzielt, sodass fast einhellig für einen Verbleib bei Preußen geworben wurde. |     |                                                                         |                  |                                     |                    |                    |                                              |                                              |                                              |                                              |                                              |                                              |                              |
| 6. Jan. 1924 —                  | Lübeck | RR  | Senatsabberufung oder Auflösung der Bürgerschaft                        | kein Quorum      | 74.058 (84.462)                     | 322                | 73.736             | für Abberufung des Senats                    | für Abberufung des Senats                    | für Abberufung des Senats                    | für Auflösung des Landtags                   | für Auflösung des Landtags                   | für Auflösung des Landtags                   | Auflösung der Bürgerschaft   |
| 6. Jan. 1924 —                  | Lübeck | RR  | Senatsabberufung oder Auflösung der Bürgerschaft                        | kein Quorum      | 74.058 (84.462)                     | 322                | 73.736             | 25.596                                       | 25.596                                       | 25.596                                       | 44.140                                       | 44.140                                       | 44.140                                       | Auflösung der Bürgerschaft   |
| 6. Jan. 1924 —                  | Lübeck | RR  | Senatsabberufung oder Auflösung der Bürgerschaft                        | kein Quorum      | 87,68 %                             | 0,43 %             | 99,57 %            | 34,71 %                                      | 34,56 %                                      | 30,30 %                                      | 59,86 %                                      | 59,60 %                                      | 52,26 %                                      | Auflösung der Bürgerschaft   |
| 6. Jan. 1924 —                  | Als Reaktion auf einen Misstrauensantrags der Fraktionen von SPD und KPD setzte der Senat ein Plebiszit an, bei dem die Abstimmenden zwischen einer Abberufung des Senats oder einer Auflösung der Lübecker Bürgerschaft abstimmen konnten. Da sich die Mehrheit der Abstimmenden für die Auflösung der Bürgerschaft aussprach, kam es am 10. Februar 1924 zu Neuwahlen. |     |                                                                         |                  |                                     |                    |                    |                                              |                                              |                                              |                                              |                                              |                                              |                              |
| 6. Apr. 1924 —                  | Bayern | RR  | Umgestaltung der Verfassung                                             | 40 % Beteiligung | 3.034.574 (4.279.507)               | 161.254            | 2.873.320          | 1.377.839                                    | 1.377.839                                    | 1.377.839                                    | 1.495.481                                    | 1.495.481                                    | 1.495.481                                    | gescheitert                  |
| 6. Apr. 1924 —                  | Bayern | RR  | Umgestaltung der Verfassung                                             | 40 % Beteiligung | 70,91 %                             | 5,31 %             | 94,69 %            | 47,95 %                                      | 45,40 %                                      | 32,20 %                                      | 52,05 %                                      | 49,28 %                                      | 34,95 %                                      | gescheitert                  |
| 6. Apr. 1924 —                  | Das Referendum wurde von der Bayerischen Landesregierung angestoßen und steht im Zusammenhang mit der antirepublikanischen Politik der Bayerischen Landesregierungen seit 1920. Mit der Verfassungsänderung versuchte die Regierung Knilling zum einen das Amt eines Bayerischen Staatspräsidenten einzuführen und zum anderen eine zusätzliche, berufsständisch organisierte Parlamentskammer zu schaffen. Beide Maßnahmen zielten auf die Beschränkung der Macht des demokratisch gewählten Landesparlaments. Die Abstimmung fand zeitgleich mit der Landtagswahl statt. |     |                                                                         |                  |                                     |                    |                    |                                              |                                              |                                              |                                              |                                              |                                              |                              |
| 18. Mai 1924 —                  | Provinz Hannover ( Preußen) | IV  | Vorabstimmung über einen Volksentscheid zur Bildung eines Land Hannover | 33 % Zustimmung  | 553.559 (1.765.692)                 | 11.175             | 542.384            | 449.533                                      | 449.533                                      | 449.533                                      | 92.851                                       | 92.851                                       | 92.851                                       | unecht gescheitert           |
| 18. Mai 1924 —                  | Provinz Hannover ( Preußen) | IV  | Vorabstimmung über einen Volksentscheid zur Bildung eines Land Hannover | 33 % Zustimmung  | 31,35 %                             | 2,02 %             | 97,98 %            | 82,88 %                                      | 81,21 %                                      | 25,46 %                                      | 17,12 %                                      | 16,77 %                                      | 5,26 %                                       | unecht gescheitert           |
| 18. Mai 1924 —                  | Die Vorabstimmung ging auf ein erfolgreiches Zulassungsverfahren aus dem Jahr 1922 zurück, das zunächst nur die Herauslösung der Regierungsbezirke Stade und Lüneburg aus Preußen und Gründung eines eigenen Landes zum Ziel hatte. Die ursprünglich für den 11. März 1923 angesetzte Vorabstimmung wurde aufgrund der Rheinlandbesetzung auf Bitten der Vertrauensleute verschoben. Im Ergebnis wurde die Vorabstimmung auf die Provinz Hannover – mit der Ausnahme des Regierungsbezirks Aurich ausgeweitet und für 1924 angesetzt. Abgestimmt wurde über die Frage, ob es einen bindenden Volksentscheid über das Ausscheiden Hannovers aus Preußen und der Gründung als eigenes Land geben solle. Die Vertrauensleute erhoben im Nachgang Beschwerde gegen das Ergebnis der Vorabstimmung. Das Wahlprüfungsgericht bestätigte jedoch mit Urteil vom 8. Juni 1925 das Ergebnis. |     |                                                                         |                  |                                     |                    |                    |                                              |                                              |                                              |                                              |                                              |                                              |                              |
| 24. Aug. 1924 —                 | Schaumburg-Lippe | IV  | Auflösung des Landtags                                                  | 50 % Beteiligung | 12.361 (30.289)                     | 150                | 12.211             | 11.593                                       | 11.593                                       | 11.593                                       | 618                                          | 618                                          | 618                                          | unecht gescheitert           |
| 24. Aug. 1924 —                 | Schaumburg-Lippe | IV  | Auflösung des Landtags                                                  | 50 % Beteiligung | 40,81 %                             | 1,21 %             | 98,79 %            | 94,94 %                                      | 93,79 %                                      | 38,27 %                                      | 5,06 %                                       | 5,00 %                                       | 2,04 %                                       | unecht gescheitert           |
| 24. Aug. 1924 —                 | Das Volksbegehren wurde von Gegnern eines Anschlusses an Preußen angestoßen, die diese Haltung nicht ausreichend im Landesparlament widergespiegelt sahen. |     |                                                                         |                  |                                     |                    |                    |                                              |                                              |                                              |                                              |                                              |                                              |                              |
| 6. Juni 1926 —                  | Schaumburg-Lippe | RR  | Anschluss an Preußen                                                    | kein Quorum      | 21.344 (31.237)                     | 149                | 21.195             | 9902                                         | 9902                                         | 9902                                         | 11.293                                       | 11.293                                       | 11.293                                       | ()                           |
| 6. Juni 1926 —                  | Schaumburg-Lippe | RR  | Anschluss an Preußen                                                    | kein Quorum      | 68,33 %                             | 0,70 %             | 99,30 %            | 46,72 %                                      | 46,39 %                                      | 31,70 %                                      | 53,28 %                                      | 52,91 %                                      | 36,15 %                                      | ()                           |
| 6. Juni 1926 —                  | Das Plebiszit wurde auf Antrag des Landespräsidiums (Landesregierung) herbeigeführt. |     |                                                                         |                  |                                     |                    |                    |                                              |                                              |                                              |                                              |                                              |                                              |                              |
| 5. Dez. 1926 —                  | Hessen | IV  | Auflösung des Landtags                                                  | kein Quorum      | 427.359 (876.255)                   | 5188               | 422.171            | 202.326                                      | 202.326                                      | 202.326                                      | 219.845                                      | 219.845                                      | 219.845                                      | gescheitert                  |
| 5. Dez. 1926 —                  | Hessen | IV  | Auflösung des Landtags                                                  | kein Quorum      | 48,77 %                             | 1,21 %             | 98,79%             | 47,93%                                       | 47,34 %                                      | 23,09%                                       | 52,07%                                       | 51,44 %                                      | 25,09%                                       | gescheitert                  |
| 5. Dez. 1926 —                  | Das auslösende Volksbegehren wurde vom sogenannten „Hessischen Wirtschafts- und Ordnungsblock“ getragen, einem Zusammenschluss verschiedener Oppositionsparteien im Landtag, nämlich dem Hessischen Bauernbund, der Deutschen Volkspartei, der Deutschnationalen Volkspartei, der Kommunistischen Partei Deutschlands, der Nationalsozialistischen Freiheitsbewegung sowie der Wirtschaftspartei des Deutschen Mittelstandes. |     |                                                                         |                  |                                     |                    |                    |                                              |                                              |                                              |                                              |                                              |                                              |                              |
| 20. Juni 1926 —                 | Deutsches Reich | IV  | Enteignung der Fürstenvermögen                                          | 50 % Beteiligung | 15.599.795 (39.507.673)             | 558.903            | 15.040.894         | 14.455.184                                   | 14.455.184                                   | 14.455.184                                   | 585.710                                      | 585.710                                      | 585.710                                      | unecht gescheitert           |
| 20. Juni 1926 —                 | Deutsches Reich | IV  | Enteignung der Fürstenvermögen                                          | 50 % Beteiligung | 39,26 %                             | 3,58 %             | 96,42 %            | 96,11 %                                      | 92,66 %                                      | 36,38 %                                      | 3,89 %                                       | 3,75 %                                       | 1,47 %                                       | unecht gescheitert           |
| 20. Juni 1926 —                 | Erste direktdemokratische Abstimmung auf gesamtstaatlicher Ebene in Deutschland. Das auslösende Volksbegehren wurde von KPD und SPD betrieben. |     |                                                                         |                  |                                     |                    |                    |                                              |                                              |                                              |                                              |                                              |                                              |                              |
| 2. Dez. 1928 —                  | Lippe | IV  | Änderung des Tierzuchtgesetzes                                          | 50 % Beteiligung | 21.555 (105.528)                    | 173                | 21.382             | 18.962                                       | 18.962                                       | 18.962                                       | 2.420                                        | 2.420                                        | 2.420                                        | unecht gescheitert           |
| 2. Dez. 1928 —                  | Lippe | IV  | Änderung des Tierzuchtgesetzes                                          | 50 % Beteiligung | 20,43 %                             | 0,80 %             | 99,20 %            | 88,68 %                                      | 87,97 %                                      | 17,97 %                                      | 11,32 %                                      | 11,23 %                                      | 2,29 %                                       | unecht gescheitert           |
| 2. Dez. 1928 —                  | Das Plebiszit ging auf ein erfolgreiches Volksbegehren aus dem Frühjahr 1928 zurück, als Vertrauensmann ist der Landwirt Fritz Brandt angegeben. Mit dem Volksbegehren sollten Rinder, Schweine und Ziegen von bestimmten Vorschriften der letzten Fassung des Lippischen Tierzuchtgesetzes ausgenommen werden. Es handelt sich um das einzige Initiativvolksbegehren in einem Land während der Weimarer Republik, das tatsächlich die Änderung eines regulären Gesetz zum Ziel hatte. Die Abstimmung war nicht mit einer Wahl zusammengelegt. |     |                                                                         |                  |                                     |                    |                    |                                              |                                              |                                              |                                              |                                              |                                              |                              |
| 22. Dez. 1929 —                 | Deutsches Reich | IV  | Aufkündigung des Young-Plans                                            | 50 % Beteiligung | 6.308.578 (42.292.914)              | 131.493            | 6.177.085          | 5.838.890                                    | 5.838.890                                    | 5.838.890                                    | 338.195                                      | 338.195                                      | 338.195                                      | unecht gescheitert           |
| 22. Dez. 1929 —                 | Deutsches Reich | IV  | Aufkündigung des Young-Plans                                            | 50 % Beteiligung | 14,92 %                             | 2,08 %             | 97,92 %            | 94,53 %                                      | 92,55 %                                      | 13,81 %                                      | 5,47 %                                       | 5,36 %                                       | 0,80 %                                       | unecht gescheitert           |
| 22. Dez. 1929 —                 | Zweite und letzte direktdemokratische Abstimmung auf gesamtstaatlicher Ebene in der Weimarer Republik. Das auslösende Volksbegehren wurde vom Alldeutschen Verband, dem Stahlhelm, den Vereinigten Vaterländischen Verbänden, dem Reichslandbund und der NSDAP betrieben. |     |                                                                         |                  |                                     |                    |                    |                                              |                                              |                                              |                                              |                                              |                                              |                              |
| 26. Apr. 1931 —                 | Lippe | IV  | Auflösung des Landtags                                                  | 50 % Beteiligung | 38.089 (111.039)                    | 863                | 37.226             | 35.882                                       | 35.882                                       | 35.882                                       | 1344                                         | 1344                                         | 1344                                         | gescheitert                  |
| 26. Apr. 1931 —                 | Lippe | IV  | Auflösung des Landtags                                                  | 50 % Beteiligung | 34,30 %                             | 2,27 %             | 97,73 %            | 96,39 %                                      | 94,21 %                                      | 32,31 %                                      | 3,61 %                                       | 3,53 %                                       | 1,21 %                                       | gescheitert                  |
| 26. Apr. 1931 —                 | Das auslösende Volksbegehren wurde von der NSDAP, der DNVP und der DVP betrieben. |     |                                                                         |                  |                                     |                    |                    |                                              |                                              |                                              |                                              |                                              |                                              |                              |
| 9. Aug. 1931 —                  | Preußen | IV  | Auflösung des Landtags                                                  | 50 % Zustimmung  | 10.425.635 (26.587.672)             | 243.450            | 10.182.185         | 9.793.030                                    | 9.793.030                                    | 9.793.030                                    | 389.155                                      | 389.155                                      | 389.155                                      | unecht gescheitert           |
| 9. Aug. 1931 —                  | Preußen | IV  | Auflösung des Landtags                                                  | 50 % Zustimmung  | 39,21 %                             | 2,34 %             | 97,66 %            | 96,18 %                                      | 93,93 %                                      | 36,83 %                                      | 3,82 %                                       | 3,73 %                                       | 1,46 %                                       | unecht gescheitert           |
| 9. Aug. 1931 —                  | Das auslösende Volksbegehren wurde vom Stahlhelm, unterstützt von diversen kleineren Rechtsparteien, der NSDAP und der KPD betrieben. |     |                                                                         |                  |                                     |                    |                    |                                              |                                              |                                              |                                              |                                              |                                              |                              |
| 15. Nov. 1931 —                 | Braunschweig | IV  | Auflösung des Landtags                                                  | 50 % Zustimmung  | 44.595 (353.391)                    | 867                | 43.728             | 41.358                                       | 41.358                                       | 41.358                                       | 2370                                         | 2370                                         | 2370                                         | unecht gescheitert           |
| 15. Nov. 1931 —                 | Braunschweig | IV  | Auflösung des Landtags                                                  | 50 % Zustimmung  | 12,62 %                             | 1,94 %             | 98,06 %            | 94,58 %                                      | 92,74 %                                      | 11,70 %                                      | 5,42 %                                       | 5,31 %                                       | 0,67 %                                       | unecht gescheitert           |
| 15. Nov. 1931 —                 | Das auslösende Volksbegehren wurde von der KPD betrieben und richtete sich gegen die Regierungskoalition aus verschiedenen bürgerlichen Parteien und NSDAP. Die Abstimmung war mit keiner Wahl zusammengelegt. |     |                                                                         |                  |                                     |                    |                    |                                              |                                              |                                              |                                              |                                              |                                              |                              |
| 17. Apr. 1932 —                 | Sachsen | IV  | Auflösung des Landtags                                                  | 50 % Beteiligung | 1.392.401 (3.664.114)               | 20.620             | 1.371.781          | 1.318.322                                    | 1.318.322                                    | 1.318.322                                    | 53.461                                       | 53.461                                       | 53.461                                       | unecht gescheitert           |
| 17. Apr. 1932 —                 | Sachsen | IV  | Auflösung des Landtags                                                  | 50 % Beteiligung | 38,00 %                             | 1,48 %             | 98,52 %            | 96,10 %                                      | 94,68 %                                      | 35,98 %                                      | 3,90 %                                       | 3,84 %                                       | 1,46 %                                       | unecht gescheitert           |
| 17. Apr. 1932 —                 | Das auslösende Volksbegehren wurde von der KPD betrieben und von der NSDAP unterstützt. |     |                                                                         |                  |                                     |                    |                    |                                              |                                              |                                              |                                              |                                              |                                              |                              |
| 17. Apr. 1932 —                 | Oldenburg | IV  | Auflösung des Landtags                                                  | kein Quorum      | 132.295 (359.591)                   | 1087               | 131.208            | 125.401                                      | 125.401                                      | 125.401                                      | 5807                                         | 5807                                         | 5807                                         | erfolgreich                  |
| 17. Apr. 1932 —                 | Oldenburg | IV  | Auflösung des Landtags                                                  | kein Quorum      | 36,79 %                             | 0,82 %             | 99,18 %            | 95,57 %                                      | 94,79 %                                      | 34,87 %                                      | 4,43 %                                       | 4,39 %                                       | 1,61 %                                       | erfolgreich                  |
| 17. Apr. 1932 —                 | Einziges erfolgreiches und zugleich eines der beiden letzten Initiativverfahren während der Weimarer Republik. Das auslösende Volksbegehren wurde von der KPD betrieben und von der NSDAP unterstützt. |     |                                                                         |                  |                                     |                    |                    |                                              |                                              |                                              |                                              |                                              |                                              |                              |

## Zeit des Nationalsozialismus (1933–1945)
Die Nationalsozialistische Diktatur ersetzte die in der Weimarer Verfassung gültigen Artikel zur Direkten Demokratie durch das Gesetz über Volksabstimmung vom 14. Juli 1933. Dieses gab der Reichsregierung das Recht, das Volk über beabsichtigte Maßnahmen zu befragen. In Verbindung mit dem Ermächtigungsgesetz war die Volksgesetzgebung damit ausgeschaltet und direktdemokratische Willensäußerungen auf unverbindliche Befragungen nach Maßgabe der Regierung beschränkt. Durch das ebenfalls 1933 verabschiedete Gleichschaltungsgesetz wurde die direkte Demokratie zugleich in den Ländern beseitigt.
Auf dieser Grundlage wurden drei reichsweite Volksabstimmungen durchgeführt. Die erste (November 1933) fand zeitgleich mit einer Reichstagswahl statt, die zweite (1934) ganz eigenständig, die dritte (1938) hingegen verschmolzen mit einer Reichstagswahl und zeitgleich in Deutschland und Österreich. Alle drei Plebiszite verstießen in steigendem Ausmaß gegen die Grundsätze einer freien Abstimmung, indem kein freier Abstimmungskampf möglich, das Wahlgeheimnis verletzt, Stimmzettel manipulativ gestaltet und Ergebnisse manipuliert wurden.
Es ist darauf hinzuweisen, dass die Reichstagswahl 1936 von der NS-Propaganda zu einer Volksabstimmung über die Rheinlandbesetzung stilisiert wurde. Jenseits dieser rein sprachlichen Behauptung, wurde jedoch tatsächlich nur eine Wahl mit Einheitsliste durchgeführt. Es gab keine Volksabstimmung im Jahr 1936.
Zuletzt wurde 1935 vom Völkerbund im Saargebiet gemäß Versailler Vertrag eine Abstimmung über die Zugehörigkeit der Region durchgeführt. Wenngleich insbesondere der Abstimmungskampf von zahlreichen Einschränkungen und Verzerrungen geprägt war, entsprach zumindest der Stimmvorgang selbst den demokratischen Grundsätzen.
| Datum — Belege  | Gebietskörperschaft | Typ | Angelegenheit                               | Quorum      | Stimmverteilung                     | Stimmverteilung    | Stimmverteilung    | Stimmverteilung                              | Stimmverteilung                              | Stimmverteilung                              | Stimmverteilung                              | Stimmverteilung                              | Stimmverteilung                              | Ergebnis    |
| Datum — Belege  | Gebietskörperschaft | Typ | Angelegenheit                               | Quorum      | Stimmbeteiligung (Stimmberechtigte) | ungültige Stimmen  | gültige Stimmen    | Ja-Stimmen                                   | Ja-Stimmen                                   | Ja-Stimmen                                   | Nein-Stimmen                                 | Nein-Stimmen                                 | Nein-Stimmen                                 | Ergebnis    |
| Datum — Belege  | Gebietskörperschaft | Typ | Angelegenheit                               | Quorum      | Anzahl                              | Anzahl             | Anzahl             | Anzahl                                       | Anzahl                                       | Anzahl                                       | Anzahl                                       | Anzahl                                       | Anzahl                                       | Ergebnis    |
| Datum — Belege  | Gebietskörperschaft | Typ | Angelegenheit                               | Quorum      | Anteil berechtigter                 | Anteil abgegebener | Anteil abgegebener | Anteil gültiger                              | Anteil abgegebener                           | Anteil berechtigter                          | Anteil gültiger                              | Anteil abgegebener                           | Anteil berechtigter                          | Ergebnis    |
| --------------- | --- | --- | ------------------------------------------- | ----------- | ----------------------------------- | ------------------ | ------------------ | -------------------------------------------- | -------------------------------------------- | -------------------------------------------- | -------------------------------------------- | -------------------------------------------- | -------------------------------------------- | ----------- |
| 12. Nov. 1933 — | Deutsches Reich | RR  | Austritt Deutschlands aus dem Völkerbund    | kein Quorum | 43.491.575 (45.176.713)             | 757.756            | 42.733.819         | 40.632.628                                   | 40.632.628                                   | 40.632.628                                   | 2.101.191                                    | 2.101.191                                    | 2.101.191                                    | erfolgreich |
| 12. Nov. 1933 — | Deutsches Reich | RR  | Austritt Deutschlands aus dem Völkerbund    | kein Quorum | 96,27 %                             | 1,74 %             | 98,26 %            | 95,08 %                                      | 93,43 %                                      | 89,94 %                                      | 4,92 %                                       | 4,83 %                                       | 4,65 %                                       | erfolgreich |
| 12. Nov. 1933 — | Erstes Plebiszit im Nationalsozialismus, wurde zeitgleich mit der Reichstagswahl im November 1933 durchgeführt. |     |                                             |             |                                     |                    |                    |                                              |                                              |                                              |                                              |                                              |                                              |             |
| 19. Aug. 1934 — | Deutsches Reich | RR  | Staatsoberhaupt des Deutschen Reichs        | kein Quorum | 43.569.695 (45.550.402)             | 873.787            | 42.695.908         | 38.395.479                                   | 38.395.479                                   | 38.395.479                                   | 4.300.429                                    | 4.300.429                                    | 4.300.429                                    | erfolgreich |
| 19. Aug. 1934 — | Deutsches Reich | RR  | Staatsoberhaupt des Deutschen Reichs        | kein Quorum | 95,65 %                             | 2,01 %             | 97,99 %            | 89,93 %                                      | 88,12 %                                      | 84,29 %                                      | 10,07 %                                      | 9,87 %                                       | 9,44 %                                       | erfolgreich |
| 19. Aug. 1934 — | Einziges Plebiszit während des Nationalsozialismus, das nicht zusammen mit einer Reichstagswahl durchgeführt wurde. |     |                                             |             |                                     |                    |                    |                                              |                                              |                                              |                                              |                                              |                                              |             |
| 13. Jan. 1935 — | Saargebiet | VV  | Gebietszugehörigkeit («Saarabstimmung»)     | kein Quorum | 528.105 (539.541)                   | 2249               | 525.856            | Anzahl nach bevorzugter Gebietszugehörigkeit | Anzahl nach bevorzugter Gebietszugehörigkeit | Anzahl nach bevorzugter Gebietszugehörigkeit | Anzahl nach bevorzugter Gebietszugehörigkeit | Anzahl nach bevorzugter Gebietszugehörigkeit | Anzahl nach bevorzugter Gebietszugehörigkeit | NS-Staat    |
| 13. Jan. 1935 — | Saargebiet | VV  | Gebietszugehörigkeit («Saarabstimmung»)     | kein Quorum | 528.105 (539.541)                   | 2249               | 525.856            | : 46.613 \| : 2124 \| : 477.119              |                                              |                                              |                                              |                                              |                                              | NS-Staat    |
| 13. Jan. 1935 — | Saargebiet | VV  | Gebietszugehörigkeit («Saarabstimmung»)     | kein Quorum | 97,88 %                             | 0,43 %             | 99,57 %            | Anteil gültiger                              | Anteil gültiger                              | Anteil abgegebener                           | Anteil abgegebener                           | Anteil berechtigter                          | Anteil berechtigter                          | NS-Staat    |
| 13. Jan. 1935 — | Saargebiet | VV  | Gebietszugehörigkeit («Saarabstimmung»)     | kein Quorum | 97,88 %                             | 0,43 %             | 99,57 %            | : 8,86 % : 0,40 % : 90,73 %                  | : 8,86 % : 0,40 % : 90,73 %                  | : 8,83 % : 0,40 % : 90,35 %                  | : 8,83 % : 0,40 % : 90,35 %                  | : 8,64 % : 0,39 % : 88,43 %                  | : 8,64 % : 0,39 % : 88,43 %                  | NS-Staat    |
| 13. Jan. 1935 — | Das Plebiszit wurde vom Völkerbund gemäß Artikel 45–50 des Versailler Vertrages durchgeführt. Die Abstimmenden konnten über die Beibehaltung des Status quo als Mandatsgebiet des Völkerbundes, den Beitritt zu Frankreich oder die Rückgliederung an Deutschland abstimmen. Die Abstimmung selbst war frei und entsprach demokratischen Grundsätzen. Der Abstimmungskampf jedoch war verzerrt, da die französische Mandatsmacht im Saargebiet selbst die Möglichkeiten der Meinungsäußerung durch Auflagen streng begrenzte. Zugleich engagierte sich die nationalsozialistische Regierung vom Gebiet des Deutschen Reichs aus (beispielsweise durch Radioübertragungen) umfangreich und unreguliert im Abstimmungskampf. Der Völkerbund folgte dem Votum und übergab zum 1. März 1935 die Kontrolle an Deutschland. Es erhielt die Bezeichnung „Reichsland Saarland“ und wurde fortan von einem unmittelbar der Reichsregierung unterstellten Reichskommissar verwaltet. |     |                                             |             |                                     |                    |                    |                                              |                                              |                                              |                                              |                                              |                                              |             |
| 10. Apr. 1938 — | Deutsches Reich | RR  | Anschluss Österreichs an das Deutsche Reich | kein Quorum | 49.435.623 (49.634.569)             | 75.667             | 49.359.956         | 48.905.004                                   | 48.905.004                                   | 48.905.004                                   | 454.952                                      | 454.952                                      | 454.952                                      | ()          |
| 10. Apr. 1938 — | Deutsches Reich | RR  | Anschluss Österreichs an das Deutsche Reich | kein Quorum | 99,60 %                             | 0,15 %             | 99,45 %            | 99,08 %                                      | 98,93 %                                      | 98,53 %                                      | 0,92 %                                       | 0,92 %                                       | 0,92 %                                       | ()          |
| 10. Apr. 1938 — | Österreich | RR  | Anschluss Österreichs an das Deutsche Reich | kein Quorum | 4.471.618 (4.484.617)               | 5777               | 4.465.841          | 4.453.912                                    | 4.453.912                                    | 4.453.912                                    | 11.929                                       | 11.929                                       | 11.929                                       | ()          |
| 10. Apr. 1938 — | Österreich | RR  | Anschluss Österreichs an das Deutsche Reich | kein Quorum | 99,71 %                             | 0,13 %             | 99,58 %            | 99,73 %                                      | 99,73 %                                      | 99,32 %                                      | 0,27 %                                       | 0,27 %                                       | 0,27 %                                       | ()          |
| 10. Apr. 1938 — | Der Anschluss Österreichs an das Deutsche Reich war zum Zeitpunkt der Abstimmung faktisch bereits vollzogen, das Plebiszit diente vorrangig der nachträglichen Legitimation. Die Stimmen von Deutschen und Österreichern wurden getrennt erfasst. Die Abstimmungsfrage war mit der Reichstagswahl 1938 verschmolzen, bei der ausschließlich „die Liste unseres Führers Adolf Hitler“ zur Wahl stand. Mitglieder des Österreichischen Bundesheeres waren von der Teilnahme an der Reichstagswahl ausgeschlossen, konnten jedoch ihre Stimme für das Plebiszit abgeben. Im Gegensatz zur Wahl/Abstimmung 1936 war es jedoch möglich, mit „Nein“ zu stimmen. |     |                                             |             |                                     |                    |                    |                                              |                                              |                                              |                                              |                                              |                                              |             |

## Nachkriegsdeutschland (1945–1949)
In der Nachkriegszeit fanden insgesamt acht Plebiszite über elf Vorlagen in Deutschland statt.
Das erste Verfahren wurde im Juni 1946 in der sowjetischen Besatzungszone in Sachsen durchgeführt. Es war zugleich die einzige Abstimmung in der Nachkriegszeit, die ein einfaches Gesetz zum Gegenstand hatte.
In der französischen und US-amerikanischen Besatzungszone wurden drei beziehungsweise vier Plebiszite durchgeführt, wobei alle die jeweiligen Landesverfassungen betrafen. Alle zehn zur Abstimmung gestellten Vorlagen waren von den verfassungsgebenden Versammlungen der jeweiligen Länder ausgearbeitet worden. In den Ländern Hessen, Rheinland-Pfalz und Bremen stand zudem jeweils eine zweite Vorlage über besonders umstrittene Inhalte der Verfassung zur Abstimmung. In Hessen ging es dabei um die Frage der Sozialisierung von Wirtschaftszweigen, in Rheinland-Pfalz um das Bestehen konfessioneller Schulen neben staatlichen Gemeinschaftsschulen und in Bremen um die Arbeitnehmermitbestimmung in Betrieben.
In der britischen Besatzungszone fand erstmals 1950, nach der Gründung der Bundesrepublik Deutschland, ein Plebiszit statt.
| Datum — Belege  | Gebietskörperschaft | Typ | Angelegenheit                                                                     | Quorum           | Stimmverteilung                     | Stimmverteilung    | Stimmverteilung    | Stimmverteilung | Stimmverteilung    | Stimmverteilung     | Stimmverteilung | Stimmverteilung    | Stimmverteilung     | Ergebnis    |
| Datum — Belege  | Gebietskörperschaft | Typ | Angelegenheit                                                                     | Quorum           | Stimmbeteiligung (Stimmberechtigte) | ungültige Stimmen  | gültige Stimmen    | Ja-Stimmen      | Ja-Stimmen         | Ja-Stimmen          | Nein-Stimmen    | Nein-Stimmen       | Nein-Stimmen        | Ergebnis    |
| Datum — Belege  | Gebietskörperschaft | Typ | Angelegenheit                                                                     | Quorum           | Anzahl                              | Anzahl             | Anzahl             | Anzahl          | Anzahl             | Anzahl              | Anzahl          | Anzahl             | Anzahl              | Ergebnis    |
| Datum — Belege  | Gebietskörperschaft | Typ | Angelegenheit                                                                     | Quorum           | Anteil berechtigter                 | Anteil abgegebener | Anteil abgegebener | Anteil gültiger | Anteil abgegebener | Anteil berechtigter | Anteil gültiger | Anteil abgegebener | Anteil berechtigter | Ergebnis    |
| --------------- | --- | --- | --------------------------------------------------------------------------------- | ---------------- | ----------------------------------- | ------------------ | ------------------ | --------------- | ------------------ | ------------------- | --------------- | ------------------ | ------------------- | ----------- |
| 30. Juni 1946 — | Sachsen | RR  | Übergabe von Betrieben von Kriegs- und Naziverbrechern in das Eigentum des Volkes | 50 % Beteiligung | ca. 3.461.100 (3.693.511)           | ca. 201.400        | ca. 3.259.700      | ca. 2.686.700   | ca. 2.686.700      | ca. 2.686.700       | ca. 573.000     | ca. 573.000        | ca. 573.000         | erfolgreich |
| 30. Juni 1946 — | Sachsen | RR  | Übergabe von Betrieben von Kriegs- und Naziverbrechern in das Eigentum des Volkes | 50 % Beteiligung | 93,71 %                             | 5,82 %             | 94,18 %            | 82,42 %         | ca. 77,63 %        | ca. 72,74 %         | 17,58 %         | ca. 16,56 %        | ca. 15,51 %         | erfolgreich |
| 30. Juni 1946 — | Erstes Plebiszit während der Nachkriegszeit in Deutschland und einziges in der Sowjetischen Besatzungszone. Als Rechtsgrundlage diente die entsprechende Gesetzgebung des Landes Sachsen aus der Weimarer Republik. Das dort eigentlich zwingend vorgesehene Volksbegehren wurde von der SMA Sachsen mittels der Verordnung über Volksbegehren und Volksentscheid vom 4. April 1946 umgangen, weswegen die Abstimmung faktisch ein von der Regierung angesetztes Referendum war. |     |                                                                                   |                  |                                     |                    |                    |                 |                    |                     |                 |                    |                     |             |
| 24. Nov. 1946 — | Württemberg-Baden | VR  | Annahme der Landesverfassung                                                      | kein Quorum      | 1.344.602 (1.875.074)               | 282.317            | 1.062.285          | 921.628         | 921.628            | 921.628             | 140.657         | 140.657            | 140.657             | erfolgreich |
| 24. Nov. 1946 — | Württemberg-Baden | VR  | Annahme der Landesverfassung                                                      | kein Quorum      | 71,71 %                             | 21,00 %            | 79,00 %            | 86,76 %         | 68,54 %            | 49,15 %             | 13,24 %         | 10,46 %            | 7,50 %              | erfolgreich |
| 24. Nov. 1946 — | Erstes Plebiszit in der US-amerikanischen Besatzungszone. Die Abstimmung wurde zusammen mit der ersten Landtagswahl durchgeführt. |     |                                                                                   |                  |                                     |                    |                    |                 |                    |                     |                 |                    |                     |             |
| 1. Dez. 1946 —  | Bayern | VR  | Annahme der Landesverfassung                                                      | kein Quorum      | 3.188.255 (5.210.636)               | 227.676            | 2.960.579          | 2.090.444       | 2.090.444          | 2.090.444           | 870.135         | 870.135            | 870.135             | erfolgreich |
| 1. Dez. 1946 —  | Bayern | VR  | Annahme der Landesverfassung                                                      | kein Quorum      | 61,19 %                             | 7,14 %             | 92,86 %            | 70,61 %         | 65,57 %            | 40,12 %             | 29,39 %         | 27,29 %            | 16,70 %             | erfolgreich |
| 1. Dez. 1946 —  | Zweites Plebiszit in der US-amerikanischen Besatzungszone. Die Abstimmung wurde zusammen mit der ersten Wahlen zum Bayerischen Landtag durchgeführt. |     |                                                                                   |                  |                                     |                    |                    |                 |                    |                     |                 |                    |                     |             |
| 1. Dez. 1946 —  | Hessen | VR  | Annahme der Landesverfassung                                                      | kein Quorum      | 1.741.519 (2.380.109)               | 228.471            | 1.513.048          | 1.161.773       | 1.161.773          | 1.161.773           | 351.275         | 351.275            | 351.275             | erfolgreich |
| 1. Dez. 1946 —  | Hessen | VR  | Annahme der Landesverfassung                                                      | kein Quorum      | 1.741.519 (2.380.109)               | 13,12 %            | 86,88 %            | 76,78 %         | 66,71 %            | 48,81 %             | 23,22 %         | 20,17 %            | 14,76 %             | erfolgreich |
| 1. Dez. 1946 —  | Hessen | PR  | Aufnahme des Artikels 41 (Sozialisierungen) in die Verfassung                     | kein Quorum      | 73,17 %                             | 234.174            | 1.507.345          | 1.085.151       | 1.085.151          | 1.085.151           | 422.194         | 422.194            | 422.194             | erfolgreich |
| 1. Dez. 1946 —  | Hessen | PR  | Aufnahme des Artikels 41 (Sozialisierungen) in die Verfassung                     | kein Quorum      | 73,17 %                             | 13,45 %            | 86,55 %            | 71,99 %         | 62,31 %            | 45,59 %             | 28,01 %         | 24,24 %            | 17,74 %             | erfolgreich |
| 1. Dez. 1946 —  | Das Plebiszit zur Annahme der Landesverfassung wurde zusammen mit einer gesonderten Abstimmung über die Aufnahme des politisch umstrittenen Artikels 41 abgehalten, der Sozialisierungen in verschiedenen Wirtschaftszweigen vorsah. Die Abstimmung erfolgte auf einem Stimmzettel, auf dem beide Abstimmungsfragen getrennt voneinander beantwortet beziehungsweise ungültig gemacht werden konnten. Es war das dritte Plebiszit in der US-amerikanischen Besatzungszone und wurde zusammen mit der ersten hessischen Landtagswahl abgehalten. |     |                                                                                   |                  |                                     |                    |                    |                 |                    |                     |                 |                    |                     |             |
| 18. Mai 1947 —  | Baden | VR  | Annahme der Landesverfassung                                                      | kein Quorum      | 471.427 (694.953)                   | 34.180             | 437.247            | 297.031         | 297.031            | 297.031             | 140.216         | 140.216            | 140.216             | erfolgreich |
| 18. Mai 1947 —  | Baden | VR  | Annahme der Landesverfassung                                                      | kein Quorum      | 67,84 %                             | 7,25 %             | 92,75 %            | 67,93 %         | 63,01 %            | 42,74 %             | 32,07 %         | 29,74 %            | 20,18 %             | erfolgreich |
| 18. Mai 1947 —  | Erstes Plebiszit in der französischen Besatzungszone. Die Abstimmung wurde zusammen mit der ersten Landtagswahl abgehalten. |     |                                                                                   |                  |                                     |                    |                    |                 |                    |                     |                 |                    |                     |             |
| 18. Mai 1947 —  | Rheinland-Pfalz | VR  | Annahme der Landesverfassung                                                      | kein Quorum      | 1.277.706 (1.644.802)               | 184.306            | 1.093.381          | 579.002         | 579.002            | 579.002             | 514.338         | 514.338            | 514.338             | erfolgreich |
| 18. Mai 1947 —  | Rheinland-Pfalz | VR  | Annahme der Landesverfassung                                                      | kein Quorum      | 77,68 %                             | 14,42 %            | 85,57 %            | 52,96 %         | 45,32 %            | 35,20 %             | 47,04 %         | 40,25 %            | 31,27 %             | erfolgreich |
| 18. Mai 1947 —  | Rheinland-Pfalz | PR  | Aufnahme der Schulartikel in Abschnitt III in die Landesverfassung                | kein Quorum      | 1.273.194 (1.644.802)               | 231.452            | 1.041.742          | 545.399         | 545.399            | 545.399             | 496.343         | 496.343            | 496.343             | erfolgreich |
| 18. Mai 1947 —  | Rheinland-Pfalz | PR  | Aufnahme der Schulartikel in Abschnitt III in die Landesverfassung                | kein Quorum      | 77,41 %                             | 18,18 %            | 81,82 %            | 52,35 %         | 42,84 %            | 33,16 %             | 47,65 %         | 38,98 %            | 30,18 %             | erfolgreich |
| 18. Mai 1947 —  | Das Plebiszit zur Annahme der Landesverfassung wurde zusammen mit einer gesonderten Abstimmung über die Aufnahme der umstrittenen Artikel in Abschnitt III („Schulartikel“) abgehalten. Die Stimmabgabe erfolgte auf zwei getrennten Stimmzetteln. Es war die zweite Abstimmung in der französischen Besatzungszone und fand zusammen mit der ersten Landtagswahl statt. |     |                                                                                   |                  |                                     |                    |                    |                 |                    |                     |                 |                    |                     |             |
| 18. Mai 1947 —  | Württemberg-Hohenzollern | VR  | Annahme der Landesverfassung                                                      | kein Quorum      | 408.736 (ca. 615.800)               | 23.990             | 384.746            | 268.701         | 268.701            | 268.701             | 116.045         | 116.045            | 116.045             | erfolgreich |
| 18. Mai 1947 —  | Württemberg-Hohenzollern | VR  | Annahme der Landesverfassung                                                      | kein Quorum      | 66,37 %                             | 5,87 %             | 94,13 %            | 69,84 %         | 65,74 %            | 43,63 %             | 30,16 %         | 28,39 %            | 18,84 %             | erfolgreich |
| 18. Mai 1947 —  | Drittes Plebiszit in der französischen Besatzungszone. Die Abstimmung wurde zusammen mit der ersten Landtagswahl abgehalten. |     |                                                                                   |                  |                                     |                    |                    |                 |                    |                     |                 |                    |                     |             |
| 12. Okt. 1947 — | Bremen | VR  | Annahme der Landesverfassung                                                      | kein Quorum      | 228.720 (338.011)                   | 18.419             | 210.301            | 152.350         | 152.350            | 152.350             | 57.951          | 57.951             | 57.951              | erfolgreich |
| 12. Okt. 1947 — | Bremen | VR  | Annahme der Landesverfassung                                                      | kein Quorum      | 67,67 %                             | 8,05 %             | 91,95 %            | 72,44 %         | 66,61 %            | 45,07 %             | 27,56 %         | 25,34 %            | 17,14 %             | erfolgreich |
| 12. Okt. 1947 — | Bremen | PR  | Aufnahme des Artikels 47 (Arbeitnehmermitbestimmung) in die Landesverfassung      | kein Quorum      | 228.110 (338.011)                   | 19.972             | 210.138            | 109.233         | 109.233            | 109.233             | 100.905         | 100.905            | 100.905             | erfolgreich |
| 12. Okt. 1947 — | Bremen | PR  | Aufnahme des Artikels 47 (Arbeitnehmermitbestimmung) in die Landesverfassung      | kein Quorum      | 67,49 %                             | 8,76 %             | 92,12 %            | 51,98 %         | 47,89 %            | 32,32 %             | 48,02 %         | 44,24 %            | 29,85 %             | erfolgreich |
| 12. Okt. 1947 — | Das Plebiszit zur Annahme der Landesverfassung wurde zusammen mit einer gesonderten Abstimmung über die Aufnahme des politisch umstrittenen Artikels 47 abgehalten, der die paritätische Arbeitnehmermitbestimmung vorsah. Bei der Abstimmung konnten beide Abstimmungsfragen getrennt voneinander beantwortet beziehungsweise ungültig gemacht werden konnten. Obgleich der Artikel 47 vom Stimmvolk angenommen wurde, setzte die US-amerikanische Militärregierung für Deutschland diesen im Oktober 1948 außer Kraft. Es war die vierte Abstimmung in der US-amerikanischen Besatzungszone und wurde zusammen mit der Wahl zur bremischen Bürgerschaft abgehalten. |     |                                                                                   |                  |                                     |                    |                    |                 |                    |                     |                 |                    |                     |             |

## Deutsche Demokratische Republik (1949–1990)
In der Deutschen Demokratischen Republik (DDR) wurden drei Plebiszite durchgeführt: zwei Volksbefragungen in den 1950er Jahren, die sich um die Frage der Wiederbewaffnung und der Westintegration drehten und vor allem außenpolitischen Druck auf die Bundesrepublik Deutschland (BRD) ausüben sollten. Im Jahr 1968 kam es zu einer umfassenden Reform der Verfassung der DDR, die schließlich in einem Volksentscheid zur Abstimmung gestellt wurde. Insbesondere bei diesem letzten Plebiszit wurden die demokratischen Grundsätzen einer freien Stimmabgabe massiv verletzt.
Die wenigen Plebiszite in der DDR waren – ebenso wie auch die Wahlen zwischen 1949 und der Herbst 1989 – undemokratisch organisiert und dienten vorrangig zur Legitimation der autoritären Herrschaftsverhältnisse.
| Datum — Belege  | Gebietskörperschaft | Typ | Angelegenheit                                                                                         | Quorum — Ergebnis | Stimmverteilung       | Stimmverteilung     | Stimmverteilung     | Stimmverteilung     | Stimmverteilung     | Stimmverteilung     | Stimmverteilung     |
| --------------- | --- | --- | --- | ----------------- | --------------------- | ------------------- | ------------------- | ------------------- | ------------------- | ------------------- | ------------------- |
| 3. Juni 1951 —  | Deutsche Demokratische Republik | RR  | Volksbefragung gegen die Remilitarisierung Deutschlands und für den Abschluss eines Friedensvertrages | kein Quorum —     | Stimmberechtigte (A)  | 13.703.077          | 13.703.077          | 13.703.077          | 13.703.077          | 13.703.077          | 13.703.077          |
| 3. Juni 1951 —  | Deutsche Demokratische Republik | RR  | Volksbefragung gegen die Remilitarisierung Deutschlands und für den Abschluss eines Friedensvertrages | kein Quorum —     | abgegebeneStimmen (B) | ca. 13.627.500      | ca. 13.627.500      | ca. 13.627.500      | ca. 99,45 % (von A) | ca. 99,45 % (von A) | ca. 99,45 % (von A) |
| 3. Juni 1951 —  | Deutsche Demokratische Republik | RR  | Volksbefragung gegen die Remilitarisierung Deutschlands und für den Abschluss eines Friedensvertrages | kein Quorum —     | gültigeStimmen (C)    | ca. 13.599.000      | ca. 13.599.000      | ca. 13.599.000      | ca. 99,79 % (von B) | ca. 99,79 % (von B) | ca. 99,79 % (von B) |
| 3. Juni 1951 —  | Deutsche Demokratische Republik | RR  | Volksbefragung gegen die Remilitarisierung Deutschlands und für den Abschluss eines Friedensvertrages | kein Quorum —     | ungültigeStimmen      | ca. 28.600          | ca. 28.600          | ca. 28.600          | ca. 1,73 % (von B)  | ca. 1,73 % (von B)  | ca. 1,73 % (von B)  |
| 3. Juni 1951 —  | Deutsche Demokratische Republik | RR  | Volksbefragung gegen die Remilitarisierung Deutschlands und für den Abschluss eines Friedensvertrages | kein Quorum —     | Ja                    | ca. 13.058.000      | ca. 13.058.000      | ca. 13.058.000      | ca. 13.058.000      | ca. 13.058.000      | ca. 13.058.000      |
| 3. Juni 1951 —  | Deutsche Demokratische Republik | RR  | Volksbefragung gegen die Remilitarisierung Deutschlands und für den Abschluss eines Friedensvertrages | kein Quorum —     | Ja                    | ca. 95,29 % (von A) | ca. 95,29 % (von A) | ca. 95,82 % (von B) | ca. 95,82 % (von B) | ca. 95,02 % (von C) | ca. 95,02 % (von C) |
| 3. Juni 1951 —  | Deutsche Demokratische Republik | RR  | Volksbefragung gegen die Remilitarisierung Deutschlands und für den Abschluss eines Friedensvertrages | kein Quorum —     | Nein                  | ca. 541.000         | ca. 541.000         | ca. 541.000         | ca. 541.000         | ca. 541.000         | ca. 541.000         |
| 3. Juni 1951 —  | Deutsche Demokratische Republik | RR  | Volksbefragung gegen die Remilitarisierung Deutschlands und für den Abschluss eines Friedensvertrages | kein Quorum —     | Nein                  | ca. 3,95 % (von A)  | ca. 3,95 % (von A)  | ca. 3,97 % (von B)  | ca. 3,97 % (von B)  | ca. 3,98 % (von C)  | ca. 3,98 % (von C)  |
| 3. Juni 1951 —  | Die unverbindliche Volksbefragung fand vom 3. bis 6. Juni 1951 statt, die Teilnahme war bereits ab dem 16. Lebensjahr möglich. Mit ihr versuchte die DDR-Regierung Einfluss auf die in der BRD geführte Wiederbewaffnungsdiskussion zu nehmen. Die westdeutsche KPD organisierte in der BRD eine spiegelbildliche Befragung, die Bundesinnenminister Robert Lehr jedoch noch 1951 untersagte und zum Anlass für das Verbot der KPD im Jahr 1954 wurde. |     | |                   |                       |                     |                     |                     |                     |                     |                     |
| 27. Juni 1954 — | Deutsche Demokratische Republik | RR  | Friedensvertrag oder Europäische Verteidigungsgemeinschaft (EVG)?                                     | kein Quorum —     | Stimmberechtigte (A)  | 13.585.404          | 13.585.404          | 13.585.404          | 13.585.404          | 13.585.404          | 13.585.404          |
| 27. Juni 1954 — | Deutsche Demokratische Republik | RR  | Friedensvertrag oder Europäische Verteidigungsgemeinschaft (EVG)?                                     | kein Quorum —     | abgegebeneStimmen (B) | ca. 13.395.000      | ca. 13.395.000      | ca. 13.395.000      | ca. 98,6 % (von A)  | ca. 98,6 % (von A)  | ca. 98,6 % (von A)  |
| 27. Juni 1954 — | Deutsche Demokratische Republik | RR  | Friedensvertrag oder Europäische Verteidigungsgemeinschaft (EVG)?                                     | kein Quorum —     | gültigeStimmen (C)    | ca. 13.060.000      | ca. 13.060.000      | ca. 13.060.000      | ca. 97,5 % (von B)  | ca. 97,5 % (von B)  | ca. 97,5 % (von B)  |
| 27. Juni 1954 — | Deutsche Demokratische Republik | RR  | Friedensvertrag oder Europäische Verteidigungsgemeinschaft (EVG)?                                     | kein Quorum —     | ungültigeStimmen      | ca. 335.000         | ca. 335.000         | ca. 335.000         | ca. 2,5 % (von B)   | ca. 2,5 % (von B)   | ca. 2,5 % (von B)   |
| 27. Juni 1954 — | Deutsche Demokratische Republik | RR  | Friedensvertrag oder Europäische Verteidigungsgemeinschaft (EVG)?                                     | kein Quorum —     | Ja                    | ca. 12.224.500      | ca. 12.224.500      | ca. 12.224.500      | ca. 12.224.500      | ca. 12.224.500      | ca. 12.224.500      |
| 27. Juni 1954 — | Deutsche Demokratische Republik | RR  | Friedensvertrag oder Europäische Verteidigungsgemeinschaft (EVG)?                                     | kein Quorum —     | Ja                    | ca. 90,0 % (von A)  | ca. 90,0 % (von A)  | ca. 91,3 % (von B)  | ca. 91,3 % (von B)  | ca. 93,6 % (von C)  | ca. 93,6 % (von C)  |
| 27. Juni 1954 — | Deutsche Demokratische Republik | RR  | Friedensvertrag oder Europäische Verteidigungsgemeinschaft (EVG)?                                     | kein Quorum —     | Nein                  | ca. 836.000         | ca. 836.000         | ca. 836.000         | ca. 836.000         | ca. 836.000         | ca. 836.000         |
| 27. Juni 1954 — | Deutsche Demokratische Republik | RR  | Friedensvertrag oder Europäische Verteidigungsgemeinschaft (EVG)?                                     | kein Quorum —     | Nein                  | ca. 6,15 % (von A)  | ca. 6,15 % (von A)  | ca. 6,2 % (von B)   | ca. 6,2 % (von B)   | ca. 6,4 % (von C)   | ca. 6,4 % (von C)   |
| 27. Juni 1954 — | Die unverbindliche Volksbefragung fand vom 27. bis 29. Juni 1954 statt, die Teilnahme war bereits ab dem 16. Lebensjahr möglich. Sie stand erneut im Zusammenhang mit der westdeutschen Wiederbewaffnungsdebatte sowie der Westintegration und sollte die Bundesregierung unter politischen Druck setzen. |     | |                   |                       |                     |                     |                     |                     |                     |                     |
| 6. Apr. 1968 —  | Deutsche Demokratische Republik | VR  | Umfassende Verfassungsreform                                                                          | kein Quorum —     | Stimmberechtigte (A)  | 12.208.986          | 12.208.986          | 12.208.986          | 12.208.986          | 12.208.986          | 12.208.986          |
| 6. Apr. 1968 —  | Deutsche Demokratische Republik | VR  | Umfassende Verfassungsreform                                                                          | kein Quorum —     | abgegebeneStimmen (B) | 11.970.889          | 11.970.889          | 11.970.889          | 98,05 % (von A)     | 98,05 % (von A)     | 98,05 % (von A)     |
| 6. Apr. 1968 —  | Deutsche Demokratische Republik | VR  | Umfassende Verfassungsreform                                                                          | kein Quorum —     | gültigeStimmen (C)    | 11.946.536          | 11.946.536          | 11.946.536          | 99,80 % (von B)     | 99,80 % (von B)     | 99,80 % (von B)     |
| 6. Apr. 1968 —  | Deutsche Demokratische Republik | VR  | Umfassende Verfassungsreform                                                                          | kein Quorum —     | ungültigeStimmen      | 24.353              | 24.353              | 24.353              | 0,20 % (von B)      | 0,20 % (von B)      | 0,20 % (von B)      |
| 6. Apr. 1968 —  | Deutsche Demokratische Republik | VR  | Umfassende Verfassungsreform                                                                          | kein Quorum —     | Ja                    | 11.536.803          | 11.536.803          | 11.536.803          | 11.536.803          | 11.536.803          | 11.536.803          |
| 6. Apr. 1968 —  | Deutsche Demokratische Republik | VR  | Umfassende Verfassungsreform                                                                          | kein Quorum —     | Ja                    | 94,49 % (von A)     | 94,49 % (von A)     | 96,37 % (von B)     | 96,37 % (von B)     | 96,57 % (von C)     | 96,57 % (von C)     |
| 6. Apr. 1968 —  | Deutsche Demokratische Republik | VR  | Umfassende Verfassungsreform                                                                          | kein Quorum —     | Nein                  | 409.733             | 409.733             | 409.733             | 409.733             | 409.733             | 409.733             |
| 6. Apr. 1968 —  | Deutsche Demokratische Republik | VR  | Umfassende Verfassungsreform                                                                          | kein Quorum —     | Nein                  | 3,36 % (von A)      | 3,36 % (von A)      | 3,42 % (von B)      | 3,42 % (von B)      | 3,43 % (von C)      | 3,43 % (von C)      |
| 6. Apr. 1968 —  | Im Januar 1968 war ein erster Entwurf der neuen Verfassung veröffentlicht worden. Nachdem dieser in einer sogenannten „Volksaussprache“ mit der Bevölkerung diskutiert wurde und geringfügige Anpassungen erfuhr, stellte die DDR-Regierung ihn zur Abstimmung. Vereinzelt kam es in den Wochen vor dem Plebiszit zu oppositionellen Aktionen gegen den Verfassungsentwurf. Da eine geheime Stimmabgabe nur mit Einschränkungen möglich war, wurden die Grundsätze einer freien Abstimmung nicht eingehalten. Die neue Verfassung trat am 9. April 1986 in Kraft. |     | |                   |                       |                     |                     |                     |                     |                     |                     |

## Bundesrepublik Deutschland vor der Wiedervereinigung (1949–1990)
In der Bundesrepublik Deutschland wurden zwischen der Gründung im Jahre 1949 und der Wiedervereinigung im Jahre 1990 insgesamt 23 Plebiszite in 26 Stimmgebieten über 20 verschiedene Vorlagen auf der Ebene der Länder abgehalten. Auf gesamtstaatlicher Ebene wurde hingegen keine einzige Abstimmung abgehalten.
Das Land Nordrhein-Westfalen war im Jahr 1950 das letzte Bundesland vor der Wiedervereinigung, in dem die Verfassung per Plebiszit angenommen wurde. Daneben wurden in sechs obligatorischen Referenden zusammen sieben Verfassungsänderungen in den Ländern Bayern und Hessen vom Stimmvolk gebilligt.
Der ganz überwiegende Teil der Plebiszite in dieser Zeit hatte jedoch Territorialfragen auf der Ebene der deutschen Länder zum Gegenstand. So wurden alleine im Zusammenhang mit der Gründung Baden-Württembergs („Südweststaat“) zwölf Abstimmungen durchgeführt: vier für eine Volksbefragung (1950) und vier für den eigentlichen Volksentscheid (1951, in Württemberg-Baden, Württemberg-Hohenzollern und Baden), zwei zu Verfassungsänderungen die im unmittelbaren Zusammenhang mit dem Volksentscheid standen (1951, in Württemberg-Hohenzollern und Baden) sowie zwei zu einem das Gebiet betreffenden Volksbegehren (1970, auf dem Gebiet der ehemaligen Republik Baden).
Im Saarland erfolgte 1955 die Volksbefragung zum Saarstatut, die letztlich im Beitritt des Gebiets zur Bundesrepublik Deutschland mündete. Weitere fünf Abstimmungen zu Territorialfragen aufgrund von erfolgreichen Volksbegehren wurden in 1975 in Rheinland-Pfalz und Niedersachsen abgehalten. Während das Stimmvolk in Rheinland-Pfalz die Vorlagen jeweils mit deutlicher Mehrheit ablehnte (und sich damit für die territoriale Beibehaltung des Status quo aussprach), stimmte das Stimmvolk in den beiden niedersächsischen Stimmgebieten für die Herstellung der Länder Oldenburg und Schaumburg-Lippe. Der Bundestag setzte sich ein Jahr nach den Volksentscheiden durch Beschluss des sogenannten Oldenburg-Gesetzes über den Willen des Stimmvolkes in den Abstimmungsgebieten hinweg.
Jenseits von Verfassungsänderungen und Fragen der Gebietszugehörigkeit spielten Initiativverfahren aus der Bevölkerung nur eine untergeordnete Rolle. So nutzten 1968 in Bayern die im Landtag vertretenen Parteien erstmals in der Geschichte der BRD direktdemokratische Instrumente um eine im Landtag festgefahrene politische Debatte zur Bildungspolitik in Bewegung zu bringen. Letztlich mündete dies in einen Kompromissvorschlag, der vom Stimmvolk mit deutlicher Mehrheit gebilligt wurde. In Baden-Württemberg führte 1971 der Widerstand gegen die Gebietsreform zum einzigen Volksentscheid zur vorzeitigen Landtagsauflösung in der Geschichte der BRD, der jedoch das Quorum sehr deutlich verfehlte.
| Datum — Belege | Gebietskörperschaft | Typ                     | Angelegenheit                                                                   | Quorum                                                                                   | Stimmverteilung                     | Stimmverteilung    | Stimmverteilung    | Stimmverteilung                              | Stimmverteilung                              | Stimmverteilung                              | Stimmverteilung                              | Stimmverteilung                              | Stimmverteilung                              | Ergebnis                  |
| Datum — Belege | Gebietskörperschaft | Typ                     | Angelegenheit                                                                   | Quorum                                                                                   | Stimmbeteiligung (Stimmberechtigte) | ungültige Stimmen  | gültige Stimmen    | Ja-Stimmen                                   | Ja-Stimmen                                   | Ja-Stimmen                                   | Nein-Stimmen                                 | Nein-Stimmen                                 | Nein-Stimmen                                 | Ergebnis                  |
| Datum — Belege | Gebietskörperschaft | Typ                     | Angelegenheit                                                                   | Quorum                                                                                   | Anzahl                              | Anzahl             | Anzahl             | Anzahl                                       | Anzahl                                       | Anzahl                                       | Anzahl                                       | Anzahl                                       | Anzahl                                       | Ergebnis                  |
| Datum — Belege | Gebietskörperschaft | Typ                     | Angelegenheit                                                                   | Quorum                                                                                   | Anteil berechtigter                 | Anteil abgegebener | Anteil abgegebener | Anteil gültiger                              | Anteil abgegebener                           | Anteil berechtigter                          | Anteil gültiger                              | Anteil abgegebener                           | Anteil berechtigter                          | Ergebnis                  |
| --- | --- | ----------------------- | ------------------------------------------------------------------------------- | ---------------------------------------------------------------------------------------- | ----------------------------------- | ------------------ | ------------------ | -------------------------------------------- | -------------------------------------------- | -------------------------------------------- | -------------------------------------------- | -------------------------------------------- | -------------------------------------------- | ------------------------- |
| 18. Juni 1950 — | Nordrhein-Westfalen | VR                      | Annahme der Landesverfassung                                                    | kein Quorum                                                                              | 6.364.283 (8.909.350)               | 496.555            | 5.867.728          | 3.627.054                                    | 3.627.054                                    | 3.627.054                                    | 2.240.674                                    | 2.240.674                                    | 2.240.674                                    | erfolgreich               |
| 18. Juni 1950 — | Nordrhein-Westfalen | VR                      | Annahme der Landesverfassung                                                    | kein Quorum                                                                              | 71,43 %                             | 7,80 %             | 92,20 %            | 61,81 %                                      | 56,99 %                                      | 40,71 %                                      | 38,19 %                                      | 35,21 %                                      | 25,15 %                                      | erfolgreich               |
| 18. Juni 1950 — | Erstes Plebiszit in der Bundesrepublik Deutschland, einzige Abstimmung in der britischen Besatzungszone und zugleich letztes Plebiszit während der Deutschen Teilung das die Annahme einer Landesverfassung zum Gegenstand hatte. Die Abstimmung wurde zusammen mit der ersten Wahl zum Nordrhein-westfälischen Landtag durchgeführt. |                         |                                                                                 |                                                                                          |                                     |                    |                    |                                              |                                              |                                              |                                              |                                              |                                              |                           |
| 9. Juli 1950 — | Hessen | OR                      | Änderung der Artikel 75 und 137 zur Änderung des Wahlrechts                     | kein Quorum                                                                              | 1.007.267 (2.974.556)               | 62.667             | 944.600            | 740.465                                      | 740.465                                      | 740.465                                      | 204.135                                      | 204.135                                      | 204.135                                      | erfolgreich               |
| 9. Juli 1950 — | Hessen | OR                      | Änderung der Artikel 75 und 137 zur Änderung des Wahlrechts                     | kein Quorum                                                                              | 33,86 %                             | 6,22 %             | 93,78 %            | 78,39 %                                      | 73,51 %                                      | 24,89 %                                      | 21,61 %                                      | 20,27 %                                      | 6,86 %                                       | erfolgreich               |
| 9. Juli 1950 — | Erstes obligatorisches Referendum in einem deutschen Bundesland Plebiszit fand einige Monate vor der Landtagswahl statt, sodass das geänderte Wahlrecht dort bereits zum Tragen kam. |                         |                                                                                 |                                                                                          |                                     |                    |                    |                                              |                                              |                                              |                                              |                                              |                                              |                           |
| 24. Sep. 1950 — | Württemberg-Baden (östlicher Landesteil, „Nordwürttemberg“) | PR                      | Volksbefragung zum Südweststaat                                                 | kein Quorum                                                                              | 682.088 (1.589.964)                 | 15.183             | 666.905            | Anzahl nach bevorzugter Gebietszugehörigkeit | Anzahl nach bevorzugter Gebietszugehörigkeit | Anzahl nach bevorzugter Gebietszugehörigkeit | Anzahl nach bevorzugter Gebietszugehörigkeit | Anzahl nach bevorzugter Gebietszugehörigkeit | Anzahl nach bevorzugter Gebietszugehörigkeit | Baden-Württemberg         |
| 24. Sep. 1950 — | Württemberg-Baden (östlicher Landesteil, „Nordwürttemberg“) | PR                      | Volksbefragung zum Südweststaat                                                 | kein Quorum                                                                              | 682.088 (1.589.964)                 | 15.183             | 666.905            | : 623.689 \| +: 43.216                       |                                              |                                              |                                              |                                              |                                              | Baden-Württemberg         |
| 24. Sep. 1950 — | Württemberg-Baden (östlicher Landesteil, „Nordwürttemberg“) | PR                      | Volksbefragung zum Südweststaat                                                 | kein Quorum                                                                              | 42,90 %                             | 2,23 %             | 97,77 %            | Anteil gültiger                              | Anteil gültiger                              | Anteil abgegebener                           | Anteil abgegebener                           | Anteil berechtigter                          | Anteil berechtigter                          | Baden-Württemberg         |
| 24. Sep. 1950 — | Württemberg-Baden (östlicher Landesteil, „Nordwürttemberg“) | PR                      | Volksbefragung zum Südweststaat                                                 | kein Quorum                                                                              | 42,90 %                             | 2,23 %             | 97,77 %            | : 93,52 % +: 6,48 %                          | : 93,52 % +: 6,48 %                          | : 91,44 % +: 6,34 %                          | : 91,44 % +: 6,34 %                          | : 39,23 % +: 2,72 %                          | : 39,23 % +: 2,72 %                          | Baden-Württemberg         |
| 24. Sep. 1950 — | Württemberg-Baden (westlicher Landesteil, „Nordbaden“) | PR                      | Volksbefragung zum Südweststaat                                                 | kein Quorum                                                                              | 595.155 (984.657)                   | 14.986             | 580.169            | Anzahl nach bevorzugter Gebietszugehörigkeit | Anzahl nach bevorzugter Gebietszugehörigkeit | Anzahl nach bevorzugter Gebietszugehörigkeit | Anzahl nach bevorzugter Gebietszugehörigkeit | Anzahl nach bevorzugter Gebietszugehörigkeit | Anzahl nach bevorzugter Gebietszugehörigkeit | Baden-Württemberg         |
| 24. Sep. 1950 — | Württemberg-Baden (westlicher Landesteil, „Nordbaden“) | PR                      | Volksbefragung zum Südweststaat                                                 | kein Quorum                                                                              | 595.155 (984.657)                   | 14.986             | 580.169            | : 332.962 \| : 247.207                       |                                              |                                              |                                              |                                              |                                              | Baden-Württemberg         |
| 24. Sep. 1950 — | Württemberg-Baden (westlicher Landesteil, „Nordbaden“) | PR                      | Volksbefragung zum Südweststaat                                                 | kein Quorum                                                                              | 60,44 %                             | 2,52 %             | 97,48 %            | Anteil gültiger                              | Anteil gültiger                              | Anteil abgegebener                           | Anteil abgegebener                           | Anteil berechtigter                          | Anteil berechtigter                          | Baden-Württemberg         |
| 24. Sep. 1950 — | Württemberg-Baden (westlicher Landesteil, „Nordbaden“) | PR                      | Volksbefragung zum Südweststaat                                                 | kein Quorum                                                                              | 60,44 %                             | 2,52 %             | 97,48 %            | : 57,39 % : 42,61 %                          | : 57,39 % : 42,61 %                          | : 55,95 % : 41,54 %                          | : 55,95 % : 41,54 %                          | : 33,82 % : 25,11 %                          | : 33,82 % : 25,11 %                          | Baden-Württemberg         |
| 24. Sep. 1950 — | Baden („Südbaden“) | PR                      | Volksbefragung zum Südweststaat                                                 | kein Quorum                                                                              | 541.590 (830.956)                   | 9922               | 531.668            | Anzahl nach bevorzugter Gebietszugehörigkeit | Anzahl nach bevorzugter Gebietszugehörigkeit | Anzahl nach bevorzugter Gebietszugehörigkeit | Anzahl nach bevorzugter Gebietszugehörigkeit | Anzahl nach bevorzugter Gebietszugehörigkeit | Anzahl nach bevorzugter Gebietszugehörigkeit | Baden                     |
| 24. Sep. 1950 — | Baden („Südbaden“) | PR                      | Volksbefragung zum Südweststaat                                                 | kein Quorum                                                                              | 541.590 (830.956)                   | 9922               | 531.668            | : 214.945 \| : 316.723                       |                                              |                                              |                                              |                                              |                                              | Baden                     |
| 24. Sep. 1950 — | Baden („Südbaden“) | PR                      | Volksbefragung zum Südweststaat                                                 | kein Quorum                                                                              | 65,18 %                             | 1,83 %             | 98,17 %            | Anteil gültiger                              | Anteil gültiger                              | Anteil abgegebener                           | Anteil abgegebener                           | Anteil berechtigter                          | Anteil berechtigter                          | Baden                     |
| 24. Sep. 1950 — | Baden („Südbaden“) | PR                      | Volksbefragung zum Südweststaat                                                 | kein Quorum                                                                              | 65,18 %                             | 1,83 %             | 98,17 %            | : 40,43 % : 59,57 %                          | : 40,43 % : 59,57 %                          | : 39,69 % : 58,48 %                          | : 39,69 % : 58,48 %                          | : 25,87 % : 38,12 %                          | : 25,87 % : 38,12 %                          | Baden                     |
| 24. Sep. 1950 — | Württemberg-Hohenzollern („Südwürttemberg“) | PR                      | Volksbefragung zum Südweststaat                                                 | kein Quorum                                                                              | 358.348 (734.964)                   | 7522               | 350.826            | Anzahl nach bevorzugter Gebietszugehörigkeit | Anzahl nach bevorzugter Gebietszugehörigkeit | Anzahl nach bevorzugter Gebietszugehörigkeit | Anzahl nach bevorzugter Gebietszugehörigkeit | Anzahl nach bevorzugter Gebietszugehörigkeit | Anzahl nach bevorzugter Gebietszugehörigkeit | Baden-Württemberg         |
| 24. Sep. 1950 — | Württemberg-Hohenzollern („Südwürttemberg“) | PR                      | Volksbefragung zum Südweststaat                                                 | kein Quorum                                                                              | 358.348 (734.964)                   | 7522               | 350.826            | : 324.380 \| +: 26.446                       |                                              |                                              |                                              |                                              |                                              | Baden-Württemberg         |
| 24. Sep. 1950 — | Württemberg-Hohenzollern („Südwürttemberg“) | PR                      | Volksbefragung zum Südweststaat                                                 | kein Quorum                                                                              | 48,76 %                             | 2,10 %             | 97,90 %            | Anteil gültiger                              | Anteil gültiger                              | Anteil abgegebener                           | Anteil abgegebener                           | Anteil berechtigter                          | Anteil berechtigter                          | Baden-Württemberg         |
| 24. Sep. 1950 — | Württemberg-Hohenzollern („Südwürttemberg“) | PR                      | Volksbefragung zum Südweststaat                                                 | kein Quorum                                                                              | 48,76 %                             | 2,10 %             | 97,90 %            | : 92,46 % +: 7,54 %                          | : 92,46 % +: 7,54 %                          | : 90,52 % +: 7,38 %                          | : 90,52 % +: 7,38 %                          | : 44,14 % +: 3,60 %                          | : 44,14 % +: 3,60 %                          | Baden-Württemberg         |
| 24. Sep. 1950 — | Die Volksbefragung zum möglichen Südweststaat wurde 1950 auf Vorschlag der Regierung Württemberg-Hohenzollerns von den drei Landesregierungen gemeinsam durchgeführt. Vorangegangen war ein längerer Streit über die Frage des Zusammenschlusses zu einem Südweststaat. Die Volksbefragung sollte einerseits Klarheit über die Auffassung der Bevölkerung in dieser Frage bringen. Andererseits sah der Vorschlag vor, dass wenn die drei Landesregierungen innerhalb von zwei Monaten nach der Volksbefragung keine Einigung erzielen sollten, die Angelegenheit zur Entscheidung an die Bundesebene verwiesen werden würde, wie dies in Artikel 118 des Grundgesetzes vorgesehen war. Die Abstimmenden konnten sich zwischen der „Vereinigung der drei Länder Baden, Württemberg-Baden und Württemberg-Hohenzollern zum Südweststaat“ oder der „Wiederherstellung des alten Landes Baden und des alten Landes Württemberg einschließlich Hohenzollern“ entscheiden. Da sich die drei Regierungen im Anschluss nicht auf ein gemeinsames Vorgehen einigen konnten, teilten sie dem Bundestag am 28. November 1950 mit, dass die Frage des Südweststaats von ihm zu regeln sei. Die Abstimmung war mit keiner Wahl zusammengelegt. |                         |                                                                                 |                                                                                          |                                     |                    |                    |                                              |                                              |                                              |                                              |                                              |                                              |                           |
| 18. Nov. 1951 — | Baden | OR                      | einmalige Verlängerung der Wahlperiode                                          | kein Quorum                                                                              | unbekannt (ca. 880.000)             | unbekannt          | 162.291            | 131.632                                      | 131.632                                      | 131.632                                      | 30.659                                       | 30.659                                       | 30.659                                       | erfolgreich               |
| 18. Nov. 1951 — | Baden | OR                      | einmalige Verlängerung der Wahlperiode                                          | kein Quorum                                                                              | n. a.                               | n. a.              | n. a.              | 81,11 %                                      | n. a.                                        | ca. 15 %                                     | 18,89 %                                      | n. a.                                        | ca. 3,5 %                                    | erfolgreich               |
| 18. Nov. 1951 — | Das Plebiszit wurden aufgrund einer Änderung der Badischen Verfassung durch das Landesparlament notwendig, mit der die Legislaturperiode vor dem Hintergrund der möglichen Gründung des Südweststaats einmalig verlängert wurde. Die reguläre Legislaturperiode des ersten gewählten Landtages hatte bereits am 29. Mai 1951 geendet. Diese war zunächst durch das vom Deutschen Bundestag beschlossene sogenannte Erste Neugliederungsgesetz verlängert worden. Nachdem das Bundesverfassungsgericht dieses jedoch mit Urteil vom 23. Oktober 1951 als verfassungswidrig einstufte und aufhob, war der Landesgesetzgeber in Baden aufgerufen, die Verlängerung der Legislatur durch Änderung der Landesverfassung selbst zu vollziehen. Die Abstimmung wurde nicht mit einer Wahl zusammengelegt. |                         |                                                                                 |                                                                                          |                                     |                    |                    |                                              |                                              |                                              |                                              |                                              |                                              |                           |
| 9. Dez. 1951 — | Württemberg-Hohenzollern | OR                      | einmalige Verlängerung der Wahlperiode                                          | 2/3 der Abstimmenden                                                                     | 401.733 (767.443)                   | 15.368             | 386.365            | 348.259                                      | 348.259                                      | 348.259                                      | 38.106                                       | 38.106                                       | 38.106                                       | erfolgreich               |
| 9. Dez. 1951 — | Württemberg-Hohenzollern | OR                      | einmalige Verlängerung der Wahlperiode                                          | 2/3 der Abstimmenden                                                                     | 52,35 %                             | 3,83 %             | 96,17 %            | 90,14 %                                      | 86,69 %                                      | 45,38 %                                      | 9,86 %                                       | 9,49 %                                       | 4,97 %                                       | erfolgreich               |
| 9. Dez. 1951 — | Das Plebiszit wurden aufgrund einer Änderung der Württemberg-Hohenzollernschen Verfassung durch das Landesparlament notwendig, mit der die Legislaturperiode verlängert werden sollte. Hintergrund hierfür war, dass das Aufgehen Württemberg-Hohenzollerns entweder als Teil des geplanten Südweststaats oder eine Zusammenlegung mit Württemberg-Baden fest vorgesehen war. In jedem Fall hätte ein neu gewählter Landtag nur wenige Wochen getagt. Die reguläre Legislaturperiode des ersten gewählten Landtages war bereits am 17. Mai 1951 geendet. Zunächst wurde diese durch das vom Deutschen Bundestag beschlossene sogenannte Erste Neugliederungsgesetz verlängert. Nachdem das Bundesverfassungsgericht das Gesetz jedoch mit Urteil vom 23. Oktober 1951 als verfassungswidrig einstufte und aufhob, war der Landesgesetzgeber in Württemberg-Hohenzollern aufgerufen, die Verlängerung der Legislatur durch Änderung der Landesverfassung selbst zu vollziehen. Die Abstimmung wurde zeitgleich mit der Volksabstimmung über den Südwestaat durchgeführt. |                         |                                                                                 |                                                                                          |                                     |                    |                    |                                              |                                              |                                              |                                              |                                              |                                              |                           |
| 9. Dez. 1951 — | Württemberg-Baden (östlicher Landesteil, „Nordwürttemberg“) | PR                      | Volksabstimmung zum Südweststaat                                                | Gesamtmehrheit aller abgegebenen gültigen Stimmen und Billigung in 3 von 4 Stimmgebieten | 834.653 (1.655.825)                 | 11.351             | 823.302            | Anzahl nach bevorzugter Gebietszugehörigkeit | Anzahl nach bevorzugter Gebietszugehörigkeit | Anzahl nach bevorzugter Gebietszugehörigkeit | Anzahl nach bevorzugter Gebietszugehörigkeit | Anzahl nach bevorzugter Gebietszugehörigkeit | Anzahl nach bevorzugter Gebietszugehörigkeit | Baden-Württemberg         |
| 9. Dez. 1951 — | Württemberg-Baden (östlicher Landesteil, „Nordwürttemberg“) | PR                      | Volksabstimmung zum Südweststaat                                                | Gesamtmehrheit aller abgegebenen gültigen Stimmen und Billigung in 3 von 4 Stimmgebieten | 834.653 (1.655.825)                 | 11.351             | 823.302            | : 769.869 \| +: 53.433                       |                                              |                                              |                                              |                                              |                                              | Baden-Württemberg         |
| 9. Dez. 1951 — | Württemberg-Baden (östlicher Landesteil, „Nordwürttemberg“) | PR                      | Volksabstimmung zum Südweststaat                                                | Gesamtmehrheit aller abgegebenen gültigen Stimmen und Billigung in 3 von 4 Stimmgebieten | 50,41 %                             | 1,36 %             | 98,64 %            | Anteil gültiger                              | Anteil gültiger                              | Anteil abgegebener                           | Anteil abgegebener                           | Anteil berechtigter                          | Anteil berechtigter                          | Baden-Württemberg         |
| 9. Dez. 1951 — | Württemberg-Baden (östlicher Landesteil, „Nordwürttemberg“) | PR                      | Volksabstimmung zum Südweststaat                                                | Gesamtmehrheit aller abgegebenen gültigen Stimmen und Billigung in 3 von 4 Stimmgebieten | 50,41 %                             | 1,36 %             | 98,64 %            | : 93,51 % +: 6,49 %                          | : 93,51 % +: 6,49 %                          | : 92,24 % +: 6,40 %                          | : 92,24 % +: 6,40 %                          | : 46,49 % +: 3,23 %                          | : 46,49 % +: 3,23 %                          | Baden-Württemberg         |
| 9. Dez. 1951 — | Württemberg-Baden (westlicher Landesteil, „Nordbaden“) | PR                      | Volksabstimmung zum Südweststaat                                                | Gesamtmehrheit aller abgegebenen gültigen Stimmen und Billigung in 3 von 4 Stimmgebieten | 677.096 (1.004.931)                 | 7507               | 669.589            | Anzahl nach bevorzugter Gebietszugehörigkeit | Anzahl nach bevorzugter Gebietszugehörigkeit | Anzahl nach bevorzugter Gebietszugehörigkeit | Anzahl nach bevorzugter Gebietszugehörigkeit | Anzahl nach bevorzugter Gebietszugehörigkeit | Anzahl nach bevorzugter Gebietszugehörigkeit | Baden-Württemberg         |
| 9. Dez. 1951 — | Württemberg-Baden (westlicher Landesteil, „Nordbaden“) | PR                      | Volksabstimmung zum Südweststaat                                                | Gesamtmehrheit aller abgegebenen gültigen Stimmen und Billigung in 3 von 4 Stimmgebieten | 677.096 (1.004.931)                 | 7507               | 669.589            | : 382.018 \| : 287.571                       |                                              |                                              |                                              |                                              |                                              | Baden-Württemberg         |
| 9. Dez. 1951 — | Württemberg-Baden (westlicher Landesteil, „Nordbaden“) | PR                      | Volksabstimmung zum Südweststaat                                                | Gesamtmehrheit aller abgegebenen gültigen Stimmen und Billigung in 3 von 4 Stimmgebieten | 50,41 %                             | 1,36 %             | 98,64 %            | Anteil gültiger                              | Anteil gültiger                              | Anteil abgegebener                           | Anteil abgegebener                           | Anteil berechtigter                          | Anteil berechtigter                          | Baden-Württemberg         |
| 9. Dez. 1951 — | Württemberg-Baden (westlicher Landesteil, „Nordbaden“) | PR                      | Volksabstimmung zum Südweststaat                                                | Gesamtmehrheit aller abgegebenen gültigen Stimmen und Billigung in 3 von 4 Stimmgebieten | 50,41 %                             | 1,36 %             | 98,64 %            | : 93,51 % : 6,49 %                           | : 93,51 % : 6,49 %                           | : 92,24 % : 6,40 %                           | : 92,24 % : 6,40 %                           | : 46,49 % : 3,23 %                           | : 46,49 % : 3,23 %                           | Baden-Württemberg         |
| 9. Dez. 1951 — | Baden („Südbaden“) | PR                      | Volksabstimmung zum Südweststaat                                                | Gesamtmehrheit aller abgegebenen gültigen Stimmen und Billigung in 3 von 4 Stimmgebieten | 622.530 (883.502)                   | 5830               | 616.700            | Anzahl nach bevorzugter Gebietszugehörigkeit | Anzahl nach bevorzugter Gebietszugehörigkeit | Anzahl nach bevorzugter Gebietszugehörigkeit | Anzahl nach bevorzugter Gebietszugehörigkeit | Anzahl nach bevorzugter Gebietszugehörigkeit | Anzahl nach bevorzugter Gebietszugehörigkeit | Baden                     |
| 9. Dez. 1951 — | Baden („Südbaden“) | PR                      | Volksabstimmung zum Südweststaat                                                | Gesamtmehrheit aller abgegebenen gültigen Stimmen und Billigung in 3 von 4 Stimmgebieten | 622.530 (883.502)                   | 5830               | 616.700            | : 233.255 \| : 383.445                       |                                              |                                              |                                              |                                              |                                              | Baden                     |
| 9. Dez. 1951 — | Baden („Südbaden“) | PR                      | Volksabstimmung zum Südweststaat                                                | Gesamtmehrheit aller abgegebenen gültigen Stimmen und Billigung in 3 von 4 Stimmgebieten | 70,46 %                             | 0,94 %             | 99,06 %            | Anteil gültiger                              | Anteil gültiger                              | Anteil abgegebener                           | Anteil abgegebener                           | Anteil berechtigter                          | Anteil berechtigter                          | Baden                     |
| 9. Dez. 1951 — | Baden („Südbaden“) | PR                      | Volksabstimmung zum Südweststaat                                                | Gesamtmehrheit aller abgegebenen gültigen Stimmen und Billigung in 3 von 4 Stimmgebieten | 70,46 %                             | 0,94 %             | 99,06 %            | : 37,82 % : 62,18 %                          | : 37,82 % : 62,18 %                          | : 37,47 % : 61,59 %                          | : 37,47 % : 61,59 %                          | : 26,40 % : 43,40 %                          | : 26,40 % : 43,40 %                          | Baden                     |
| 9. Dez. 1951 — | Württemberg-Hohenzollern („Südwürttemberg“) | PR                      | Volksabstimmung zum Südweststaat                                                | Gesamtmehrheit aller abgegebenen gültigen Stimmen und Billigung in 3 von 4 Stimmgebieten | 406.254 (778.271)                   | 8726               | 397.528            | Anzahl nach bevorzugter Gebietszugehörigkeit | Anzahl nach bevorzugter Gebietszugehörigkeit | Anzahl nach bevorzugter Gebietszugehörigkeit | Anzahl nach bevorzugter Gebietszugehörigkeit | Anzahl nach bevorzugter Gebietszugehörigkeit | Anzahl nach bevorzugter Gebietszugehörigkeit | Baden-Württemberg         |
| 9. Dez. 1951 — | Württemberg-Hohenzollern („Südwürttemberg“) | PR                      | Volksabstimmung zum Südweststaat                                                | Gesamtmehrheit aller abgegebenen gültigen Stimmen und Billigung in 3 von 4 Stimmgebieten | 406.254 (778.271)                   | 8726               | 397.528            | : 363.349 \| +: 34.179                       |                                              |                                              |                                              |                                              |                                              | Baden-Württemberg         |
| 9. Dez. 1951 — | Württemberg-Hohenzollern („Südwürttemberg“) | PR                      | Volksabstimmung zum Südweststaat                                                | Gesamtmehrheit aller abgegebenen gültigen Stimmen und Billigung in 3 von 4 Stimmgebieten | 52,20 %                             | 2,15 %             | 97,85 %            | Anteil gültiger                              | Anteil gültiger                              | Anteil abgegebener                           | Anteil abgegebener                           | Anteil berechtigter                          | Anteil berechtigter                          | Baden-Württemberg         |
| 9. Dez. 1951 — | Württemberg-Hohenzollern („Südwürttemberg“) | PR                      | Volksabstimmung zum Südweststaat                                                | Gesamtmehrheit aller abgegebenen gültigen Stimmen und Billigung in 3 von 4 Stimmgebieten | 52,20 %                             | 2,15 %             | 97,85 %            | : 91,40 % +: 8,60 %                          | : 91,40 % +: 8,60 %                          | : 89,44 % +: 8,41 %                          | : 89,44 % +: 8,41 %                          | : 46,69 % +: 4,39 %                          | : 46,69 % +: 4,39 %                          | Baden-Württemberg         |
| 9. Dez. 1951 — | Die Volksabstimmung zum Südweststaat wurde 1951 vom Bundestag auf Grundlage des Artikels 118 des Grundgesetzes gemäß des „Zweiten Gesetz über die Neugliederung in den Ländern Baden, Württemberg-Baden und Württemberg-Hohenzollern“ angesetzt. Die Abstimmungsgebiete entsprachen denen der Volksbefragung von 1950, allerdings kamen angepasste Stimmzettel zum Einsatz. Allen Abstimmenden wurde als erste Möglichkeit die „Vereinigung der drei Länder Baden, Württemberg-Baden und Württemberg-Hohenzollern zu einem Bundesland (Südweststaat)“ angeboten. In den beiden badischen Stimmgebieten konnten die Abstimmenden alternativ für die „Wiederherstellung des alten Landes Baden“, in den beiden württembergischen Stimmgebieten für „die Wiederherstellung des alten Landes Württemberg einschließlich Hohenzollerns“ entscheiden. Weiterhin wurde ausdrücklich festgelegt, dass die Vereinigung zum Südweststaat nur vollzogen werden sollte, wenn in drei von vier Abstimmungsgebieten und eine Mehrheit im Gesamtgebiet dies billigte. In Württemberg-Hohenzollern fand zeitgleich ein Plebiszit über eine Verfassungsänderung statt, das ebenfalls wie das Plebiszit in Baden wenige Wochen zuvor am 18. November 1951, im Zusammenhang mit der möglichen Gründung eines Südweststaats stand. Mit einer Wahl war die Abstimmung hingegen nicht zusammengelegt. Infolge der Volksabstimmung über den Südwestaat wurde am 9. März 1952 eine verfassungsgebende Versammlung für das künftige Land Baden-Württemberg gewählt. In Baden wurde als Protest gegen das Ergebnis des Plebiszits ein Volksbegehren zur Gebietsneugliederung angestrengt, das schließlich 1970 und nach Urteil des Bundesverfassungsgerichts in einem weiteren Plebiszit mündete. |                         |                                                                                 |                                                                                          |                                     |                    |                    |                                              |                                              |                                              |                                              |                                              |                                              |                           |
| 23. Okt. 1955 — | Saarland | VV                      | Volksbefragung zum Saarstatut                                                   | kein Quorum                                                                              | 641.299 (663.970)                   | 15.746             | 625.553            | 201.898                                      | 201.898                                      | 201.898                                      | 423.655                                      | 423.655                                      | 423.655                                      | gescheitert               |
| 23. Okt. 1955 — | Saarland | VV                      | Volksbefragung zum Saarstatut                                                   | kein Quorum                                                                              | 96,59 %                             | 2,46 %             | 97,54 %            | 32,28 %                                      | 31,48 %                                      | 30,41 %                                      | 67,72 %                                      | 66,06 %                                      | 63,81 %                                      | gescheitert               |
| 23. Okt. 1955 — | Eine Mehrheit der Abstimmenden sprach sich gegen das Saarstatut aus, was allgemein als Votum für einen Beitritt zur Bundesrepublik Deutschland gewertet wurde. Die saarländische Regierung nahm in der Folge Beitrittsverhandlungen auf und das Saarland trat am 1. Januar 1957 als neues Bundesland bei. |                         |                                                                                 |                                                                                          |                                     |                    |                    |                                              |                                              |                                              |                                              |                                              |                                              |                           |
| 7. Juli 1968 — | Bayern | IV                      | Reform des Schulgesetzes                                                        | kein Quorum                                                                              | 2.751.965 (6.766.825)               | 92.964             | 2.659.001          | Gegenvorlage des Landtags                    | Gegenvorlage des Landtags                    | Gegenvorlage des Landtags                    | Gegenvorlage des Landtags                    | Gegenvorlage des Landtags                    | Gegenvorlage des Landtags                    | Gegenvorlage des Landtags |
| 7. Juli 1968 — | Bayern | IV                      | Reform des Schulgesetzes                                                        | kein Quorum                                                                              | 2.751.965 (6.766.825)               | 92.964             | 2.659.001          | 2.027.782                                    | 2.027.782                                    | 2.027.782                                    | 86.850                                       | 86.850                                       | 86.850                                       | erfolgreich               |
| 7. Juli 1968 — | Bayern | IV                      | Reform des Schulgesetzes                                                        | kein Quorum                                                                              | 2.751.965 (6.766.825)               | 92.964             | 2.659.001          | 76,26 %                                      | 73,68 %                                      | 29,97 %                                      | 3,27 %                                       | 3,16 %                                       | 1,28 %                                       | erfolgreich               |
| 7. Juli 1968 — | Bayern | IV                      | Reform des Schulgesetzes                                                        | kein Quorum                                                                              | 2.751.965 (6.766.825)               | 92.964             | 2.659.001          | Vorlage aus dem Volksbegehren der CSU        |                                              |                                              |                                              |                                              |                                              |                           |
| 7. Juli 1968 — | Bayern | IV                      | Reform des Schulgesetzes                                                        | kein Quorum                                                                              | 2.751.965 (6.766.825)               | 92.964             | 2.659.001          | 227.039                                      | 227.039                                      | 227.039                                      | 410.238                                      | 410.238                                      | 410.238                                      | gescheitert               |
| 7. Juli 1968 — | Bayern | IV                      | Reform des Schulgesetzes                                                        | kein Quorum                                                                              | 40,67 %                             | 3,38 %             | 96,62 %            | 8,54 %                                       | 8,25 %                                       | 3,36 %                                       | 15,43 %                                      | 14,91 %                                      | 6,06 %                                       | gescheitert               |
| 7. Juli 1968 — | Bayern | IV                      | Reform des Schulgesetzes                                                        | kein Quorum                                                                              | 40,67 %                             | 3,38 %             | 96,62 %            | Vorlage aus dem Volksbegehren der SPD/FDP    |                                              |                                              |                                              |                                              |                                              |                           |
| 7. Juli 1968 — | Bayern | IV                      | Reform des Schulgesetzes                                                        | kein Quorum                                                                              | 40,67 %                             | 3,38 %             | 96,62 %            | 357.766                                      | 357.766                                      | 357.766                                      | 365.545                                      | 365.545                                      | 365.545                                      | gescheitert               |
| 7. Juli 1968 — | Bayern | IV                      | Reform des Schulgesetzes                                                        | kein Quorum                                                                              | 40,67 %                             | 3,38 %             | 96,62 %            | 13,45 %                                      | 13,00 %                                      | 5,29 %                                       | 13,75 %                                      | 13,28 %                                      | 5,40 %                                       | gescheitert               |
| 7. Juli 1968 — | Das Plebiszit wurde aufgrund eines erfolgreichen Volksbegehrens der SPD und der FDP zur Reform des Schulgesetzes mit dem Ziel der Abschaffung der Bekenntnisschulen durchgeführt. Noch während für dieses Volksbegehren Unterschriften gesammelt wurden, startete die CSU ein eigenes Volksbegehren zur Reform des Schulgesetzes unter Erhalt der Bekenntnisschulen. Schließlich einigten sich alle drei Parteien auf einen Kompromiss, der vom Bayerischen Landtag als Gegenvorlage beim Volksentscheid eingebracht wurde. Beim Plebiszit konnten die Teilnehmenden zwar zu allen drei Vorlagen jeweils mit „Ja“ oder „Nein“ abstimmen, jedoch führte mehr als eine Ja-Stimme zur Ungültigkeit des Stimmzettels. Die Abstimmung war mit keiner Wahl zusammengelegt. |                         |                                                                                 |                                                                                          |                                     |                    |                    |                                              |                                              |                                              |                                              |                                              |                                              |                           |
| 8. März 1970 — | Hessen | OR                      | Senkung des Wahlalters von 21 auf 18 Jahre (aktiv) und 25 auf 21 Jahre (passiv) | kein Quorum                                                                              | 1.441.438 (3.576.694)               | 14.413             | 1.427.025          | 885.080                                      | 885.080                                      | 885.080                                      | 541.945                                      | 541.945                                      | 541.945                                      | erfolgreich               |
| 8. März 1970 — | Hessen | OR                      | Senkung des Wahlalters von 21 auf 18 Jahre (aktiv) und 25 auf 21 Jahre (passiv) | kein Quorum                                                                              | 40,30 %                             | 1,00 %             | 99,00 %            | 62,02 %                                      | 61,40 %                                      | 24,75 %                                      | 37,98 %                                      | 37,60 %                                      | 15,15 %                                      | erfolgreich               |
| 8. März 1970 — | Das Plebiszit fand einige Monate vor der Landtagswahl statt, sodass das geänderte Wahlrecht dort bereits zum Tragen kam. |                         |                                                                                 |                                                                                          |                                     |                    |                    |                                              |                                              |                                              |                                              |                                              |                                              |                           |
| 24. Mai 1970 — | Bayern | OR                      | Senkung des aktiven Wahlalters von 21 auf 18 Jahre                              | kein Quorum                                                                              | 2.617.220 (6.839.403)               | 19.111             | 2.598.109          | 1.423.270                                    | 1.423.270                                    | 1.423.270                                    | 1.174.839                                    | 1.174.839                                    | 1.174.839                                    | erfolgreich               |
| 24. Mai 1970 — | Bayern | OR                      | Senkung des aktiven Wahlalters von 21 auf 18 Jahre                              | kein Quorum                                                                              | 38,27 %                             | 0,73 %             | 99,27 %            | 54,78 %                                      | 54,38 %                                      | 20,81 %                                      | 45,22 %                                      | 44,89 %                                      | 17,18 %                                      | erfolgreich               |
| 24. Mai 1970 — | Das Plebiszit wurde aufgrund der Änderung Verfassung durch den Bayerischen Landtag notwendig. Die Abstimmung wurde bewusst noch vor der Landtagswahl abgehalten, um im Falle einer Zustimmung den von der Wahlaltersenkung profitierenden Erstwählern eine Teilnahme zu ermöglichen. |                         |                                                                                 |                                                                                          |                                     |                    |                    |                                              |                                              |                                              |                                              |                                              |                                              |                           |
| 7. Juni 1970 — | Baden-Württemberg (Nordbaden) | IV                      | Wiederherstellung des Landes Baden                                              | kein Quorum                                                                              | 807.074 (1.327.466)                 | 4033               | 803.041            | Anzahl nach bevorzugter Gebietszugehörigkeit | Anzahl nach bevorzugter Gebietszugehörigkeit | Anzahl nach bevorzugter Gebietszugehörigkeit | Anzahl nach bevorzugter Gebietszugehörigkeit | Anzahl nach bevorzugter Gebietszugehörigkeit | Anzahl nach bevorzugter Gebietszugehörigkeit | Baden-Württemberg         |
| 7. Juni 1970 — | Baden-Württemberg (Nordbaden) | IV                      | Wiederherstellung des Landes Baden                                              | kein Quorum                                                                              | 807.074 (1.327.466)                 | 4033               | 803.041            | : 680.127 \| : 122.914                       |                                              |                                              |                                              |                                              |                                              | Baden-Württemberg         |
| 7. Juni 1970 — | Baden-Württemberg (Nordbaden) | IV                      | Wiederherstellung des Landes Baden                                              | kein Quorum                                                                              | 60,80 %                             | 0,50 %             | 99,50 %            | Anteil gültiger                              | Anteil gültiger                              | Anteil abgegebener                           | Anteil abgegebener                           | Anteil berechtigter                          | Anteil berechtigter                          | Baden-Württemberg         |
| 7. Juni 1970 — | Baden-Württemberg (Nordbaden) | IV                      | Wiederherstellung des Landes Baden                                              | kein Quorum                                                                              | 60,80 %                             | 0,50 %             | 99,50 %            | : 84,69 % : 15,31 %                          | : 84,69 % : 15,31 %                          | : 84,27 % : 15,23 %                          | : 84,27 % : 15,23 %                          | : 51,23 % : 9,26 %                           | : 51,23 % : 9,26 %                           | Baden-Württemberg         |
| 7. Juni 1970 — | Baden-Württemberg (Südbaden) | IV                      | Wiederherstellung des Landes Baden                                              | kein Quorum                                                                              | 799.428 (1.239.185)                 | 3991               | 795.437            | Anzahl nach bevorzugter Gebietszugehörigkeit | Anzahl nach bevorzugter Gebietszugehörigkeit | Anzahl nach bevorzugter Gebietszugehörigkeit | Anzahl nach bevorzugter Gebietszugehörigkeit | Anzahl nach bevorzugter Gebietszugehörigkeit | Anzahl nach bevorzugter Gebietszugehörigkeit | Baden-Württemberg         |
| 7. Juni 1970 — | Baden-Württemberg (Südbaden) | IV                      | Wiederherstellung des Landes Baden                                              | kein Quorum                                                                              | 799.428 (1.239.185)                 | 3991               | 795.437            | : 629.538 \| : 165.899                       |                                              |                                              |                                              |                                              |                                              | Baden-Württemberg         |
| 7. Juni 1970 — | Baden-Württemberg (Südbaden) | IV                      | Wiederherstellung des Landes Baden                                              | kein Quorum                                                                              | 64,51 %                             | 0,50 %             | 99,50 %            | Anteil gültiger                              | Anteil gültiger                              | Anteil abgegebener                           | Anteil abgegebener                           | Anteil berechtigter                          | Anteil berechtigter                          | Baden-Württemberg         |
| 7. Juni 1970 — | Baden-Württemberg (Südbaden) | IV                      | Wiederherstellung des Landes Baden                                              | kein Quorum                                                                              | 64,51 %                             | 0,50 %             | 99,50 %            | : 79,14 % : 20,86 %                          | : 79,14 % : 20,86 %                          | : 78,75 % : 20,75 %                          | : 78,75 % : 20,75 %                          | : 50,80 % : 13,39 %                          | : 50,80 % : 13,39 %                          | Baden-Württemberg         |
| 7. Juni 1970 — | Das Plebiszit wurde aufgrund eines erfolgreichen Volksbegehrens aus dem Jahr 1956 durchgeführt. Dieses war zunächst vom Bundesministerium des Innern für ungültig erklärt worden, jedoch legten die Initiatoren erfolgreich Verfassungsbeschwerde hiergegen ein. Das Urteil setzte jedoch keine Frist für den Volksentscheid und der Deutsche Bundestag gelangte erst 1969 zu einer Einigung diesbezüglich. Die Abstimmung war mit keiner Wahl zusammengelegt. |                         |                                                                                 |                                                                                          |                                     |                    |                    |                                              |                                              |                                              |                                              |                                              |                                              |                           |
| 19. Sep. 1971 — | Baden-Württemberg | IV                      | Auflösung des Landesparlaments                                                  | 50 % Zustimmung                                                                          | 948.652 (5.934.962)                 | 14.165             | 934.487            | 508.042                                      | 508.042                                      | 508.042                                      | 426.445                                      | 426.445                                      | 426.445                                      | unecht gescheitert        |
| 19. Sep. 1971 — | Baden-Württemberg | IV                      | Auflösung des Landesparlaments                                                  | 50 % Zustimmung                                                                          | 15,98 %                             | 1,49 %             | 98,51 %            | 54,37 %                                      | 53,55 %                                      | 8,56 %                                       | 45,63 %                                      | 44,95 %                                      | 7,19 %                                       | unecht gescheitert        |
| 19. Sep. 1971 — | Bislang einziges Plebiszit in der Bundesrepublik Deutschland über die vorzeitige Auflösung eines Parlaments. Das Volksbegehren wurde von der Liga für demokratische Verwaltungsreform betrieben und entzündete sich an der geplanten Gebietsreform der CDU/SPD-geführten Landesregierung. |                         |                                                                                 |                                                                                          |                                     |                    |                    |                                              |                                              |                                              |                                              |                                              |                                              |                           |
| 1. Juli 1973 — | Bayern | OR                      | (1) Landtagswahlrecht                                                           | kein Quorum                                                                              | 1.713.743 (7.351.704)               | 27.382             | 1.686.361          | 1.429.558                                    | 1.429.558                                    | 1.429.558                                    | 256.803                                      | 256.803                                      | 256.803                                      | erfolgreich               |
| 1. Juli 1973 — | Bayern | OR                      | (1) Landtagswahlrecht                                                           | kein Quorum                                                                              | 23,31 %                             | 1,60 %             | 98,40 %            | 84,77 %                                      | 83,42 %                                      | 19,45 %                                      | 15,23 %                                      | 14,98 %                                      | 3,49 %                                       | erfolgreich               |
| 1. Juli 1973 — | Bayern | OR                      | (2) Rundfunkfreiheit                                                            | kein Quorum                                                                              | 1.713.739 (7.351.704)               | 22.636             | 1.691.103          | 1.473.604                                    | 1.473.604                                    | 1.473.604                                    | 217.499                                      | 217.499                                      | 217.499                                      | erfolgreich               |
| 1. Juli 1973 — | Bayern | OR                      | (2) Rundfunkfreiheit                                                            | kein Quorum                                                                              | 23,31 %                             | 1,32 %             | 98,68 %            | 87,14 %                                      | 85,99 %                                      | 20,04 %                                      | 12,86 %                                      | 12,69 %                                      | 2,96 %                                       | erfolgreich               |
| 1. Juli 1973 — | Die zwei Plebiszite wurden aufgrund von Änderungen der Bayerischen Verfassung durch das Landesparlament notwendig. Eine Teilnahme und Ungültigmachen war zu beiden Angelegenheiten getrennt voneinander möglich. Die erste Vorlage sah die Absenkung der Sperrklausel für Landtagswahlen in den Bezirken auf 5 % vor. Bis dahin sah die Verfassung vor, dass eine Partei zum Einzug in den Landtag mindestens 10 % in einem der sieben Bezirke erringen konnte. Die zweite Vorlage schrieb die Rundfunkfreiheit in der Verfassung fest. Den Anstoß zu dieser Änderung hatte ein erfolgreich von der SPD gestartetes Volksbegehren gegeben. Zur Vermeidung einer Niederlage im Volksentscheid verständigte sich die CSU mit der SPD auf eine Verfassungsänderung, die die Inhalte des Volksbegehrens weitgehend übernahm. Die Abstimmung war mit keiner Wahl zusammengelegt. |                         |                                                                                 |                                                                                          |                                     |                    |                    |                                              |                                              |                                              |                                              |                                              |                                              |                           |
| 19. Jan. 1975 — | Rheinland-Pfalz | IV                      | Koblenz-Trier zu Nordrhein-Westfalen                                            | 25 % Zustimmung                                                                          | 449.725 (1.136.564)                 | 2263               | 447.462            | Anzahl nach bevorzugter Gebietszugehörigkeit | Anzahl nach bevorzugter Gebietszugehörigkeit | Anzahl nach bevorzugter Gebietszugehörigkeit | Anzahl nach bevorzugter Gebietszugehörigkeit | Anzahl nach bevorzugter Gebietszugehörigkeit | Anzahl nach bevorzugter Gebietszugehörigkeit | Rheinland-Pfalz           |
| 19. Jan. 1975 — | Rheinland-Pfalz | IV                      | Koblenz-Trier zu Nordrhein-Westfalen                                            | 25 % Zustimmung                                                                          | 449.725 (1.136.564)                 | 2263               | 447.462            | : 148.513 \| : 298.949                       |                                              |                                              |                                              |                                              |                                              | Rheinland-Pfalz           |
| 19. Jan. 1975 — | Rheinland-Pfalz | IV                      | Koblenz-Trier zu Nordrhein-Westfalen                                            | 25 % Zustimmung                                                                          | 39,57 %                             | 0,50 %             | 99,50 %            | Anteil gültiger                              | Anteil gültiger                              | Anteil abgegebener                           | Anteil abgegebener                           | Anteil berechtigter                          | Anteil berechtigter                          | Rheinland-Pfalz           |
| 19. Jan. 1975 — | Rheinland-Pfalz | IV                      | Koblenz-Trier zu Nordrhein-Westfalen                                            | 25 % Zustimmung                                                                          | 39,57 %                             | 0,50 %             | 99,50 %            | : 33,19 % : 66,81 %                          | : 33,19 % : 66,81 %                          | : 33,02 % : 66,47 %                          | : 33,02 % : 66,47 %                          | : 13,07 % : 26,30 %                          | : 13,07 % : 26,30 %                          | Rheinland-Pfalz           |
| 19. Jan. 1975 — | Rheinland-Pfalz | IV                      | Montabaur zu Hessen                                                             | 25 % Zustimmung                                                                          | 95.644 (205.696)                    | 424                | 95.220             | Anzahl nach bevorzugter Gebietszugehörigkeit | Anzahl nach bevorzugter Gebietszugehörigkeit | Anzahl nach bevorzugter Gebietszugehörigkeit | Anzahl nach bevorzugter Gebietszugehörigkeit | Anzahl nach bevorzugter Gebietszugehörigkeit | Anzahl nach bevorzugter Gebietszugehörigkeit | Rheinland-Pfalz           |
| 19. Jan. 1975 — | Rheinland-Pfalz | IV                      | Montabaur zu Hessen                                                             | 25 % Zustimmung                                                                          | 95.644 (205.696)                    | 424                | 95.220             | : 29.446 \| : 65.774                         |                                              |                                              |                                              |                                              |                                              | Rheinland-Pfalz           |
| 19. Jan. 1975 — | Rheinland-Pfalz | IV                      | Montabaur zu Hessen                                                             | 25 % Zustimmung                                                                          | 46,50 %                             | 0,44 %             | 99,56 %            | Anteil gültiger                              | Anteil gültiger                              | Anteil abgegebener                           | Anteil abgegebener                           | Anteil berechtigter                          | Anteil berechtigter                          | Rheinland-Pfalz           |
| 19. Jan. 1975 — | Rheinland-Pfalz | IV                      | Montabaur zu Hessen                                                             | 25 % Zustimmung                                                                          | 46,50 %                             | 0,44 %             | 99,56 %            | : 30,92 % : 69,08 %                          | : 30,92 % : 69,08 %                          | : 30,79 % : 68,77 %                          | : 30,79 % : 68,77 %                          | : 14,32 % : 31,98 %                          | : 14,32 % : 31,98 %                          | Rheinland-Pfalz           |
| 19. Jan. 1975 — | Rheinland-Pfalz | IV                      | Rheinhessen zu Hessen                                                           | 25 % Zustimmung                                                                          | 100.865 (348.505)                   | 503                | 100.362            | Anzahl nach bevorzugter Gebietszugehörigkeit | Anzahl nach bevorzugter Gebietszugehörigkeit | Anzahl nach bevorzugter Gebietszugehörigkeit | Anzahl nach bevorzugter Gebietszugehörigkeit | Anzahl nach bevorzugter Gebietszugehörigkeit | Anzahl nach bevorzugter Gebietszugehörigkeit | Rheinland-Pfalz           |
| 19. Jan. 1975 — | Rheinland-Pfalz | IV                      | Rheinhessen zu Hessen                                                           | 25 % Zustimmung                                                                          | 100.865 (348.505)                   | 503                | 100.362            | : 24.830 \| : 75.532                         |                                              |                                              |                                              |                                              |                                              | Rheinland-Pfalz           |
| 19. Jan. 1975 — | Rheinland-Pfalz | IV                      | Rheinhessen zu Hessen                                                           | 25 % Zustimmung                                                                          | 28,94 %                             | 0,50 %             | 99,50 %            | Anteil gültiger                              | Anteil gültiger                              | Anteil abgegebener                           | Anteil abgegebener                           | Anteil berechtigter                          | Anteil berechtigter                          | Rheinland-Pfalz           |
| 19. Jan. 1975 — | Rheinland-Pfalz | IV                      | Rheinhessen zu Hessen                                                           | 25 % Zustimmung                                                                          | 28,94 %                             | 0,50 %             | 99,50 %            | : 24,74 % : 75,26 %                          | : 24,74 % : 75,26 %                          | : 24,62 % : 74,88 %                          | : 24,62 % : 74,88 %                          | : 7,12 % : 21,67 %                           | : 7,12 % : 21,67 %                           | Rheinland-Pfalz           |
| 19. Jan. 1975 — | Die Plebiszite gingen auf drei erfolgreiche Volksbegehren gemäß Artikel 29 Grundgesetz zur Neugliederung des Bundesgebietes aus dem Jahre 1956 zurück. Sie wurden seinerzeit von 14,2 % (Koblenz-Trier), 25,3 % (Montabaur) beziehungsweise 20,2 % (Rheinhessen) der Stimmberechtigten unterstützt und übersprangen damit die geforderte 10 %-Marke. Die ursprüngliche Frist von drei Jahren zur Durchführung der Volksentscheide verstrich jedoch ungenutzt. Schließlich erhob das Land Hessen 1958 Verfassungsbeschwerde gegen den Bund, die zwar abgewiesen wurde („Hessenurteil“), jedoch zugleich die Pflicht des Bundes, die Abstimmungen abzuhalten, betonte. Der Deutsche Bundestag kam dennoch erst 1969 zu einer Entscheidung, wann (bis 31. März 1975) und wie (unter anderem durch Einführung eines 25 %-Zustimmungsquorums) die Abstimmungen durchzuführen seien. Gleichwohl innerhalb der gesetzten Frist die Landtagswahlen am 9. März 1975 stattfanden, wurden die Plebsizite letztlich nicht mit dieser zusammengelegt. |                         |                                                                                 |                                                                                          |                                     |                    |                    |                                              |                                              |                                              |                                              |                                              |                                              |                           |
| 19. Jan. 1975 — | Niedersachsen | IV                      | Oldenburg als eigenständiges Bundesland                                         | 25 % Zustimmung                                                                          | 231.901 (604.876)                   | 1599               | 230.302            | Anzahl nach bevorzugter Gebietszugehörigkeit | Anzahl nach bevorzugter Gebietszugehörigkeit | Anzahl nach bevorzugter Gebietszugehörigkeit | Anzahl nach bevorzugter Gebietszugehörigkeit | Anzahl nach bevorzugter Gebietszugehörigkeit | Anzahl nach bevorzugter Gebietszugehörigkeit | Oldenburg                 |
| 19. Jan. 1975 — | Niedersachsen | IV                      | Oldenburg als eigenständiges Bundesland                                         | 25 % Zustimmung                                                                          | 231.901 (604.876)                   | 1599               | 230.302            | Oldenburg: 187.494 \| : 42.808               |                                              |                                              |                                              |                                              |                                              | Oldenburg                 |
| 19. Jan. 1975 — | Niedersachsen | IV                      | Oldenburg als eigenständiges Bundesland                                         | 25 % Zustimmung                                                                          | 38,34 %                             | 0,69 %             | 99,21 %            | Anteil gültiger                              | Anteil gültiger                              | Anteil abgegebener                           | Anteil abgegebener                           | Anteil berechtigter                          | Anteil berechtigter                          | Oldenburg                 |
| 19. Jan. 1975 — | Niedersachsen | IV                      | Oldenburg als eigenständiges Bundesland                                         | 25 % Zustimmung                                                                          | 38,34 %                             | 0,69 %             | 99,21 %            | Oldenburg: 81,41 % : 18,59 %                 | Oldenburg: 81,41 % : 18,59 %                 | Oldenburg: 80,85 % : 18,46 %                 | Oldenburg: 80,85 % : 18,46 %                 | Oldenburg: 31,00 % : 7,08 %                  | Oldenburg: 31,00 % : 7,08 %                  | Oldenburg                 |
| 19. Jan. 1975 — | Niedersachsen | IV                      | Schaumburg-Lippe als eigenständiges Bundesland                                  | 25 % Zustimmung                                                                          | 31.342 (62.130)                     | 207                | 31.135             | Anzahl nach bevorzugter Gebietszugehörigkeit | Anzahl nach bevorzugter Gebietszugehörigkeit | Anzahl nach bevorzugter Gebietszugehörigkeit | Anzahl nach bevorzugter Gebietszugehörigkeit | Anzahl nach bevorzugter Gebietszugehörigkeit | Anzahl nach bevorzugter Gebietszugehörigkeit | Schaumburg-Lippe          |
| 19. Jan. 1975 — | Niedersachsen | IV                      | Schaumburg-Lippe als eigenständiges Bundesland                                  | 25 % Zustimmung                                                                          | 31.342 (62.130)                     | 207                | 31.135             | Schaumburg-Lippe: 24.543 \| : 6.592          |                                              |                                              |                                              |                                              |                                              | Schaumburg-Lippe          |
| 19. Jan. 1975 — | Niedersachsen | IV                      | Schaumburg-Lippe als eigenständiges Bundesland                                  | 25 % Zustimmung                                                                          | 50,54 %                             | 0,66 %             | 99,34 %            | Anteil gültiger                              | Anteil gültiger                              | Anteil abgegebener                           | Anteil abgegebener                           | Anteil berechtigter                          | Anteil berechtigter                          | Schaumburg-Lippe          |
| 19. Jan. 1975 — | Niedersachsen | IV                      | Schaumburg-Lippe als eigenständiges Bundesland                                  | 25 % Zustimmung                                                                          | 50,54 %                             | 0,66 %             | 99,34 %            | Schaumburg-Lippe: 78,83 % : 21,17 %          | Schaumburg-Lippe: 78,83 % : 21,17 %          | Schaumburg-Lippe: 78,31 % : 21,03 %          | Schaumburg-Lippe: 78,31 % : 21,03 %          | Schaumburg-Lippe: 39,50 % : 10,61 %          | Schaumburg-Lippe: 39,50 % : 10,61 %          | Schaumburg-Lippe          |
| 19. Jan. 1975 — | Die Plebiszite gingen auf zwei erfolgreiche Volksbegehren gemäß Artikel 29 Grundgesetz zur Neugliederung des Bundesgebietes aus dem Jahre 1956 zurück. Sie wurden seinerzeit von 12,9 % (Oldenburg) beziehungsweise 15,3 % (Schaumburg-Lippe) der Stimmberechtigten unterstützt und übersprangen damit die geforderte 10 %-Marke. Die ursprüngliche Frist von drei Jahren zur Durchführung der Volksentscheide verstrich jedoch ungenutzt. Schließlich erhob das Land Hessen 1958 Verfassungsbeschwerde gegen den Bund, die zwar abgewiesen wurde („Hessenurteil“), jedoch zugleich die Pflicht des Bundes, die Abstimmungen abzuhalten, betonte. Der Deutsche Bundestag kam dennoch erst 1969 zu einer Entscheidung, wann (bis 31. März 1975) und wie (unter anderem durch Einführung eines 25 %-Zustimmungsquorums) die Abstimmungen durchzuführen seien. Obwohl beide Abstimmungen eine gültige Mehrheit für die Wiederherstellung der Länder Oldenburg und Schaumburg-Lippe ergaben, beschloss der Bundestag mit der Mehrheit der Stimmen von SPD und FDP und gegen die Stimmen der CDU am 9. Januar 1976 das sogenannte „Oldenburg-Gesetz“. Darin wurde der Verbleib der beiden Abstimmungsgebiete bei Niedersachsen gesetzlich festgeschrieben. Eine Verfassungsbeschwerde gegen das Gesetz durch das „Komitee Volksentscheid Oldenburg“ wurde vom Bundesverfassungsgericht im Jahr 1978 abgewiesen. |                         |                                                                                 |                                                                                          |                                     |                    |                    |                                              |                                              |                                              |                                              |                                              |                                              |                           |
| 17. Juni 1984 — | |                         |                                                                                 |                                                                                          |                                     |                    |                    |                                              |                                              |                                              |                                              |                                              |                                              |                           |
| Bayern | OR | Staatsziel Umweltschutz | kein Quorum                                                                     | 3.732.431 (8.084.537)                                                                    | 157.296                             | 3.575.135          | 3.358.878          | 3.358.878                                    | 3.358.878                                    | 216.257                                      | 216.257                                      | 216.257                                      | erfolgreich                                  |                           |
| Bayern | OR | Staatsziel Umweltschutz | kein Quorum                                                                     | 46,17 %                                                                                  | 4,21 %                              | 95,79 %            | 93,95 %            | 89,99 %                                      | 41,55 %                                      | 6,05 %                                       | 5,79 %                                       | 2,67 %                                       | erfolgreich                                  |                           |
| Aufnahme des Umweltschutzes als Staatsziel in die Verfassung. Die Abstimmung fand zusammen mit der Europawahl statt. | |                         |                                                                                 |                                                                                          |                                     |                    |                    |                                              |                                              |                                              |                                              |                                              |                                              |                           |

## Bundesrepublik Deutschland nach der Wiedervereinigung (seit 1990)
Nach 1990 und bis in die 2000er Jahre hinein erfuhr die Direkte Demokratie einen moderaten Ausbau auf der Ebene der Bundesländer. So verankerten zunächst aufgrund der Erfahrungen mit der Wende und Friedlichen Revolution in der DDR alle neu hinzugekommenen Länder (Brandenburg, Mecklenburg-Vorpommern, Sachsen, Sachsen-Anhalt, Thüringen sowie das wiedervereinte Berlin) direktdemokratische Initiativverfahren und Volksentscheide in ihren Landesverfassungen. In der Folge führten auch all jene westdeutschen Bundesländer, die bislang keine plebiszitären Elemente in ihren Verfassungen kannten, diese ein oder senkten die Hürden für deren Anwendung. Dies führte zu einer spürbaren Belebung dieser Möglichkeit der demokratischen Willensbildung.
Auf Bundesebene wurden in den 2000er Jahren mehrere Anläufe zur Einführung von Volksbegehren und Volksentscheid in das Grundgesetz unternommen, die jedoch sämtlich an der Sperrminorität der CDU scheiterten. Eine versuchte Neugliederung des Bundesgebietes führte lediglich im Jahr 1996 zu einem Plebiszit in Berlin und Brandenburg, das durch einen eigenen Grundgesetzartikel 118a geregelt wurde.

### 1990er Jahre
In den 1990er Jahren konnte in neun Gebietskörperschaften das Stimmvolk in 14 Stimmgängen über insgesamt 27 Vorlagen abstimmen, davon hatten 16 Vorlagen die Verfassung zum Gegenstand.
In Brandenburg und Berlin konnte das Stimmvolk über eine Neugliederung des Bundesgebietes durch Zusammenschluss der beiden Länder entscheiden. Ergänzend fragten beide Landesparlamente ihre Bürger über den bevorzugten Zeitpunkt einer solchen Fusion ab.
In den neu hinzugekommenen Ländern Brandenburg, Mecklenburg-Vorpommern und Thüringen wurden die Landesverfassungen per Plebiszit angenommen. Im wiedervereinigten Berlin sowie in Bremen wurden auf diesem Wege Verfassungsrevisionen beschlossen. In Hessen und Bayern wurden im Zusammenhang mit einzelnen Verfassungsänderungen obligatorische Referenden notwendig.
Zuletzt wurden sechs Plebiszite aufgrund von Volksbegehren abgehalten. Davon sahen drei eine Änderung der jeweiligen Landesverfassung vor (zweimal Bayern und einmal Hamburg, zu allen wurde eine Gegenvorlage zur Abstimmung gestellt) und drei weitere hatten einfachgesetzliche Änderungen zum Ziel (zweimal in Schleswig-Holstein ohne und einmal Hamburg mit Gegenvorlage).
Zu den Volksentscheiden in Bayern und Hamburg wurden im Nachgang Verfassungsbeschwerden erhoben, die zu Änderungen des Landesverfassungsgerichts an der vom Volk beschlossenen Vorlage führte. In Bayern führte dies darüber hinaus zur Anpassung der gesetzlichen Regelungen für Direkte Demokratie und zur Einführung eines Quorums für Verfassungsänderungen per Volksbegehren.
| Datum — Belege  | Gebietskörperschaft | Typ | Angelegenheit                                                       | Quorum                                                                                             | Stimmverteilung                     | Stimmverteilung                   | Stimmverteilung                   | Stimmverteilung                   | Stimmverteilung                   | Stimmverteilung                   | Stimmverteilung                   | Stimmverteilung                   | Stimmverteilung                   | Ergebnis                          |
| Datum — Belege  | Gebietskörperschaft | Typ | Angelegenheit                                                       | Quorum                                                                                             | Stimmbeteiligung (Stimmberechtigte) | ungültige Stimmen                 | gültige Stimmen                   | Ja-Stimmen                        | Ja-Stimmen                        | Ja-Stimmen                        | Nein-Stimmen                      | Nein-Stimmen                      | Nein-Stimmen                      | Ergebnis                          |
| Datum — Belege  | Gebietskörperschaft | Typ | Angelegenheit                                                       | Quorum                                                                                             | Anzahl                              | Anzahl                            | Anzahl                            | Anzahl                            | Anzahl                            | Anzahl                            | Anzahl                            | Anzahl                            | Anzahl                            | Ergebnis                          |
| Datum — Belege  | Gebietskörperschaft | Typ | Angelegenheit                                                       | Quorum                                                                                             | Anteil berechtigter                 | Anteil abgegebener                | Anteil abgegebener                | Anteil gültiger                   | Anteil abgegebener                | Anteil berechtigter               | Anteil gültiger                   | Anteil abgegebener                | Anteil berechtigter               | Ergebnis                          |
| --------------- | --- | --- | ------------------------------------------------------------------- | -------------------------------------------------------------------------------------------------- | ----------------------------------- | --------------------------------- | --------------------------------- | --------------------------------- | --------------------------------- | --------------------------------- | --------------------------------- | --------------------------------- | --------------------------------- | --------------------------------- |
| 20. Jan. 1991 — | Hessen | OR  | (1) Staatsziel Umweltschutz                                         | kein Quorum                                                                                        | 3.028.821 (4.278.151)               | 257.389                           | 2.771.432                         | 2.260.733                         | 2.260.733                         | 2.260.733                         | 510.699                           | 510.699                           | 510.699                           | erfolgreich                       |
| 20. Jan. 1991 — | Hessen | OR  | (1) Staatsziel Umweltschutz                                         | kein Quorum                                                                                        | 70,80 %                             | 8,50 %                            | 91,50 %                           | 81,57 %                           | 74,64 %                           | 52,84 %                           | 18,43 %                           | 16,86 %                           | 11,94 %                           | erfolgreich                       |
| 20. Jan. 1991 — | Hessen | OR  | (2) Direktwahl von Bürgermeistern und Landräten                     | kein Quorum                                                                                        | 3.028.820 (4.278.151)               | 251.706                           | 2.777.114                         | 2.276.425                         | 2.276.425                         | 2.276.425                         | 500.689                           | 500.689                           | 500.689                           | erfolgreich                       |
| 20. Jan. 1991 — | Hessen | OR  | (2) Direktwahl von Bürgermeistern und Landräten                     | kein Quorum                                                                                        | 70,80 %                             | 8,31 %                            | 91,69 %                           | 81,97 %                           | 75,16 %                           | 53,21 %                           | 18,03 %                           | 16,53 %                           | 11,70 %                           | erfolgreich                       |
| 20. Jan. 1991 — | Die zwei Plebiszite wurden aufgrund von Änderungen der Hessischen Verfassung durch das Landesparlament am 19. Dezember 1990 notwendig. Die Abstimmung erfolgte zeitgleich mit der Landtagswahl. Eine Teilnahme und Ungültigmachen war zu beiden Angelegenheiten getrennt voneinander möglich. Die erste Vorlage sah die Aufnahme des Umweltschutzes als Staatsziel in die Verfassung vor. Die zweite Vorlage führte die Direktwahl von Bürgermeistern und Landräten ein. |     |                                                                     | |                                     |                                   |                                   |                                   |                                   |                                   |                                   |                                   |                                   |                                   |
| 17. Feb. 1991 — | Bayern | IV  | Abfallrecht in Bayern                                               | kein Quorum                                                                                        | 3.773.763 (8.613.840)               | Gegenvorlage des Landtags         | Gegenvorlage des Landtags         | Gegenvorlage des Landtags         | Gegenvorlage des Landtags         | Gegenvorlage des Landtags         | Gegenvorlage des Landtags         | Gegenvorlage des Landtags         | Gegenvorlage des Landtags         | Gegenvorlage des Landtags         |
| 17. Feb. 1991 — | Bayern | IV  | Abfallrecht in Bayern                                               | kein Quorum                                                                                        | 3.773.763 (8.613.840)               | 221.300                           | 3.552.463                         | 1.925.940                         | 1.925.940                         | 1.925.940                         | 1.626.523                         | 1.626.523                         | 1.626.523                         | erfolgreich                       |
| 17. Feb. 1991 — | Bayern | IV  | Abfallrecht in Bayern                                               | kein Quorum                                                                                        | 3.773.763 (8.613.840)               | 5,86 %                            | 94,14 %                           | 54,21 %                           | 51,04 %                           | 22,36 %                           | 45,79 %                           | 43,10 %                           | 18,88 %                           | erfolgreich                       |
| 17. Feb. 1991 — | Bayern | IV  | Abfallrecht in Bayern                                               | kein Quorum                                                                                        | 43,81 %                             | Vorlage aus dem Volksbegehren     | Vorlage aus dem Volksbegehren     | Vorlage aus dem Volksbegehren     | Vorlage aus dem Volksbegehren     | Vorlage aus dem Volksbegehren     | Vorlage aus dem Volksbegehren     | Vorlage aus dem Volksbegehren     | Vorlage aus dem Volksbegehren     | Vorlage aus dem Volksbegehren     |
| 17. Feb. 1991 — | Bayern | IV  | Abfallrecht in Bayern                                               | kein Quorum                                                                                        | 43,81 %                             | 277.197                           | 3.496.571                         | 1.640.432                         | 1.640.432                         | 1.640.432                         | 1.856.139                         | 1.856.139                         | 1.856.139                         | gescheitert                       |
| 17. Feb. 1991 — | Bayern | IV  | Abfallrecht in Bayern                                               | kein Quorum                                                                                        | 43,81 %                             | 7,35 %                            | 92,65 %                           | 46,92 %                           | 43,47 %                           | 19,04 %                           | 53,08 %                           | 49,19 %                           | 21,55 %                           | gescheitert                       |
| 17. Feb. 1991 — | Das Volksbegehren wurde von der Bürgeraktion „Das bessere Müllkonzept“ Bayern e. V. betrieben. Es zielt auf strengere landesgesetzliche Regelungen zum Umgang mit Müll, insbesondere wendete es sich gegen die Müllverbrennung. Der bayerische Landtag stellte mit den Stimmen von CSU und SPD eine Gegenvorlage zur Abstimmung, die viele Aspekte des Volksbegehrens übernahm, insgesamt jedoch mehr Ausnahmeregeln vorsah. Beide Vorlagen wurden gemeinsam abgestimmt, wobei die Abstimmenden nur bei einer der Vorlagen mit „Ja“ stimmen durften oder beide ablehnen konnten. Ein getrenntes Ungültigmachen war möglich. Die Abstimmung war mit keiner Wahl zusammengelegt. |     |                                                                     | |                                     |                                   |                                   |                                   |                                   |                                   |                                   |                                   |                                   |                                   |
| 14. Juni 1992 — | Brandenburg | VR  | Annahme der Landesverfassung                                        | kein Quorum                                                                                        | 925.122 (1.929.957)                 | 5972                              | 919.150                           | 864.329                           | 864.329                           | 864.329                           | 54.821                            | 54.821                            | 54.821                            | erfolgreich                       |
| 14. Juni 1992 — | Brandenburg | VR  | Annahme der Landesverfassung                                        | kein Quorum                                                                                        | 47,93 %                             | 0,65 %                            | 99,35 %                           | 94,04 %                           | 93,43 %                           | 44,78 %                           | 5,96 %                            | 5,93 %                            | 2,84 %                            | erfolgreich                       |
| 14. Juni 1992 — | Erstes Verfassungsreferendum in einem neu der hinzugekommenen Bundesländer. Die Abstimmung war mit keiner Wahl zusammengelegt. |     |                                                                     | |                                     |                                   |                                   |                                   |                                   |                                   |                                   |                                   |                                   |                                   |
| 12. Juni 1994 — | Mecklenburg-Vorpommern | VR  | Annahme der Landesverfassung                                        | kein Quorum                                                                                        | 902.988 (1.379.244)                 | 21.097                            | 881.891                           | 530.292                           | 530.292                           | 530.292                           | 351.599                           | 351.599                           | 351.599                           | erfolgreich                       |
| 12. Juni 1994 — | Mecklenburg-Vorpommern | VR  | Annahme der Landesverfassung                                        | kein Quorum                                                                                        | 65,47 %                             | 2,34 %                            | 97,66 %                           | 60,13 %                           | 58,73 %                           | 38,45 %                           | 39,87 %                           | 38,94 %                           | 25,49 %                           | erfolgreich                       |
| 12. Juni 1994 — | Das Plebiszit war mit keiner Wahl zusammengelegt. |     |                                                                     | |                                     |                                   |                                   |                                   |                                   |                                   |                                   |                                   |                                   |                                   |
| 16. Okt. 1994 — | Bremen | PR  | Revision der Landesverfassung                                       | kein Quorum                                                                                        | 396.769 (506.815)                   | 21.012                            | 375.757                           | 285.748                           | 285.748                           | 285.748                           | 90.009                            | 90.009                            | 90.009                            | erfolgreich                       |
| 16. Okt. 1994 — | Bremen | PR  | Revision der Landesverfassung                                       | kein Quorum                                                                                        | 78,29 %                             | 5,30 %                            | 94,70 %                           | 76,05 %                           | 72,02 %                           | 56,38 %                           | 23,95 %                           | 22,69 %                           | 17,76 %                           | erfolgreich                       |
| 16. Okt. 1994 — | Die Abstimmung erfolgte zusammen mit der Bundestagswahl. |     |                                                                     | |                                     |                                   |                                   |                                   |                                   |                                   |                                   |                                   |                                   |                                   |
| 16. Okt. 1994 — | Thüringen | VR  | Annahme der Landesverfassung                                        | kein Quorum                                                                                        | 1.459.973 (1.954.186)               | 53.966                            | 1.406.007                         | 986.066                           | 986.066                           | 986.066                           | 419.941                           | 419.941                           | 419.941                           | erfolgreich                       |
| 16. Okt. 1994 — | Thüringen | VR  | Annahme der Landesverfassung                                        | kein Quorum                                                                                        | 74,71 %                             | 3,70 %                            | 96,30 %                           | 70,13 %                           | 67,54 %                           | 50,46 %                           | 29,87 %                           | 28,76 %                           | 21,49 %                           | erfolgreich                       |
| 16. Okt. 1994 — | Die Abstimmung erfolgte zusammen mit der Landtagswahl. |     |                                                                     | |                                     |                                   |                                   |                                   |                                   |                                   |                                   |                                   |                                   |                                   |
| 19. Feb. 1995 — | Hessen | OR  | Herabsetzung des Wählbarkeitsalters von 21 auf 18 Jahre             | kein Quorum                                                                                        | 2.813.285 (4.275.027)               | 165.859                           | 2.647.426                         | 987.002                           | 987.002                           | 987.002                           | 1.660.424                         | 1.660.424                         | 1.660.424                         | gescheitert                       |
| 19. Feb. 1995 — | Hessen | OR  | Herabsetzung des Wählbarkeitsalters von 21 auf 18 Jahre             | kein Quorum                                                                                        | 65,81 %                             | 5,90 %                            | 94,10 %                           | 37,28 %                           | 35,08 %                           | 23,09 %                           | 62,72 %                           | 59,02 %                           | 38,84 %                           | gescheitert                       |
| 19. Feb. 1995 — | Das Plebiszit wurde aufgrund der Änderung der Hessischen Verfassung durch das Landesparlament am 9. September 1994 notwendig. Die Abstimmung erfolgte zeitgleich mit der Landtagswahl. Es ist das einzige Plebiszit über eine Verfassungsänderung im Bundesland Hessen, bei der das Stimmvolk die Zustimmung versagte. Die Absenkung des passiven Wahlalters wurde 2018 erneut zur Abstimmung gestellt und vom Stimmvolk bestätigt. |     |                                                                     | |                                     |                                   |                                   |                                   |                                   |                                   |                                   |                                   |                                   |                                   |
| 1. Okt. 1995 —  | Bayern | IV  | Einführung von Bürgerbegehren und Bürgerentscheid                   | kein Quorum                                                                                        | 3.230.353 (8.769.945)               | 17.086                            | 3.213.267                         | Gegenvorlage des Landtags         | Gegenvorlage des Landtags         | Gegenvorlage des Landtags         | Gegenvorlage des Landtags         | Gegenvorlage des Landtags         | Gegenvorlage des Landtags         | Gegenvorlage des Landtags         |
| 1. Okt. 1995 —  | Bayern | IV  | Einführung von Bürgerbegehren und Bürgerentscheid                   | kein Quorum                                                                                        | 3.230.353 (8.769.945)               | 17.086                            | 3.213.267                         | 1.244.886                         | 1.244.886                         | 1.244.886                         | 1.244.886                         | 1.244.886                         | 1.244.886                         | gescheitert                       |
| 1. Okt. 1995 —  | Bayern | IV  | Einführung von Bürgerbegehren und Bürgerentscheid                   | kein Quorum                                                                                        | 3.230.353 (8.769.945)               | 17.086                            | 3.213.267                         | 38,74 %                           | 38,74 %                           | 38,54 %                           | 38,54 %                           | 14,19 %                           | 14,19 %                           | gescheitert                       |
| 1. Okt. 1995 —  | Bayern | IV  | Einführung von Bürgerbegehren und Bürgerentscheid                   | kein Quorum                                                                                        | 3.230.353 (8.769.945)               | 17.086                            | 3.213.267                         | Vorlage aus dem Volksbegehren     |                                   |                                   |                                   |                                   |                                   |                                   |
| 1. Okt. 1995 —  | Bayern | IV  | Einführung von Bürgerbegehren und Bürgerentscheid                   | kein Quorum                                                                                        | 3.230.353 (8.769.945)               | 17.086                            | 3.213.267                         | 1.857.919                         | 1.857.919                         | 1.857.919                         | 1.857.919                         | 1.857.919                         | 1.857.919                         | erfolgreich                       |
| 1. Okt. 1995 —  | Bayern | IV  | Einführung von Bürgerbegehren und Bürgerentscheid                   | kein Quorum                                                                                        | 36,83 %                             | 0,53 %                            | 99,47 %                           | 57,82 %                           | 57,82 %                           | 57,51 %                           | 57,51 %                           | 21,19 %                           | 21,19 %                           | erfolgreich                       |
| 1. Okt. 1995 —  | Bayern | IV  | Einführung von Bürgerbegehren und Bürgerentscheid                   | kein Quorum                                                                                        | 36,83 %                             | 0,53 %                            | 99,47 %                           | Ablehnung beider Vorlagen         |                                   |                                   |                                   |                                   |                                   |                                   |
| 1. Okt. 1995 —  | Bayern | IV  | Einführung von Bürgerbegehren und Bürgerentscheid                   | kein Quorum                                                                                        | 36,83 %                             | 0,53 %                            | 99,47 %                           | 110.462                           | 110.462                           | 110.462                           | 110.462                           | 110.462                           | 110.462                           | gescheitert                       |
| 1. Okt. 1995 —  | Bayern | IV  | Einführung von Bürgerbegehren und Bürgerentscheid                   | kein Quorum                                                                                        | 36,83 %                             | 0,53 %                            | 99,47 %                           | 3,44 %                            | 3,44 %                            | 3,42 %                            | 3,42 %                            | 1,26 %                            | 1,26 %                            | gescheitert                       |
| 1. Okt. 1995 —  | Das Volksbegehren wurde vom Verein Mehr Demokratie im Bündnis mit weiteren Organisationen betrieben. Die Vorlage des Volksbegehrens sah die erstmalige Einführung von Bürgerbegehren und Bürgerentscheid in den bayerischen Kommunen und Kreisen vor. Der bayerische Landtag stellte eine Gegenvorlage zur Abstimmung, die zwar ebenfalls die Einführung dieser direktdemokratischen Instrumente beinhaltete, jedoch höhere Quoren vorsah. Beide Vorlagen wurden gemeinsam abgestimmt, wobei sich die Abstimmenden entweder für eine der beiden Vorlagen oder für die Ablehnung beider entscheiden mussten. Im Nachgang des Plebiszits legte die bayerische Landesregierung gegen den Inhalt des Begehrens Beschwerde vor dem Verfassungsgerichtshof ein. Das Gericht verwarf die Beschwerde weitgehend, legte aber dennoch abweichend von der beschlossenen Vorlage ein nach Größe der Kommune gestaffeltes Zustimmungsquorum für Bürgerentscheide fest. Die Abstimmung war mit keiner Wahl zusammengelegt. |     |                                                                     | |                                     |                                   |                                   |                                   |                                   |                                   |                                   |                                   |                                   |                                   |
| 22. Okt. 1995 — | Berlin | OR  | Überarbeitung der Landesverfassung                                  | kein Quorum                                                                                        | 1.700.000 (2.479.735)               | 114.798                           | 1.585.202                         | 1.189.754                         | 1.189.754                         | 1.189.754                         | 395.448                           | 395.448                           | 395.448                           | erfolgreich                       |
| 22. Okt. 1995 — | Berlin | OR  | Überarbeitung der Landesverfassung                                  | kein Quorum                                                                                        | 68,56 %                             | 6,75 %                            | 93,25 %                           | 75,05 %                           | 69,99 %                           | 47,98 %                           | 24,95 %                           | 23,26 %                           | 15,95 %                           | erfolgreich                       |
| 22. Okt. 1995 — | Im Zuge der Wiedervereinigung wurde die West-Berliner Verfassung von 1950 zunächst für ganz Berlin gültig. Zugleich wurde in Artikel 88 (2) festgelegt, dass die Verfassung während der Legislaturperiode des ersten Gesamtberliner Abgeordnetenhauses einer Überarbeitung zu unterziehen und durch Volksabstimmung in Kraft zu setzen sei. Zu den wesentlichen Änderungen in der Verfassung von 1995 gehörte die Aufnahme von Diskriminierungsverboten, eine Konkretisierung der Grundrechte sowie die Einführung von Volksbegehren und Volksentscheid. Das Plebiszit wurde zusammen mit der Wahl zum Abgeordnetenhaus abgehalten. |     |                                                                     | |                                     |                                   |                                   |                                   |                                   |                                   |                                   |                                   |                                   |                                   |
| 5. Mai 1996 —   | Berlin | OR  | Zusammenschluss der Länder Berlin und Brandenburg                   | 25 % Zustimmung                                                                                    | 1.428.268 (2.475.724)               | 7826                              | 1.420.442                         | 765.602                           | 765.602                           | 765.602                           | 654.840                           | 654.840                           | 654.840                           | erfolgreich                       |
| 5. Mai 1996 —   | Berlin | OR  | Zusammenschluss der Länder Berlin und Brandenburg                   | 25 % Zustimmung                                                                                    | 57,69 %                             | 0,55 %                            | 99,45 %                           | 53,90 %                           | 53,60 %                           | 30,92 %                           | 46,10 %                           | 45,85 %                           | 26,45 %                           | erfolgreich                       |
| 5. Mai 1996 —   | Brandenburg | OR  | Zusammenschluss der Länder Berlin und Brandenburg                   | 25 % Zustimmung                                                                                    | 1.299.424 (1.957.424)               | 9280                              | 1.290.144                         | 475.208                           | 475.208                           | 475.208                           | 814.936                           | 814.936                           | 814.936                           | gescheitert                       |
| 5. Mai 1996 —   | Brandenburg | OR  | Zusammenschluss der Länder Berlin und Brandenburg                   | 25 % Zustimmung                                                                                    | 66,38 %                             | 0,71 %                            | 99,29 %                           | 36,83 %                           | 36,57 %                           | 24,28 %                           | 63,17 %                           | 62,72 %                           | 41,63 %                           | gescheitert                       |
| 5. Mai 1996 —   | Berlin | PR  | Zeitpunkt der Zusammenlegung                                        | kein Quorum                                                                                        | 1.428.268 (2.475.724)               | 428.331                           | 1.420.442                         | für 1999                          | für 1999                          | für 1999                          | für 2002                          | für 2002                          | für 2002                          | 1999                              |
| 5. Mai 1996 —   | Berlin | PR  | Zeitpunkt der Zusammenlegung                                        | kein Quorum                                                                                        | 1.428.268 (2.475.724)               | 428.331                           | 1.420.442                         | 557.337                           | 557.337                           | 557.337                           | 442.600                           | 442.600                           | 442.600                           | 1999                              |
| 5. Mai 1996 —   | Berlin | PR  | Zeitpunkt der Zusammenlegung                                        | kein Quorum                                                                                        | 57,69 %                             | 29,99 %                           | 70,01 %                           | 55,74 %                           | 39,02 %                           | 22,51 %                           | 44,26 %                           | 30,99 %                           | 17,88 %                           | 1999                              |
| 5. Mai 1996 —   | Brandenburg | PR  | Zeitpunkt der Zusammenlegung                                        | kein Quorum                                                                                        | 1.299.424 (1.957.424)               | 586.946                           | 712.478                           | für 1999                          | für 1999                          | für 1999                          | für 2002                          | für 2002                          | für 2002                          | 2002                              |
| 5. Mai 1996 —   | Brandenburg | PR  | Zeitpunkt der Zusammenlegung                                        | kein Quorum                                                                                        | 1.299.424 (1.957.424)               | 586.946                           | 712.478                           | 343.764                           | 343.764                           | 343.764                           | 368.714                           | 368.714                           | 368.714                           | 2002                              |
| 5. Mai 1996 —   | Brandenburg | PR  | Zeitpunkt der Zusammenlegung                                        | kein Quorum                                                                                        | 66,38 %                             | 45,17 %                           | 54,83 %                           | 48,25 %                           | 26,46 %                           | 17,56 %                           | 51,76 %                           | 28,38 %                           | 18,84 %                           | 2002                              |
| 5. Mai 1996 —   | Gemäß Grundgesetz Artikel 118a durchzuführender Volksentscheid über die Zusammenlegung der Länder Berlin und Brandenburg. Da sich in Brandenburg die Mehrheit der Abstimmenden gegen das Vorhaben aussprach, wurde sie nicht vollzogen. Weiterhin wurde von beiden Landesparlamenten eine unverbindliche Zusatzfrage über den bevorzugten Zeitpunkt einer möglichen Zusammenlegung gestellt, wobei das Ergebnis aufgrund der fehlenden Zustimmung zur Zusammenlegung gegenstandslos blieb. |     |                                                                     | |                                     |                                   |                                   |                                   |                                   |                                   |                                   |                                   |                                   |                                   |
| 30. Nov. 1997 — | Schleswig-Holstein | IV  | Erhaltung des Buß- und Bettages                                     | 25 % Zustimmung                                                                                    | 622.324 (2.120.124)                 | 2621                              | 619.703                           | 422.851                           | 422.851                           | 422.851                           | 196.852                           | 196.852                           | 196.852                           | unecht gescheitert                |
| 30. Nov. 1997 — | Schleswig-Holstein | IV  | Erhaltung des Buß- und Bettages                                     | 25 % Zustimmung                                                                                    | 29,35 %                             | 0,42 %                            | 99,58 %                           | 68,23 %                           | 67,95 %                           | 19,94 %                           | 31,77 %                           | 31,63 %                           | 9,28 %                            | unecht gescheitert                |
| 30. Nov. 1997 — | Erster unecht am Abstimmungsquorum gescheiterter Volksentscheid in der Bundesrepublik Deutschland. |     |                                                                     | |                                     |                                   |                                   |                                   |                                   |                                   |                                   |                                   |                                   |                                   |
| 8. Feb. 1998 —  | Bayern | OR  | (1) Grundrechte und Staatsziele                                     | kein Quorum                                                                                        | 3.527.633 (8.831.738)               | 100.164                           | 3.423.591                         | 2.567.247                         | 2.567.247                         | 2.567.247                         | 856.344                           | 856.344                           | 856.344                           | erfolgreich                       |
| 8. Feb. 1998 —  | Bayern | OR  | (1) Grundrechte und Staatsziele                                     | kein Quorum                                                                                        | 3.527.633 (8.831.738)               | 2,84 %                            | 97,05 %                           | 74,99 %                           | 72,78 %                           | 29,07 %                           | 25,01 %                           | 24,28 %                           | 9,70 %                            | erfolgreich                       |
| 8. Feb. 1998 —  | Bayern | OR  | (2) Landtag und Staatsregierung                                     | kein Quorum                                                                                        | 3.527.633 (8.831.738)               | 99.196                            | 3.424.663                         | 2.532.323                         | 2.532.323                         | 2.532.323                         | 892.340                           | 892.340                           | 892.340                           | erfolgreich                       |
| 8. Feb. 1998 —  | Bayern | OR  | (2) Landtag und Staatsregierung                                     | kein Quorum                                                                                        | 3.527.633 (8.831.738)               | 2,81 %                            | 97,08 %                           | 73,94 %                           | 71,79 %                           | 28,67 %                           | 26,06 %                           | 25,30 %                           | 10,10 %                           | erfolgreich                       |
| 8. Feb. 1998 —  | Bayern | IV  | Abschaffung oder Reform des Bayerischen Senats                      | kein Quorum                                                                                        | 39,94 %                             | 40.610                            | 3.485.547                         | Gegenvorlage des Landtags         | Gegenvorlage des Landtags         | Gegenvorlage des Landtags         | Vorlage aus Volksbegehren         | Vorlage aus Volksbegehren         | Vorlage aus Volksbegehren         | Abschaffung des Senats            |
| 8. Feb. 1998 —  | Bayern | IV  | Abschaffung oder Reform des Bayerischen Senats                      | kein Quorum                                                                                        | 39,94 %                             | 40.610                            | 3.485.547                         | 823.462 (Reform)                  | 823.462 (Reform)                  | 823.462 (Reform)                  | 2.412.944 (Abschaffung)           | 2.412.944 (Abschaffung)           | 2.412.944 (Abschaffung)           | Abschaffung des Senats            |
| 8. Feb. 1998 —  | Bayern | IV  | Abschaffung oder Reform des Bayerischen Senats                      | kein Quorum                                                                                        | 39,94 %                             | 1,15 %                            | 98,81 %                           | 23,63 %                           | 23,34 %                           | 9,32 %                            | 69,23 %                           | 68,40 %                           | 27,32 %                           | Abschaffung des Senats            |
| 8. Feb. 1998 —  | Die beiden obligatorischen Referenden wurden aufgrund von Änderungen der Bayerischen Verfassung durch das Landesparlament notwendig. Die erste Verfassungsänderung hatte die Rolle der Regionen im geeinten Europa, die Förderung der Gleichberechtigung, ein Diskriminierungsverbot für Behinderte sowie die Aufnahme des Tierschutzes und der Sportförderung durch die Kommunen zum Gegenstand. Die zweite Vorlage sah eine Verkleinerung des Parlaments, eine Verlängerung der Legislaturperiode auf fünf Jahre, eine Verkleinerung der Landesregierung, den Ausbau der Kontrollrechte des Landtags sowie die Stärkung der kommunalen Selbstverwaltung vor. Die dritte Vorlage ging aus einem Volksbegehren des Vereins Mehr Demokratie hervor und hatte mit der Abschaffung des Bayerischen Senats ebenfalls eine Verfassungsänderung zum Gegenstand. Hierzu stellte das Parlament eine Gegenvorlage zur Abstimmung, die die Beibehaltung des Senats bei gleichzeitiger Reform vorsah. Die Stimmbeteiligung wurde für alle drei Vorlagen wurde zusammen gewertet, wobei die beiden obligatorischen Referenden jeweils getrennt abgestimmt beziehungsweise ungültig gemacht werden konnten. Die Vorlage aus dem Volksbegehren und die Gegenvorlage des Landesparlaments wurden hingegen alternativ zueinander abgestimmt, die Abstimmenden mussten sich also für eine von beiden entscheiden. Die Abstimmung war mit keiner Wahl zusammengelegt. Im Nachgang des Plebiszits erhob der Senat vor dem Bayerischen Verfassungsgerichtshof erfolglos Beschwerde gegen seine Abschaffung. Das Gericht legte in seiner Abweisung der Klage am 17. September 1999 jedoch fest, dass für verfassungsändernde Volksbegehren künftig ein Zustimmungsquorum von 25 % im Volksentscheid zu gelten habe. Zum 1. Januar 2000 wurde der Bayerische Senat aufgelöst. |     |                                                                     | |                                     |                                   |                                   |                                   |                                   |                                   |                                   |                                   |                                   |                                   |
| 27. Sep. 1998 — | Hamburg | IV  | Veränderung der Volksgesetzgebung (Änderung des Artikels 50)        | 2/3 der gültigen Stimmen und 50 % Zustimmung gemessen an der letzten Bürgerschaftswahl (= 605.644) | 801.879 (1.202.147)                 | Vorlage aus dem Volksbegehren     | Vorlage aus dem Volksbegehren     | Vorlage aus dem Volksbegehren     | Vorlage aus dem Volksbegehren     | Vorlage aus dem Volksbegehren     | Vorlage aus dem Volksbegehren     | Vorlage aus dem Volksbegehren     | Vorlage aus dem Volksbegehren     | Vorlage aus dem Volksbegehren     |
| 27. Sep. 1998 — | Hamburg | IV  | Veränderung der Volksgesetzgebung (Änderung des Artikels 50)        | 2/3 der gültigen Stimmen und 50 % Zustimmung gemessen an der letzten Bürgerschaftswahl (= 605.644) | 801.879 (1.202.147)                 | 63.313                            | 738.566                           | 546.937                           | 546.937                           | 546.937                           | 426.506                           | 426.506                           | 426.506                           | unecht gescheitert                |
| 27. Sep. 1998 — | Hamburg | IV  | Veränderung der Volksgesetzgebung (Änderung des Artikels 50)        | 2/3 der gültigen Stimmen und 50 % Zustimmung gemessen an der letzten Bürgerschaftswahl (= 605.644) | 801.879 (1.202.147)                 | 7,90 %                            | 92,10 %                           | 74,05 %                           | 68,21 %                           | 45,50 %                           | 57,75 %                           | 53,19 %                           | 35,48 %                           | unecht gescheitert                |
| 27. Sep. 1998 — | Hamburg | IV  | Veränderung der Volksgesetzgebung (Änderung des Artikels 50)        | 2/3 der gültigen Stimmen und 50 % Zustimmung gemessen an der letzten Bürgerschaftswahl (= 605.644) | 66,70 %                             | Gegenvorlage aus der Bürgerschaft | Gegenvorlage aus der Bürgerschaft | Gegenvorlage aus der Bürgerschaft | Gegenvorlage aus der Bürgerschaft | Gegenvorlage aus der Bürgerschaft | Gegenvorlage aus der Bürgerschaft | Gegenvorlage aus der Bürgerschaft | Gegenvorlage aus der Bürgerschaft | Gegenvorlage aus der Bürgerschaft |
| 27. Sep. 1998 — | Hamburg | IV  | Veränderung der Volksgesetzgebung (Änderung des Artikels 50)        | 2/3 der gültigen Stimmen und 50 % Zustimmung gemessen an der letzten Bürgerschaftswahl (= 605.644) | 66,70 %                             | 91.549                            | 710.330                           | 191.629                           | 191.629                           | 191.629                           | 283.824                           | 283.824                           | 283.824                           | gescheitert                       |
| 27. Sep. 1998 — | Hamburg | IV  | Veränderung der Volksgesetzgebung (Änderung des Artikels 50)        | 2/3 der gültigen Stimmen und 50 % Zustimmung gemessen an der letzten Bürgerschaftswahl (= 605.644) | 66,70 %                             | 11,42 %                           | 88,58 %                           | 26,98 %                           | 23,90 %                           | 15,94 %                           | 39,96 %                           | 35,39 %                           | 23,61 %                           | gescheitert                       |
| 27. Sep. 1998 — | Hamburg | IV  | Einführung von Bürgerbegehren und Bürgerentscheiden in den Bezirken | 25 % Zustimmung gemessen an der letzten Bürgerschaftswahl (= 302.822)                              | 801.879 (1.202.147)                 | Vorlage aus dem Volksbegehren     | Vorlage aus dem Volksbegehren     | Vorlage aus dem Volksbegehren     | Vorlage aus dem Volksbegehren     | Vorlage aus dem Volksbegehren     | Vorlage aus dem Volksbegehren     | Vorlage aus dem Volksbegehren     | Vorlage aus dem Volksbegehren     | Vorlage aus dem Volksbegehren     |
| 27. Sep. 1998 — | Hamburg | IV  | Einführung von Bürgerbegehren und Bürgerentscheiden in den Bezirken | 25 % Zustimmung gemessen an der letzten Bürgerschaftswahl (= 302.822)                              | 801.879 (1.202.147)                 | 65.936                            | 735.943                           | 538.995                           | 538.995                           | 538.995                           | 196.948                           | 196.948                           | 196.948                           | erfolgreich                       |
| 27. Sep. 1998 — | Hamburg | IV  | Einführung von Bürgerbegehren und Bürgerentscheiden in den Bezirken | 25 % Zustimmung gemessen an der letzten Bürgerschaftswahl (= 302.822)                              | 801.879 (1.202.147)                 | 8,22 %                            | 91,78 %                           | 73,24 %                           | 67,22 %                           | 44,84 %                           | 26,76 %                           | 24,56 %                           | 16,38 %                           | erfolgreich                       |
| 27. Sep. 1998 — | Hamburg | IV  | Einführung von Bürgerbegehren und Bürgerentscheiden in den Bezirken | 25 % Zustimmung gemessen an der letzten Bürgerschaftswahl (= 302.822)                              | 66,70 %                             | Gegenvorlage aus der Bürgerschaft | Gegenvorlage aus der Bürgerschaft | Gegenvorlage aus der Bürgerschaft | Gegenvorlage aus der Bürgerschaft | Gegenvorlage aus der Bürgerschaft | Gegenvorlage aus der Bürgerschaft | Gegenvorlage aus der Bürgerschaft | Gegenvorlage aus der Bürgerschaft | Gegenvorlage aus der Bürgerschaft |
| 27. Sep. 1998 — | Hamburg | IV  | Einführung von Bürgerbegehren und Bürgerentscheiden in den Bezirken | 25 % Zustimmung gemessen an der letzten Bürgerschaftswahl (= 302.822)                              | 66,70 %                             | 92.967                            | 708.912                           | 422.573                           | 422.573                           | 422.573                           | 286.339                           | 286.339                           | 286.339                           | gescheitert                       |
| 27. Sep. 1998 — | Hamburg | IV  | Einführung von Bürgerbegehren und Bürgerentscheiden in den Bezirken | 25 % Zustimmung gemessen an der letzten Bürgerschaftswahl (= 302.822)                              | 66,70 %                             | 11,59 %                           | 88,41 %                           | 59,61 %                           | 52,70 %                           | 35,15 %                           | 40,39 %                           | 35,71 %                           | 23,82 %                           | gescheitert                       |
| 27. Sep. 1998 — | Die beiden auslösenden Volksbegehren wurde vom Verein Mehr Demokratie im Bündnis mit weiteren Organisationen betrieben. Die erste Vorlage zielte auf eine Änderung der Landesverfassung und unterlag daher höheren Quoren. Beide Volksbegehren erhielten jeweils eine Mehrheit der Ja-Stimmen, die verfassungsändernde Vorlage scheiterte dennoch am Zustimmungsquorum. Die Hamburgische Bürgerschaft stellte jeweils eine Gegenvorlage zur Abstimmung, die beide scheiterten. Die Vorlage zur Verfassungsänderung wurde mehrheitlich vom Stimmvolk abgelehnt, die zweite Gegenvorlage erhielt im direkten Vergleich weniger Ja-Stimmen und unterlag somit. In der Abstimmung konnten alle Vorlagen getrennt voneinander mit „Ja“ oder „Nein“ abgestimmt beziehungsweise ungültig gemacht werden. Die Hamburgische Bürgerschaft nahm später eine Verfassungsänderung vor, die sich an der unecht gescheiterten Vorlage aus dem Plebiszit orientierte. Die Abstimmung wurde zusammen mit der Bundestagswahl durchgeführt. |     |                                                                     | |                                     |                                   |                                   |                                   |                                   |                                   |                                   |                                   |                                   |                                   |
| 27. Sep. 1998 — | Schleswig-Holstein | IV  | Rechtschreibreform                                                  | 25 % Zustimmung                                                                                    | 1.624.288 (2.127.077)               | 53.568                            | 1.570.720                         | Vorlage aus dem Volksbegehren     | Vorlage aus dem Volksbegehren     | Vorlage aus dem Volksbegehren     | Vorlage aus dem Volksbegehren     | Vorlage aus dem Volksbegehren     | Vorlage aus dem Volksbegehren     | Vorlage aus dem Volksbegehren     |
| 27. Sep. 1998 — | Schleswig-Holstein | IV  | Rechtschreibreform                                                  | 25 % Zustimmung                                                                                    | 1.624.288 (2.127.077)               | 53.568                            | 1.570.720                         | 885.511                           | 885.511                           | 885.511                           | 885.511                           | 885.511                           | 885.511                           | erfolgreich                       |
| 27. Sep. 1998 — | Schleswig-Holstein | IV  | Rechtschreibreform                                                  | 25 % Zustimmung                                                                                    | 1.624.288 (2.127.077)               | 53.568                            | 1.570.720                         | 56,38 %                           | 56,38 %                           | 54,52 %                           | 54,52 %                           | 41,63 %                           | 41,63 %                           | erfolgreich                       |
| 27. Sep. 1998 — | Schleswig-Holstein | IV  | Rechtschreibreform                                                  | 25 % Zustimmung                                                                                    | 1.624.288 (2.127.077)               | 53.568                            | 1.570.720                         | Gegenvorlage des Landtags         |                                   |                                   |                                   |                                   |                                   |                                   |
| 27. Sep. 1998 — | Schleswig-Holstein | IV  | Rechtschreibreform                                                  | 25 % Zustimmung                                                                                    | 1.624.288 (2.127.077)               | 53.568                            | 1.570.720                         | 456.409                           | 456.409                           | 456.409                           | 456.409                           | 456.409                           | 456.409                           | gescheitert                       |
| 27. Sep. 1998 — | Schleswig-Holstein | IV  | Rechtschreibreform                                                  | 25 % Zustimmung                                                                                    | 76,36 %                             | 3,30 %                            | 96,70 %                           | 29,06 %                           | 29,06 %                           | 28,10 %                           | 28,10 %                           | 21,46 %                           | 21,46 %                           | gescheitert                       |
| 27. Sep. 1998 — | Schleswig-Holstein | IV  | Rechtschreibreform                                                  | 25 % Zustimmung                                                                                    | 76,36 %                             | 3,30 %                            | 96,70 %                           | Ablehnung beider Vorlagen         |                                   |                                   |                                   |                                   |                                   |                                   |
| 27. Sep. 1998 — | Schleswig-Holstein | IV  | Rechtschreibreform                                                  | 25 % Zustimmung                                                                                    | 76,36 %                             | 3,30 %                            | 96,70 %                           | 228.800                           | 228.800                           | 228.800                           | 228.800                           | 228.800                           | 228.800                           | gescheitert                       |
| 27. Sep. 1998 — | Schleswig-Holstein | IV  | Rechtschreibreform                                                  | 25 % Zustimmung                                                                                    | 76,36 %                             | 3,30 %                            | 96,70 %                           | 14,57 %                           | 14,57 %                           | 14,09 %                           | 14,09 %                           | 10,76 %                           | 10,76 %                           | gescheitert                       |
| 27. Sep. 1998 — | Das auslösende Volksbegehren wurde von der Bürgerinitiative „WIR gegen die Rechtschreibreform“ betrieben. Ein Jahr nach dem Volksentscheid verabschiedete der Landtag einstimmig ein Gesetz zur Einführung der Rechtschreibreform. Die Abstimmung wurde zusammen mit der Bundestagswahl durchgeführt. |     |                                                                     | |                                     |                                   |                                   |                                   |                                   |                                   |                                   |                                   |                                   |                                   |

### 2000er Jahre
In den 2000er Jahren konnte in sechs Gebietskörperschaften das Stimmvolk in zehn Stimmgängen über insgesamt 14 Vorlagen abstimmen.
Davon entfielen sechs Vorlagen auf obligatorische Verfassungsreferenden in den Bundesländern Hessen, Bayern und Berlin, die alle vom Stimmvolk gebilligt wurden.
In den Ländern Hamburg, Berlin, Sachsen und Sachsen-Anhalt mündeten zusammen sieben Initiativverfahren in Volksentscheiden, wobei drei auf Hamburg entfielen. In Berlin war diese Möglichkeit erst 2007 eingeführt worden. In Sachsen war es die erste durch das Stimmvolk angestoßene Abstimmung seit 1932 und das erste Plebiszit seit 1946. Das Land Sachsen-Anhalt erlebte überhaupt das erste Plebiszit in seiner Landesgeschichte. Vier der vorgelegten Initiativen aus dem Stimmvolk wurden im Volksentscheid bejaht, je eine Vorlage in Berlin und diejenige in Sachsen-Anhalt scheiterten unecht am Quorum. Die Vorlage zur Einführung eines Wahlpflichtfaches Religion in Berlin wurde vom Stimmvolk mehrheitlich abgelehnt. Zu den im Volksentscheid angenommenen Vorlagen in Hamburg entbrannten mehrfach auch juristisch geführte Konflikte mit der Bürgerschaft beziehungsweise dem Senat, die sich über die Ergebnisse hinwegsetzten oder diese einseitig abänderten.
In den 2000er Jahren fanden keine aktiv von Landesparlamenten oder Landesregierungen angesetzten Plebiszite statt.
| Datum — Belege  | Gebietskörperschaft | Typ | Angelegenheit                                                                                              | Quorum                                                            | Stimmverteilung                     | Stimmverteilung               | Stimmverteilung               | Stimmverteilung               | Stimmverteilung               | Stimmverteilung               | Stimmverteilung               | Stimmverteilung               | Stimmverteilung               | Ergebnis                      |
| Datum — Belege  | Gebietskörperschaft | Typ | Angelegenheit                                                                                              | Quorum                                                            | Stimmbeteiligung (Stimmberechtigte) | ungültige Stimmen             | gültige Stimmen               | Ja-Stimmen                    | Ja-Stimmen                    | Ja-Stimmen                    | Nein-Stimmen                  | Nein-Stimmen                  | Nein-Stimmen                  | Ergebnis                      |
| Datum — Belege  | Gebietskörperschaft | Typ | Angelegenheit                                                                                              | Quorum                                                            | Anzahl                              | Anzahl                        | Anzahl                        | Anzahl                        | Anzahl                        | Anzahl                        | Anzahl                        | Anzahl                        | Anzahl                        | Ergebnis                      |
| Datum — Belege  | Gebietskörperschaft | Typ | Angelegenheit                                                                                              | Quorum                                                            | Anteil berechtigter                 | Anteil abgegebener            | Anteil abgegebener            | Anteil gültiger               | Anteil abgegebener            | Anteil berechtigter           | Anteil gültiger               | Anteil abgegebener            | Anteil berechtigter           | Ergebnis                      |
| --------------- | --- | --- | --- | ----------------------------------------------------------------- | ----------------------------------- | ----------------------------- | ----------------------------- | ----------------------------- | ----------------------------- | ----------------------------- | ----------------------------- | ----------------------------- | ----------------------------- | ----------------------------- |
| 21. Okt. 2001 — | Sachsen | IV  | Erhalt der kommunalen Sparkassen                                                                           | kein Quorum                                                       | 925.115 (3.573.609)                 | 3688                          | 921.427                       | 785.136                       | 785.136                       | 785.136                       | 136.291                       | 136.291                       | 136.291                       | erfolgreich                   |
| 21. Okt. 2001 — | Sachsen | IV  | Erhalt der kommunalen Sparkassen                                                                           | kein Quorum                                                       | 25,89 %                             | 0,40 %                        | 99,60 %                       | 85,21 %                       | 84,87 %                       | 21,97 %                       | 14,79 %                       | 14,73 %                       | 3,81 %                        | erfolgreich                   |
| 21. Okt. 2001 — | Erstes und zugleich erstes erfolgreiches per Volksbegehren eingeleitetes Plebiszit in Sachsen. Die Abstimmung war mit keiner Wahl zusammengelegt. |     | |                                                                   |                                     |                               |                               |                               |                               |                               |                               |                               |                               |                               |
| 22. Sep. 2002 — | Hessen | OR  | (1) Aufnahme des Sports                                                                                    | kein Quorum                                                       | 3.443.910 (4.327.908)               | 218.505                       | 3.225.405                     | 2.380.238                     | 2.380.238                     | 2.380.238                     | 845.167                       | 845.167                       | 845.167                       | erfolgreich                   |
| 22. Sep. 2002 — | Hessen | OR  | (1) Aufnahme des Sports                                                                                    | kein Quorum                                                       | 79,57 %                             | 6,34 %                        | 93,66 %                       | 73,80 %                       | 69,11 %                       | 55,00 %                       | 26,20 %                       | 24,54 %                       | 19,53 %                       | erfolgreich                   |
| 22. Sep. 2002 — | Hessen | OR  | (2) Verlängerung der Landtagswahlperiode                                                                   | kein Quorum                                                       | 3.444.680 (4.327.908)               | 201.449                       | 3.243.231                     | 1.803.984                     | 1.803.984                     | 1.803.984                     | 1.439.247                     | 1.439.247                     | 1.439.247                     | erfolgreich                   |
| 22. Sep. 2002 — | Hessen | OR  | (2) Verlängerung der Landtagswahlperiode                                                                   | kein Quorum                                                       | 79,59 %                             | 5,85 %                        | 94,15 %                       | 55,62 %                       | 52,37 %                       | 41,68 %                       | 44,38 %                       | 41,78 %                       | 33,26 %                       | erfolgreich                   |
| 22. Sep. 2002 — | Hessen | OR  | (3) Aufnahme des Konnexitätsprinzips                                                                       | kein Quorum                                                       | 3.441.874 (4.327.908)               | 298.916                       | 3.142.958                     | 2.391.449                     | 2.391.449                     | 2.391.449                     | 751.509                       | 751.509                       | 751.509                       | erfolgreich                   |
| 22. Sep. 2002 — | Hessen | OR  | (3) Aufnahme des Konnexitätsprinzips                                                                       | kein Quorum                                                       | 79,53 %                             | 8,68 %                        | 91,32 %                       | 76,09 %                       | 69,48 %                       | 55,26 %                       | 23,91 %                       | 21,83 %                       | 17,36 %                       | erfolgreich                   |
| 22. Sep. 2002 — | Die drei Plebiszite wurden aufgrund von Änderungen der Hessischen Verfassung durch das Landesparlament am 22. September 2002 notwendig. Eine Teilnahme und Ungültigmachen war zu jeder Angelegenheiten getrennt möglich. Die erste Vorlage sah die Aufnahme des Schutzes und der Pflege „des Sports“ als Staatsziel in die Verfassung vor. Die zweite Vorlage hatte die Verlängerung der Legislaturperiode von vier auf fünf Jahre zum Gegenstand. Die dritte Vorlagen zielte auf die Aufnahme des Konnexitätsprinzips in die Verfassung. Die Abstimmung erfolgte zeitgleich mit der Bundestagswahl. |     | |                                                                   |                                     |                               |                               |                               |                               |                               |                               |                               |                               |                               |
| 21. Sep. 2003 — | Bayern | OR  | (1) Aufnahme des Konnexitätsprinzips in die Landesverfassung                                               | kein Quorum                                                       | 5.184.828 (9.108.683)               | 328.350                       | 4.856.478                     | 4.286.928                     | 4.286.928                     | 4.286.928                     | 569.550                       | 569.550                       | 569.550                       | erfolgreich                   |
| 21. Sep. 2003 — | Bayern | OR  | (1) Aufnahme des Konnexitätsprinzips in die Landesverfassung                                               | kein Quorum                                                       | 56,92 %                             | 6,33 %                        | 93,67 %                       | 88,27 %                       | 82,68 %                       | 47,06 %                       | 11,73 %                       | 10,98 %                       | 6,25 %                        | erfolgreich                   |
| 21. Sep. 2003 — | Bayern | OR  | (2) Weiterentwicklung der Wahlgrundsätze, der Grundrechte und der Bestimmungen über das Gemeinschaftsleben | kein Quorum                                                       | 5.185.056 (9.108.683)               | 280.651                       | 4.904.405                     | 4.175.520                     | 4.175.520                     | 4.175.520                     | 728.885                       | 728.885                       | 728.885                       | erfolgreich                   |
| 21. Sep. 2003 — | Bayern | OR  | (2) Weiterentwicklung der Wahlgrundsätze, der Grundrechte und der Bestimmungen über das Gemeinschaftsleben | kein Quorum                                                       | 56,92 %                             | 5,41 %                        | 94,59 %                       | 85,14 %                       | 80,53 %                       | 45,84 %                       | 14,86 %                       | 14,06 %                       | 8,00 %                        | erfolgreich                   |
| 21. Sep. 2003 — | Die beiden Plebiszite wurde aufgrund von Änderungen der Bayerischen Verfassung durch das Landesparlament am 22. Mai 2003 notwendig. Die Stimmabgabe erfolgte auf zwei getrennten Stimmzetteln. Während die eine Vorlage allein die Aufnahme des Konnexitätsprinzips in die Verfassung vorsah, umfasste die zweite Vorlage verschiedene Änderungen, wie beispielsweise die Senkung des passiven Wahlalters auf 18 Jahre, die Angleichung des Menschenwürde-Artikels in der Bayerischen Verfassung an den des Grundgesetzes und die Stärkung von Kinderrechten. Die Abstimmung erfolgte zusammen mit der Landtagswahl. |     | |                                                                   |                                     |                               |                               |                               |                               |                               |                               |                               |                               |                               |
| 29. Feb. 2004 — | Hamburg | IV  | Privatisierung der landeseigenen Krankenhäuser                                                             | 20 % Zustimmung gemessen an vorigen Bürgerschaftswahl (= 241.499) | 788.563 (1.214.925)                 | 15.542                        | 773.021                       | 593.497                       | 593.497                       | 593.497                       | 179.524                       | 179.524                       | 179.524                       | erfolgreich                   |
| 29. Feb. 2004 — | Hamburg | IV  | Privatisierung der landeseigenen Krankenhäuser                                                             | 20 % Zustimmung gemessen an vorigen Bürgerschaftswahl (= 241.499) | 64,91 %                             | 1,97 %                        | 98,03 %                       | 76,78 %                       | 75,26 %                       | 48,85 %                       | 23,22 %                       | 22,77 %                       | 14,78 %                       | erfolgreich                   |
| 29. Feb. 2004 — | Das Volksbegehren wurde von ver.di Hamburg betrieben und richtete sich gegen den Verkauf des Landesbetriebs Krankenhäuser Hamburg an das private Unternehmen Asklepios Kliniken GmbH. Der CDU-geführte Senat setzte sich im Dezember 2004 über das Ergebnis der Abstimmung hinweg und veräußerte zunächst 49,9 % der städtischen Krankenhäuser an Asklepios, im Jahr 2007 folgten weitere 25 %. Die Abstimmung erfolgte zusammen mit der Bürgerschaftswahl. |     | |                                                                   |                                     |                               |                               |                               |                               |                               |                               |                               |                               |                               |
| 13. Juni 2004 — | Hamburg | IV  | Wahlrechtsreform                                                                                           | 20 % Zustimmung gemessen an vorigen Bürgerschaftswahl (= 242.987) | Vorlage aus dem Volksbegehren       | Vorlage aus dem Volksbegehren | Vorlage aus dem Volksbegehren | Vorlage aus dem Volksbegehren | Vorlage aus dem Volksbegehren | Vorlage aus dem Volksbegehren | Vorlage aus dem Volksbegehren | Vorlage aus dem Volksbegehren | Vorlage aus dem Volksbegehren | Vorlage aus dem Volksbegehren |
| 13. Juni 2004 — | Hamburg | IV  | Wahlrechtsreform                                                                                           | 20 % Zustimmung gemessen an vorigen Bürgerschaftswahl (= 242.987) | 413.837 (1.215.836)                 | 28.295                        | 385.542                       | 256.507                       | 256.507                       | 256.507                       | 129.035                       | 129.035                       | 129.035                       | erfolgreich                   |
| 13. Juni 2004 — | Hamburg | IV  | Wahlrechtsreform                                                                                           | 20 % Zustimmung gemessen an vorigen Bürgerschaftswahl (= 242.987) | 34,04 %                             | 6,84 %                        | 93,16 %                       | 66,53 %                       | 61,98 %                       | 21,10 %                       | 33,47 %                       | 31,18 %                       | 10,61 %                       | erfolgreich                   |
| 13. Juni 2004 — | Hamburg | IV  | Wahlrechtsreform                                                                                           | 20 % Zustimmung gemessen an vorigen Bürgerschaftswahl (= 242.987) | Gegenvorlage aus der Bürgerschaft   |                               |                               |                               |                               |                               |                               |                               |                               |                               |
| 13. Juni 2004 — | Hamburg | IV  | Wahlrechtsreform                                                                                           | 20 % Zustimmung gemessen an vorigen Bürgerschaftswahl (= 242.987) | 413.967 (1.215.836)                 | 46.994                        | 366.973                       | 197.524                       | 197.524                       | 197.524                       | 169.449                       | 169.449                       | 169.449                       | gescheitert                   |
| 13. Juni 2004 — | Hamburg | IV  | Wahlrechtsreform                                                                                           | 20 % Zustimmung gemessen an vorigen Bürgerschaftswahl (= 242.987) | 34,05 %                             | 11,35 %                       | 88,65 %                       | 53,83 %                       | 47,71 %                       | 16,25 %                       | 46,17 %                       | 40,93 %                       | 13,94 %                       | gescheitert                   |
| 13. Juni 2004 — | Das auslösende Volksbegehren wurde vom Verein Mehr Demokratie im Bündnis mit weiteren Organisationen betrieben. Die Gegenvorlage der Hamburgische Bürgerschaft erhielt im direkten Vergleich weniger Ja-Stimmen und unterlag somit. Beim Plebiszit wurden beide Vorlagen getrennt voneinander abgestimmt. Die Abstimmung wurde zusammen mit der Europawahl durchgeführt. Die Bürgerschaft änderte 2006 mit der absoluten Stimmenmehrheit der CDU das vom Stimmvolk beschlossene Wahlgesetz, bevor dieses auch nur einmal zur Anwendung kam. Im Jahr 2007 wiederum erklärte das Hamburgische Verfassungsgericht Teile dieser Abänderungen als unzulässig. Zuletzt unternahm Mehr Demokratie 2009 ein weiteres Volksbegehren zur Änderung des Wahlrechts, das schließlich von der Hamburgischen Bürgerschaft übernommen wurden. |     | |                                                                   |                                     |                               |                               |                               |                               |                               |                               |                               |                               |                               |
| 23. Jan. 2005 — | Sachsen-Anhalt | IV  | Förderung, Betreuung und Bildung von Kindern in Kindertageseinrichtungen                                   | 25 % Zustimmung                                                   | 549.802 (2.085.032)                 | 1381                          | 548.421                       | 331.858                       | 331.858                       | 331.858                       | 216.563                       | 216.563                       | 216.563                       | unecht gescheitert            |
| 23. Jan. 2005 — | Sachsen-Anhalt | IV  | Förderung, Betreuung und Bildung von Kindern in Kindertageseinrichtungen                                   | 25 % Zustimmung                                                   | 26,37 %                             | 0,25 %                        | 99,75 %                       | 60,51 %                       | 60,36 %                       | 15,92 %                       | 39,49 %                       | 39,39 %                       | 10,39 %                       | unecht gescheitert            |
| 23. Jan. 2005 — | Das auslösende Volksbegehren wurde vom „Bündnis für ein kinder- und jugendfreundliches Sachsen-Anhalt“ betrieben. Die Abstimmung war mit keiner Wahl zusammengelegt. |     | |                                                                   |                                     |                               |                               |                               |                               |                               |                               |                               |                               |                               |
| 17. Sep. 2006 — | Berlin | OR  | Ausbau der Direkten Demokratie                                                                             | kein Quorum                                                       | 1.407.754 (2.425.480)               | 73.899                        | 1.388.909                     | 1.104.370                     | 1.104.370                     | 1.104.370                     | 210.640                       | 210.640                       | 210.640                       | erfolgreich                   |
| 17. Sep. 2006 — | Berlin | OR  | Ausbau der Direkten Demokratie                                                                             | kein Quorum                                                       | 58,04 %                             | 5,25 %                        | 98,66 %                       | 79,51 %                       | 78,45 %                       | 45,53 %                       | 15,17 %                       | 14,96 %                       | 8,68 %                        | erfolgreich                   |
| 17. Sep. 2006 — | Das Abgeordnetenhaus änderte am 28. Juni 2005 mit den Stimmen von SPD, Die Linke.PDS, Grünen und FDP die Verfassung. Die Vorlage sah die Senkung der Hürden für direktdemokratische Verfahren auf Landesebene sowie die Einführung von Bürgerbegehren und -entscheid in den Berliner Bezirken eingeführt. Die Änderungen waren laut Berliner Verfassung zwingend einem Plebiszit zu unterziehen. Die Abstimmung wurde zeitgleich mit der Wahl zum Abgeordnetenhaus abgehalten. |     | |                                                                   |                                     |                               |                               |                               |                               |                               |                               |                               |                               |                               |
| 14. Okt. 2007 — | Hamburg | IV  | Ausbau der Direkten Demokratie                                                                             | 20 % Zustimmung gemessen an vorigen Bürgerschaftswahl (= 242.987) | 482.050 (1.232.248)                 | 1292                          | 480.758                       | 365.133                       | 365.133                       | 365.133                       | 115.625                       | 115.625                       | 115.625                       | erfolgreich                   |
| 14. Okt. 2007 — | Hamburg | IV  | Ausbau der Direkten Demokratie                                                                             | 20 % Zustimmung gemessen an vorigen Bürgerschaftswahl (= 242.987) | 39,12 %                             | 0,27 %                        | 99,73 %                       | 75,95 %                       | 75,75 %                       | 29,63 %                       | 24,05 %                       | 23,99 %                       | 9,38 %                        | erfolgreich                   |
| 14. Okt. 2007 — | Das auslösende Volksbegehren wurde vom Verein Mehr Demokratie im Bündnis mit weiteren Organisationen betrieben. Die Vorlage sah die erstmalige Einführung von fakultativen Referenden in einem deutschen Bundesland vor. Die Abstimmung war mit keiner Wahl zusammengelegt. |     | |                                                                   |                                     |                               |                               |                               |                               |                               |                               |                               |                               |                               |
| 27. Apr. 2008 — | Berlin | IV  | Offenhaltung des Flughafens Tempelhof                                                                      | 25 % Zustimmung                                                   | 881.035 (2.438.035)                 | 1771                          | 879.264                       | 529.880                       | 529.880                       | 529.880                       | 349.384                       | 349.384                       | 349.384                       | unecht gescheitert            |
| 27. Apr. 2008 — | Berlin | IV  | Offenhaltung des Flughafens Tempelhof                                                                      | 25 % Zustimmung                                                   | 36,14 %                             | 0,20 %                        | 99,80 %                       | 60,26 %                       | 60,14 %                       | 21,73 %                       | 39,74 %                       | 39,66 %                       | 14,33 %                       | unecht gescheitert            |
| 27. Apr. 2008 — | Erster, zugleich erster unecht gescheiterter und erster auf einem Volksbegehren ohne Gesetzesvorschlag basierender Volksentscheid in Berlin. Das auslösende Volksbegehren wurde von der „Interessengemeinschaft City-Airport Tempelhof“ betrieben. Da dem Begehren kein Gesetz zugrunde lag, hätte der Volksentscheid auch im Erfolgsfall nur empfehlenden Charakter gehabt. Die Abstimmung war mit keiner Wahl zusammengelegt. |     | |                                                                   |                                     |                               |                               |                               |                               |                               |                               |                               |                               |                               |
| 26. Apr. 2009 — | Berlin | IV  | Einführung des Wahlpflichtbereichs Ethik/Religion an den Schulen                                           | 25 % Zustimmung                                                   | 713.095 (2.445.699)                 | 1370                          | 711.725                       | 345.004                       | 345.004                       | 345.004                       | 366.721                       | 366.721                       | 366.721                       | gescheitert                   |
| 26. Apr. 2009 — | Berlin | IV  | Einführung des Wahlpflichtbereichs Ethik/Religion an den Schulen                                           | 25 % Zustimmung                                                   | 29,16 %                             | 0,19 %                        | 99,81 %                       | 48,47 %                       | 48,38 %                       | 14,11 %                       | 51,53 %                       | 51,43 %                       | 14,99 %                       | gescheitert                   |
| 26. Apr. 2009 — | Erstes verbindliches Plebiszit über eine Gesetzesvorlage aus dem Stimmvolk. Zugleich erste von der Mehrheit der Abstimmenden im Volksentscheid abgelehnte Vorlage im Land Berlin. Das auslösende Volksbegehren wurde vom Verein „Pro Reli“ betrieben. Die Abstimmung war mit keiner Wahl zusammengelegt. |     | |                                                                   |                                     |                               |                               |                               |                               |                               |                               |                               |                               |                               |

### 2010er Jahre
In den 2010er Jahren konnte in sieben Gebietskörperschaften das Stimmvolk in 15 Stimmgängen über insgesamt 35 Vorlagen abstimmen.
Davon entfielen 21 Vorlagen auf obligatorische Verfassungsreferenden in den Bundesländern Bayern und Hessen, die alle vom Stimmvolk gebilligt wurden. Dabei legte zunächst der Freistaat Bayern im Jahr 2013 fünf gleichzeitige Vorlagen, dann 2018 das Land Hessen 15 gleichzeitige Vorlagen vor.
In den Ländern Berlin, Hamburg, Bayern, Mecklenburg-Vorpommern und Bremen mündeten zusammen neun Initiativverfahren in Volksentscheiden, wobei alleine vier davon auf Berlin entfielen. Sowohl Mecklenburg-Vorpommern als auch Bremen erlebten jeweils den ersten durch das Stimmvolk angestoßenen Volksentscheid in der Geschichte ihres Landes. In Berlin machte das Abgeordnetenhaus erstmals von der Möglichkeit Gebrauch, eine Gegenvorlage zur Abstimmung zu stellen, unterlag jedoch damit. Alle vorgelegten Initiativen aus dem Stimmvolk wurden im Volksentscheid bejaht, dennoch scheiterte eine Vorlage in Berlin und diejenige in Mecklenburg-Vorpommern am Quorum. Eines der in Berlin angenommenen Volksbegehren hatte keinen Gesetzesvorschlag zum Inhalt (Offenhaltung des Flughafens Tegel) und damit nur empfehlenden Charakter.
In Bremen und Hamburg legten die Landesparlamente dem Stimmvolk jeweils eine Frage zur Abstimmung vor. Beide Vorlagen, eine Verlängerung der Legislaturperiode in Bremen und die Olympiabewerbung in Hamburg, wurden vom Souverän jedoch abgelehnt.
Baden-Württemberg war wiederum das einzige Land, in dem die Landesregierung das Referendum ergriff. So legte sie dem Stimmvolk in einer bundesweit beachteten Volksabstimmung den möglichen Ausstieg des Landes aus dem hochgradig umstrittenen Bauprojekt „Stuttgart 21“ zur Entscheidung vor. Der Souverän sprach sich letztlich jedoch für die Fortführung der öffentlichen Förderung aus.
| Datum — Belege  | Gebietskörperschaft | Typ | Angelegenheit                                                                             | Quorum                                                            | Stimmverteilung                     | Stimmverteilung                       | Stimmverteilung                       | Stimmverteilung                       | Stimmverteilung                       | Stimmverteilung                       | Stimmverteilung                       | Stimmverteilung                       | Stimmverteilung                       | Ergebnis                              |
| Datum — Belege  | Gebietskörperschaft | Typ | Angelegenheit                                                                             | Quorum                                                            | Stimmbeteiligung (Stimmberechtigte) | ungültige Stimmen                     | gültige Stimmen                       | Ja-Stimmen                            | Ja-Stimmen                            | Ja-Stimmen                            | Nein-Stimmen                          | Nein-Stimmen                          | Nein-Stimmen                          | Ergebnis                              |
| Datum — Belege  | Gebietskörperschaft | Typ | Angelegenheit                                                                             | Quorum                                                            | Anzahl                              | Anzahl                                | Anzahl                                | Anzahl                                | Anzahl                                | Anzahl                                | Anzahl                                | Anzahl                                | Anzahl                                | Ergebnis                              |
| Datum — Belege  | Gebietskörperschaft | Typ | Angelegenheit                                                                             | Quorum                                                            | Anteil berechtigter                 | Anteil abgegebener                    | Anteil abgegebener                    | Anteil gültiger                       | Anteil abgegebener                    | Anteil berechtigter                   | Anteil gültiger                       | Anteil abgegebener                    | Anteil berechtigter                   | Ergebnis                              |
| --------------- | --- | --- | ----------------------------------------------------------------------------------------- | ----------------------------------------------------------------- | ----------------------------------- | ------------------------------------- | ------------------------------------- | ------------------------------------- | ------------------------------------- | ------------------------------------- | ------------------------------------- | ------------------------------------- | ------------------------------------- | ------------------------------------- |
| 4. Juli 2010 —  | Bayern | IV  | Nichtraucherschutz                                                                        | kein Quorum                                                       | 3.533.877 (9.373.843)               | 6093                                  | 3.527.784                             | 2.150.582                             | 2.150.582                             | 2.150.582                             | 1.377.202                             | 1.377.202                             | 1.377.202                             | erfolgreich                           |
| 4. Juli 2010 —  | Bayern | IV  | Nichtraucherschutz                                                                        | kein Quorum                                                       | 37,70 %                             | 0,17 %                                | 99,83 %                               | 60,96 %                               | 60,86 %                               | 22,94 %                               | 39,04 %                               | 38,97 %                               | 14,69 %                               | erfolgreich                           |
| 4. Juli 2010 —  | Das auslösende Volksbegehren wurde von der ÖDP betrieben, im weiteren Verlauf auch von der SPD, Bündnis 90/Die Grünen und weiteren Verbänden unterstützt. Der Landtag verzichtete auf die Formulierung einer Gegenvorlage. Zusammen mit dem Plebizit fanden in drei bayerischen Landkreisen zugleich Landratswahlen statt. |     |                                                                                           |                                                                   |                                     |                                       |                                       |                                       |                                       |                                       |                                       |                                       |                                       |                                       |
| 18. Juli 2010 — | Hamburg | IV  | Schulreform in Hamburg                                                                    | 20 % Zustimmung gemessen an vorigen Bürgerschaftswahl (= 247.335) | 492.094 (1.251.686)                 | Vorlage aus dem Volksbegehren         | Vorlage aus dem Volksbegehren         | Vorlage aus dem Volksbegehren         | Vorlage aus dem Volksbegehren         | Vorlage aus dem Volksbegehren         | Vorlage aus dem Volksbegehren         | Vorlage aus dem Volksbegehren         | Vorlage aus dem Volksbegehren         | Vorlage aus dem Volksbegehren         |
| 18. Juli 2010 — | Hamburg | IV  | Schulreform in Hamburg                                                                    | 20 % Zustimmung gemessen an vorigen Bürgerschaftswahl (= 247.335) | 492.094 (1.251.686)                 | 15.602                                | 476.492                               | 276.416                               | 276.416                               | 276.416                               | 200.076                               | 200.076                               | 200.076                               | erfolgreich                           |
| 18. Juli 2010 — | Hamburg | IV  | Schulreform in Hamburg                                                                    | 20 % Zustimmung gemessen an vorigen Bürgerschaftswahl (= 247.335) | 492.094 (1.251.686)                 | 3,17 %                                | 96,83 %                               | 58,01 %                               | 56,17 %                               | 22,08 %                               | 41,99 %                               | 40,66 %                               | 15,98 %                               | erfolgreich                           |
| 18. Juli 2010 — | Hamburg | IV  | Schulreform in Hamburg                                                                    | 20 % Zustimmung gemessen an vorigen Bürgerschaftswahl (= 247.335) | 39,31 %                             | Gegenvorlage aus der Bürgerschaft     | Gegenvorlage aus der Bürgerschaft     | Gegenvorlage aus der Bürgerschaft     | Gegenvorlage aus der Bürgerschaft     | Gegenvorlage aus der Bürgerschaft     | Gegenvorlage aus der Bürgerschaft     | Gegenvorlage aus der Bürgerschaft     | Gegenvorlage aus der Bürgerschaft     | Gegenvorlage aus der Bürgerschaft     |
| 18. Juli 2010 — | Hamburg | IV  | Schulreform in Hamburg                                                                    | 20 % Zustimmung gemessen an vorigen Bürgerschaftswahl (= 247.335) | 39,31 %                             | 13.019                                | 479.075                               | 217.969                               | 217.969                               | 217.969                               | 261.106                               | 261.106                               | 261.106                               | gescheitert                           |
| 18. Juli 2010 — | Hamburg | IV  | Schulreform in Hamburg                                                                    | 20 % Zustimmung gemessen an vorigen Bürgerschaftswahl (= 247.335) | 39,31 %                             | 2,65 %                                | 97,35 %                               | 45,50 %                               | 44,29 %                               | 17,41 %                               | 54,50 %                               | 53,06 %                               | 20,86 %                               | gescheitert                           |
| 18. Juli 2010 — | Das auslösende Volksbegehren wurde von der Initiative „‚Wir wollen lernen!‘ – Förderverein für bessere Bildung in Hamburg“ betrieben. Es war das erste Volksbegehren, bei dem die Hamburgische Bürgerschaft von ihrem Recht Gebrauch machte, einen Gegenvorschlag zur Abstimmung zu stellen. Beide Vorschläge konnten auf einem Stimmzettel sowohl getrennt voneinander mit „Ja“ und „Nein“ beantwortet, als auch getrennt ungültig gemacht werden. Das Plebiszit war mit keiner Wahl zusammengelegt. |     |                                                                                           |                                                                   |                                     |                                       |                                       |                                       |                                       |                                       |                                       |                                       |                                       |                                       |
| 13. Feb. 2011 — | Berlin | IV  | Offenlegung der Teilprivatisierungsverträge bei den Berliner Wasserbetrieben              | 25 % Zustimmung                                                   | 678.507 (2.466.288)                 | 692                                   | 677.825                               | 666.235                               | 666.235                               | 666.235                               | 11.590                                | 11.590                                | 11.590                                | erfolgreich                           |
| 13. Feb. 2011 — | Berlin | IV  | Offenlegung der Teilprivatisierungsverträge bei den Berliner Wasserbetrieben              | 25 % Zustimmung                                                   | 27,51 %                             | 0,10 %                                | 99,90 %                               | 98,29 %                               | 98,19 %                               | 27,01 %                               | 1,71 %                                | 1,71 %                                | 0,47 %                                | erfolgreich                           |
| 13. Feb. 2011 — | Das auslösende Volksbegehren wurde von der Initiative „Berliner Wassertisch“ betrieben. Der Senat von Berlin meldete im Nachhinein rechtliche Zweifel an der Zulässigkeit des Volksbegehrens an. Die Privatisierungsverträge wurden im Jahr 2012 von einem Untersuchungsausschuss des Abgeordnetenhauses behandelt. Die Berliner Wasserbetriebe wurden 2013 rekommunalisiert. |     |                                                                                           |                                                                   |                                     |                                       |                                       |                                       |                                       |                                       |                                       |                                       |                                       |                                       |
| 27. März 2011 — | Hessen | OR  | Aufnahme einer Schuldenbremse                                                             | kein Quorum                                                       | 2.143.944 (4.388.525)               | 71.060                                | 2.072.884                             | 1.451.891                             | 1.451.891                             | 1.451.891                             | 620.993                               | 620.993                               | 620.993                               | erfolgreich                           |
| 27. März 2011 — | Hessen | OR  | Aufnahme einer Schuldenbremse                                                             | kein Quorum                                                       | 48,85 %                             | 3,31 %                                | 96,69 %                               | 70,04 %                               | 67,72 %                               | 33,08 %                               | 29,96 %                               | 28,96 %                               | 14,15 %                               | erfolgreich                           |
| 27. März 2011 — | Das Plebiszit wurde aufgrund der Änderung der Hessischen Verfassung auf Antrag der Fraktionen CDU und FDP durch das Landesparlament am 15. Dezember 2010 notwendig. Die Vorlage sah die Aufnahme einer Schuldenbremse ab 2020 in die Landesverfassung vor. Die Abstimmung erfolgte zeitgleich mit der Hessischen Kommunalwahl. |     |                                                                                           |                                                                   |                                     |                                       |                                       |                                       |                                       |                                       |                                       |                                       |                                       |                                       |
| 27. Nov. 2011 — | Baden-Württemberg | RR  | Bahnprojekt Stuttgart 21                                                                  | 33,3 % Zustimmung                                                 | 3.682.739 (7.624.302)               | 14.367                                | 3.668.372                             | 1.507.961                             | 1.507.961                             | 1.507.961                             | 2.160.411                             | 2.160.411                             | 2.160.411                             | gescheitert                           |
| 27. Nov. 2011 — | Baden-Württemberg | RR  | Bahnprojekt Stuttgart 21                                                                  | 33,3 % Zustimmung                                                 | 48,30 %                             | 0,39 %                                | 99,61 %                               | 41,11 %                               | 40,95 %                               | 19,78 %                               | 58,89 %                               | 58,66 %                               | 28,34 %                               | gescheitert                           |
| 27. Nov. 2011 — | Auf die Durchführung eines Plebiszits über Stuttgart 21 hatten sich Bündnis 90/Die Grünen und die SPD in ihrem Koalitionsvertrag geeinigt. Der einzig verfassungsrechtlich zulässige Weg für die Landesregierung hierzu, setzte das vorherige Scheitern einer Gesetzesvorlage im Landesparlament voraus. Nachdem dies am 28. September 2011 geschehen war, konnte die Landesregierung das angestrebte Referendum ergreifen. |     |                                                                                           |                                                                   |                                     |                                       |                                       |                                       |                                       |                                       |                                       |                                       |                                       |                                       |
| 15. Sep. 2013 — | Bayern | OR  | (1) Förderung gleichwertiger Lebensverhältnisse und Arbeitsbedingungen                    | kein Quorum                                                       | 5.962.063 (9.108.683)               | 452.603                               | 5.509.460                             | 4.936.357                             | 4.936.357                             | 4.936.357                             | 573.103                               | 573.103                               | 573.103                               | erfolgreich                           |
| 15. Sep. 2013 — | Bayern | OR  | (1) Förderung gleichwertiger Lebensverhältnisse und Arbeitsbedingungen                    | kein Quorum                                                       | 5.962.063 (9.108.683)               | 7,59 %                                | 92,41 %                               | 89,60 %                               | 82,80 %                               | 52,29 %                               | 10,40 %                               | 9,61 %                                | 6,07 %                                | erfolgreich                           |
| 15. Sep. 2013 — | Bayern | OR  | (2) Förderung des ehrenamtlichen Einsatzes für das Gemeinwohl                             | kein Quorum                                                       | 5.962.063 (9.108.683)               | 564.019                               | 5.398.044                             | 4.894.924                             | 4.894.924                             | 4.894.924                             | 503.120                               | 503.120                               | 503.120                               | erfolgreich                           |
| 15. Sep. 2013 — | Bayern | OR  | (2) Förderung des ehrenamtlichen Einsatzes für das Gemeinwohl                             | kein Quorum                                                       | 5.962.063 (9.108.683)               | 9,46 %                                | 90,54 %                               | 90,68 %                               | 82,10 %                               | 51,85 %                               | 9,32 %                                | 8,44 %                                | 5,33 %                                | erfolgreich                           |
| 15. Sep. 2013 — | Bayern | OR  | (3) Angelegenheiten der Europäischen Union                                                | kein Quorum                                                       | 5.962.063 (9.108.683)               | 710.003                               | 5.252.060                             | 4.418.721                             | 4.418.721                             | 4.418.721                             | 833.339                               | 833.339                               | 833.339                               | erfolgreich                           |
| 15. Sep. 2013 — | Bayern | OR  | (3) Angelegenheiten der Europäischen Union                                                | kein Quorum                                                       | 65,45%                              | 11,91 %                               | 88,09 %                               | 84,13 %                               | 74,11 %                               | 46,80 %                               | 15,87 %                               | 13,98 %                               | 8,83 %                                | erfolgreich                           |
| 15. Sep. 2013 — | Bayern | OR  | (4) Schuldenbremse                                                                        | kein Quorum                                                       | 65,45%                              | 616.094                               | 5.345.969                             | 4.738.907                             | 4.738.907                             | 4.738.907                             | 607.062                               | 607.062                               | 607.062                               | erfolgreich                           |
| 15. Sep. 2013 — | Bayern | OR  | (4) Schuldenbremse                                                                        | kein Quorum                                                       | 65,45%                              | 10,33 %                               | 89,67 %                               | 88,64 %                               | 79,48 %                               | 50,19 %                               | 11,36 %                               | 10,18 %                               | 6,43 %                                | erfolgreich                           |
| 15. Sep. 2013 — | Bayern | OR  | (5) Angemessene Finanzausstattung der Gemeinden                                           | kein Quorum                                                       | 65,45%                              | 610.763                               | 5.351.300                             | 4.902.018                             | 4.902.018                             | 4.902.018                             | 449.282                               | 449.282                               | 449.282                               | erfolgreich                           |
| 15. Sep. 2013 — | Bayern | OR  | (5) Angemessene Finanzausstattung der Gemeinden                                           | kein Quorum                                                       | 65,45%                              | 10,24 %                               | 89,76 %                               | 91,60 %                               | 82,22 %                               | 51,92 %                               | 8,40 %                                | 7,54 %                                | 4,76 %                                | erfolgreich                           |
| 15. Sep. 2013 — | Die fünf Plebiszite wurde aufgrund von Änderungen der Bayerischen Verfassung durch das Landesparlament am 20. Juni 2013 notwendig. Die Stimmabgabe erfolgte für alle Angelegenheiten zusammen auf einem Stimmzettel, gleichwohl war es möglich, jeweils getrennt die Stimme „ungültig“ zu machen. Die ersten beiden Vorlagen sahen die Aufnahme „gleichwertiger Lebensverhältnisse und Arbeitsbedingungen“ sowie die „Förderung des ehrenamtlichen Einsatzes für das Gemeinwohl“ als Staatsziele in die Verfassung vor. Die dritte Vorlage sah eine Stärkung von Rechten des Landesparlaments gegenüber der Landesregierung im Umgang mit der EU vor. Die letzten beiden Vorlagen sahen die Aufnahme einer Schuldenbremse ab 2020 in die Landesverfassung sowie die ausdrückliche Verpflichtung des Landes zur angemessenen finanziellen Ausstattung von Gemeinden vor. Die Abstimmungen fanden zusammen mit der Landtagswahl statt. |     |                                                                                           |                                                                   |                                     |                                       |                                       |                                       |                                       |                                       |                                       |                                       |                                       |                                       |
| 22. Sep. 2013 — | Hamburg | IV  | Rekommunalisierung der Energienetze                                                       | angepasstes Zustimmungsquorum                                     | 888.300 (1.293.102)                 | 14.968                                | 873.332                               | 444.352                               | 444.352                               | 444.352                               | 428.980                               | 428.980                               | 428.980                               | erfolgreich                           |
| 22. Sep. 2013 — | Hamburg | IV  | Rekommunalisierung der Energienetze                                                       | angepasstes Zustimmungsquorum                                     | 68,70 %                             | 1,69 %                                | 98,31 %                               | 50,88 %                               | 50,02 %                               | 34,36 %                               | 49,12 %                               | 48,29 %                               | 33,17 %                               | erfolgreich                           |
| 22. Sep. 2013 — | Das auslösende Volksbegehren wurde vom Bündnis „Unser Hamburg – Unser Netz“, einem Zusammenschluss von Attac, dem BUND und weiteren etwa 30 Organisationen betrieben. Der Volksentscheid wurde zeitgleich mit der Bundestagswahl abgehalten und unterlag damit einem abgewandelten Zustimmungsquorum. |     |                                                                                           |                                                                   |                                     |                                       |                                       |                                       |                                       |                                       |                                       |                                       |                                       |                                       |
| 3. Nov. 2013 —  | Berlin | IV  | Rekommunalisierung der Berliner Energieversorgung                                         | 25 % Zustimmung                                                   | 722.109 (2.483.756)                 | 1408                                  | 720.701                               | 599.588                               | 599.588                               | 599.588                               | 121.113                               | 121.113                               | 121.113                               | unecht gescheitert                    |
| 3. Nov. 2013 —  | Berlin | IV  | Rekommunalisierung der Berliner Energieversorgung                                         | 25 % Zustimmung                                                   | 29,07 %                             | 0,19 %                                | 99,81 %                               | 83,20 %                               | 83,03 %                               | 24,14 %                               | 16,80 %                               | 16,77 %                               | 4,88 %                                | unecht gescheitert                    |
| 3. Nov. 2013 —  | Das auslösende Volksbegehren wurde vom Bündnis „Berliner Energietisch“ betrieben. Das Plebiszit war mit keiner Wahl zusammengelegt. |     |                                                                                           |                                                                   |                                     |                                       |                                       |                                       |                                       |                                       |                                       |                                       |                                       |                                       |
| 25. Mai 2014 —  | Berlin | IV  | Tempelhofer Feld                                                                          | 25 % Zustimmung                                                   | 1.149.145 (2.491.365)               | Vorlage aus dem Volksbegehren         | Vorlage aus dem Volksbegehren         | Vorlage aus dem Volksbegehren         | Vorlage aus dem Volksbegehren         | Vorlage aus dem Volksbegehren         | Vorlage aus dem Volksbegehren         | Vorlage aus dem Volksbegehren         | Vorlage aus dem Volksbegehren         | Vorlage aus dem Volksbegehren         |
| 25. Mai 2014 —  | Berlin | IV  | Tempelhofer Feld                                                                          | 25 % Zustimmung                                                   | 1.149.145 (2.491.365)               | 66.039                                | 1.083.106                             | 739.124                               | 739.124                               | 739.124                               | 343.982                               | 343.982                               | 343.982                               | erfolgreich                           |
| 25. Mai 2014 —  | Berlin | IV  | Tempelhofer Feld                                                                          | 25 % Zustimmung                                                   | 1.149.145 (2.491.365)               | 5,75 %                                | 94,25 %                               | 68,24 %                               | 64,32 %                               | 29,67 %                               | 31,76 %                               | 29,93 %                               | 13,81 %                               | erfolgreich                           |
| 25. Mai 2014 —  | Berlin | IV  | Tempelhofer Feld                                                                          | 25 % Zustimmung                                                   | 46,13 %                             | Gegenvorlage aus dem Abgeordnetenhaus | Gegenvorlage aus dem Abgeordnetenhaus | Gegenvorlage aus dem Abgeordnetenhaus | Gegenvorlage aus dem Abgeordnetenhaus | Gegenvorlage aus dem Abgeordnetenhaus | Gegenvorlage aus dem Abgeordnetenhaus | Gegenvorlage aus dem Abgeordnetenhaus | Gegenvorlage aus dem Abgeordnetenhaus | Gegenvorlage aus dem Abgeordnetenhaus |
| 25. Mai 2014 —  | Berlin | IV  | Tempelhofer Feld                                                                          | 25 % Zustimmung                                                   | 46,13 %                             | 92.465                                | 1.056.680                             | 468.094                               | 468.094                               | 468.094                               | 588.586                               | 588.586                               | 588.586                               | gescheitert                           |
| 25. Mai 2014 —  | Berlin | IV  | Tempelhofer Feld                                                                          | 25 % Zustimmung                                                   | 46,13 %                             | 8,05 %                                | 91,95 %                               | 44,30 %                               | 40,73 %                               | 18,79 %                               | 55,70 %                               | 51,22 %                               | 23,63 %                               | gescheitert                           |
| 25. Mai 2014 —  | Das Volksbegehren wurde von der „Bürgerinitiative 100 % Tempelhofer Feld“ betrieben und zeitgleich mit der Europawahl durchgeführt. Es war das erste Volksbegehren, bei dem das Berliner Abgeordnetenhaus von seinem Recht Gebrauch machte, einen Gegenvorschlag zur Abstimmung zu stellen. Beide Vorschläge konnten auf einem Stimmzettel sowohl getrennt voneinander mit „Ja“ und „Nein“ beantwortet, als auch getrennt ungültig gemacht werden. Das Plebiszit war mit keiner Wahl zusammengelegt. |     |                                                                                           |                                                                   |                                     |                                       |                                       |                                       |                                       |                                       |                                       |                                       |                                       |                                       |
| 6. Sep. 2015 —  | Mecklenburg-Vorpommern | IV  | Gegen die Gerichtsstrukturreform                                                          | 33,3 % Zustimmung                                                 | 316.554 (1.334.220)                 | 868                                   | 315.686                               | 262.672                               | 262.672                               | 262.672                               | 53.014                                | 53.014                                | 53.014                                | unecht gescheitert                    |
| 6. Sep. 2015 —  | Mecklenburg-Vorpommern | IV  | Gegen die Gerichtsstrukturreform                                                          | 33,3 % Zustimmung                                                 | 23,72 %                             | 0,27 %                                | 99,73 %                               | 83,21 %                               | 82,98 %                               | 19,69 %                               | 16,79 %                               | 16,75 %                               | 3,97 %                                | unecht gescheitert                    |
| 6. Sep. 2015 —  | Das Volksbegehren gegen die Gerichtsstrukturreform wurde vom Verein Pro Justiz und dem Richterbund Mecklenburg-Vorpommern betrieben. Das Plebiszit war mit keiner Wahl zusammengelegt. |     |                                                                                           |                                                                   |                                     |                                       |                                       |                                       |                                       |                                       |                                       |                                       |                                       |                                       |
| 29. Nov. 2015 — | Hamburg | PR  | Olympiabewerbung                                                                          | 20 % Zustimmung                                                   | 653.227 (1.300.418)                 | 1528                                  | 651.699                               | 315.181                               | 315.181                               | 315.181                               | 336.518                               | 336.518                               | 336.518                               | gescheitert                           |
| 29. Nov. 2015 — | Hamburg | PR  | Olympiabewerbung                                                                          | 20 % Zustimmung                                                   | 50,23 %                             | 0,23 %                                | 99,77 %                               | 48,36 %                               | 48,25 %                               | 24,24 %                               | 51,64 %                               | 51,52 %                               | 25,88 %                               | gescheitert                           |
| 29. Nov. 2015 — | Dem Plebiszit war im Juni 2015 eine Änderung der Landesverfassung vorausgegangen, um der Hamburgischen Bürgerschaft die Möglichkeit zu geben, dem Stimmvolk Vorlagen per Referendum zur verbindlichen Abstimmung vorzulegen. Das Plebiszit war mit keiner Wahl zusammengelegt. |     |                                                                                           |                                                                   |                                     |                                       |                                       |                                       |                                       |                                       |                                       |                                       |                                       |                                       |
| 24. Sep. 2017 — | Berlin | IV  | Weiterbetrieb des Flughafens Tegel                                                        | 25 % Zustimmung                                                   | 1.763.076 (2.482.264)               | 30.136                                | 1.732.940                             | 994.916                               | 994.916                               | 994.916                               | 738.024                               | 738.024                               | 738.024                               | erfolgreich                           |
| 24. Sep. 2017 — | Berlin | IV  | Weiterbetrieb des Flughafens Tegel                                                        | 25 % Zustimmung                                                   | 71,03 %                             | 1,71 %                                | 98,29 %                               | 57,41 %                               | 56,43 %                               | 40,08 %                               | 42,59 %                               | 41,86 %                               | 29,73 %                               | erfolgreich                           |
| 24. Sep. 2017 — | Das auslösende Volksbegehren für den Weiterbetrieb des Flughafens Tegel wurde vorrangig durch den Verein Pro Tegel e. V. und der FDP betrieben. Da dem Volksentscheid kein Gesetz zugrunde lag, war das Ergebnis unverbindlich. Der Senat von Berlin folgte der Empfehlung des Volksentscheides nicht und der Flughafen Tegel stellte im Jahr 2021 den Betrieb ein. Das Plebiszit wurde zeitgleich mit der Bundestagswahl durchgeführt. |     |                                                                                           |                                                                   |                                     |                                       |                                       |                                       |                                       |                                       |                                       |                                       |                                       |                                       |
| 24. Sep. 2017 — | Bremen | PR  | Verlängerung der Wahlperiode                                                              | 20 % Zustimmung                                                   | 336.028 (480.024)                   | 5138                                  | 330.890                               | 160.166                               | 160.166                               | 160.166                               | 170.724                               | 170.724                               | 170.724                               | gescheitert                           |
| 24. Sep. 2017 — | Bremen | PR  | Verlängerung der Wahlperiode                                                              | 20 % Zustimmung                                                   | 70,00 %                             | 1,53 %                                | 98,47 %                               | 48,40 %                               | 47,66 %                               | 33,37 %                               | 51,60 %                               | 50,81 %                               | 35,57 %                               | gescheitert                           |
| 24. Sep. 2017 — | Das Plebiszit wurde durch Beschluss der Bremischen Bürgerschaft vom 10. Mai 2017 angesetzt. Er wurde zeitgleich mit der Bundestagswahl durchgeführt, wobei die Teilnahme an der Abstimmung (im Gegensatz zur Wahl) bereits ab 16 Jahren möglich war. |     |                                                                                           |                                                                   |                                     |                                       |                                       |                                       |                                       |                                       |                                       |                                       |                                       |                                       |
| 28. Okt. 2018 — | Hessen | OR  | (1) Stärkung und Förderung der Gleichberechtigung von Frauen und Männern                  | kein Quorum                                                       | 2.938.760 (4.372.788)               | 127.013                               | 2.811.747                             | 2.491.905                             | 2.491.905                             | 2.491.905                             | 319.842                               | 319.842                               | 319.842                               | erfolgreich                           |
| 28. Okt. 2018 — | Hessen | OR  | (1) Stärkung und Förderung der Gleichberechtigung von Frauen und Männern                  | kein Quorum                                                       | 2.938.760 (4.372.788)               | 4,32 %                                | 95,68 %                               | 88,62 %                               | 84,79 %                               | 56,99 %                               | 11,38 %                               | 10,88 %                               | 7,31 %                                | erfolgreich                           |
| 28. Okt. 2018 — | Hessen | OR  | (2) Stärkung der Kinderrechte                                                             | kein Quorum                                                       | 2.938.760 (4.372.788)               | 139.653                               | 2.799.107                             | 2.495.276                             | 2.495.276                             | 2.495.276                             | 303.831                               | 303.831                               | 303.831                               | erfolgreich                           |
| 28. Okt. 2018 — | Hessen | OR  | (2) Stärkung der Kinderrechte                                                             | kein Quorum                                                       | 2.938.760 (4.372.788)               | 4,75 %                                | 95,25 %                               | 89,15 %                               | 84,91 %                               | 57,06 %                               | 10,85 %                               | 10,34 %                               | 6,95 %                                | erfolgreich                           |
| 28. Okt. 2018 — | Hessen | OR  | (3) Recht auf informationelle Selbstbestimmung und Schutz informationstechnischer Systeme | kein Quorum                                                       | 2.938.760 (4.372.788)               | 161.291                               | 2.777.469                             | 2.525.549                             | 2.525.549                             | 2.525.549                             | 251.920                               | 251.920                               | 251.920                               | erfolgreich                           |
| 28. Okt. 2018 — | Hessen | OR  | (3) Recht auf informationelle Selbstbestimmung und Schutz informationstechnischer Systeme | kein Quorum                                                       | 2.938.760 (4.372.788)               | 5,49 %                                | 94,51 %                               | 90,93 %                               | 85,94 %                               | 57,76 %                               | 9,07 %                                | 8,57 %                                | 5,76 %                                | erfolgreich                           |
| 28. Okt. 2018 — | Hessen | OR  | (4) Aufhebung der Regelungen zur Todesstrafe                                              | kein Quorum                                                       | 2.938.760 (4.372.788)               | 142.377                               | 2.796.383                             | 2.327.241                             | 2.327.241                             | 2.327.241                             | 469.142                               | 469.142                               | 469.142                               | erfolgreich                           |
| 28. Okt. 2018 — | Hessen | OR  | (4) Aufhebung der Regelungen zur Todesstrafe                                              | kein Quorum                                                       | 2.938.760 (4.372.788)               | 4,84 %                                | 95,16 %                               | 83,22 %                               | 79,19 %                               | 53,22 %                               | 16,78 %                               | 15,96 %                               | 10,73 %                               | erfolgreich                           |
| 28. Okt. 2018 — | Hessen | OR  | (5) Aufnahme eines Staatszielbegriffs                                                     | kein Quorum                                                       | 2.938.760 (4.372.788)               | 189.492                               | 2.749.268                             | 2.330.561                             | 2.330.561                             | 2.330.561                             | 418.707                               | 418.707                               | 418.707                               | erfolgreich                           |
| 28. Okt. 2018 — | Hessen | OR  | (5) Aufnahme eines Staatszielbegriffs                                                     | kein Quorum                                                       | 2.938.760 (4.372.788)               | 6,45 %                                | 93,55 %                               | 84,77 %                               | 79,30 %                               | 53,30 %                               | 15,23 %                               | 14,25 %                               | 9,58 %                                | erfolgreich                           |
| 28. Okt. 2018 — | Hessen | OR  | (6) Staatsziel zur stärkeren Berücksichtigung der Nachhaltigkeit                          | kein Quorum                                                       | 2.938.760 (4.372.788)               | 168.265                               | 2.770.495                             | 2.468.504                             | 2.468.504                             | 2.468.504                             | 301.991                               | 301.991                               | 301.991                               | erfolgreich                           |
| 28. Okt. 2018 — | Hessen | OR  | (6) Staatsziel zur stärkeren Berücksichtigung der Nachhaltigkeit                          | kein Quorum                                                       | 2.938.760 (4.372.788)               | 5,73 %                                | 94,27 %                               | 89,10 %                               | 84,00 %                               | 56,45 %                               | 10,90 %                               | 10,28 %                               | 6,91 %                                | erfolgreich                           |
| 28. Okt. 2018 — | Hessen | OR  | (7) Staatsziel zur Förderung der Infrastruktur                                            | kein Quorum                                                       | 2.938.760 (4.372.788)               | 163.405                               | 2.775.355                             | 2.497.222                             | 2.497.222                             | 2.497.222                             | 278.133                               | 278.133                               | 278.133                               | erfolgreich                           |
| 28. Okt. 2018 — | Hessen | OR  | (7) Staatsziel zur Förderung der Infrastruktur                                            | kein Quorum                                                       | 2.938.760 (4.372.788)               | 5,56 %                                | 94,44 %                               | 89,98 %                               | 84,98 %                               | 57,11 %                               | 10,02 %                               | 9,46 %                                | 6,36 %                                | erfolgreich                           |
| 28. Okt. 2018 — | Hessen | OR  | (8) Staatsziel zum Schutz und zur Förderung der Kultur                                    | kein Quorum                                                       | 2.938.760 (4.372.788)               | 164.231                               | 2.774.529                             | 2.432.173                             | 2.432.173                             | 2.432.173                             | 342.356                               | 342.356                               | 342.356                               | erfolgreich                           |
| 28. Okt. 2018 — | Hessen | OR  | (8) Staatsziel zum Schutz und zur Förderung der Kultur                                    | kein Quorum                                                       | 67,21 %                             | 5,59 %                                | 94,41 %                               | 87,66 %                               | 82,76 %                               | 55,62 %                               | 12,34 %                               | 11,65 %                               | 7,83 %                                | erfolgreich                           |
| 28. Okt. 2018 — | Hessen | OR  | (9) Staatsziel zum Schutz und zur Förderung des Ehrenamtes                                | kein Quorum                                                       | 67,21 %                             | 163.877                               | 2.774.883                             | 2.469.178                             | 2.469.178                             | 2.469.178                             | 305.705                               | 305.705                               | 305.705                               | erfolgreich                           |
| 28. Okt. 2018 — | Hessen | OR  | (9) Staatsziel zum Schutz und zur Förderung des Ehrenamtes                                | kein Quorum                                                       | 67,21 %                             | 5,58 %                                | 94,42 %                               | 88,98 %                               | 84,02 %                               | 56,47 %                               | 11,02 %                               | 10,40 %                               | 6,99 %                                | erfolgreich                           |
| 28. Okt. 2018 — | Hessen | OR  | (10) Staatsziel zum Schutz und zur Förderung des Sports                                   | kein Quorum                                                       | 67,21 %                             | 164.615                               | 2.774.145                             | 2.436.205                             | 2.436.205                             | 2.436.205                             | 337.940                               | 337.940                               | 337.940                               | erfolgreich                           |
| 28. Okt. 2018 — | Hessen | OR  | (10) Staatsziel zum Schutz und zur Förderung des Sports                                   | kein Quorum                                                       | 67,21 %                             | 5,60 %                                | 94,40 %                               | 87,82 %                               | 82,90 %                               | 55,71 %                               | 12,18 %                               | 11,50 %                               | 7,73 %                                | erfolgreich                           |
| 28. Okt. 2018 — | Hessen | OR  | (11) Bekenntnis zur Europäischen Integration                                              | kein Quorum                                                       | 67,21 %                             | 168.225                               | 2.770.535                             | 2.283.905                             | 2.283.905                             | 2.283.905                             | 486.630                               | 486.630                               | 486.630                               | erfolgreich                           |
| 28. Okt. 2018 — | Hessen | OR  | (11) Bekenntnis zur Europäischen Integration                                              | kein Quorum                                                       | 67,21 %                             | 5,72 %                                | 94,28 %                               | 82,44 %                               | 77,72 %                               | 52,23 %                               | 17,56 %                               | 16,56 %                               | 11,13 %                               | erfolgreich                           |
| 28. Okt. 2018 — | Hessen | OR  | (12) Herabsetzung des Wählbarkeitsalters                                                  | kein Quorum                                                       | 67,21 %                             | 157.267                               | 2.781.493                             | 1.954.056                             | 1.954.056                             | 1.954.056                             | 827.437                               | 827.437                               | 827.437                               | erfolgreich                           |
| 28. Okt. 2018 — | Hessen | OR  | (12) Herabsetzung des Wählbarkeitsalters                                                  | kein Quorum                                                       | 67,21 %                             | 5,35 %                                | 94,65 %                               | 70,25 %                               | 66,49 %                               | 44,69 %                               | 29,75 %                               | 28,16 %                               | 18,92 %                               | erfolgreich                           |
| 28. Okt. 2018 — | Hessen | OR  | (13) Elektronische Verkündung von Gesetzen                                                | kein Quorum                                                       | 67,21 %                             | 171.352                               | 2.767.408                             | 2.253.446                             | 2.253.446                             | 2.253.446                             | 513.962                               | 513.962                               | 513.962                               | erfolgreich                           |
| 28. Okt. 2018 — | Hessen | OR  | (13) Elektronische Verkündung von Gesetzen                                                | kein Quorum                                                       | 67,21 %                             | 5,83 %                                | 94,17 %                               | 81,43 %                               | 76,68 %                               | 51,53 %                               | 18,57 %                               | 17,49 %                               | 11,75 %                               | erfolgreich                           |
| 28. Okt. 2018 — | Hessen | OR  | (14) Stärkung der Volksgesetzgebung                                                       | kein Quorum                                                       | 67,21 %                             | 171.961                               | 2.766.799                             | 2.386.773                             | 2.386.773                             | 2.386.773                             | 380.026                               | 380.026                               | 380.026                               | erfolgreich                           |
| 28. Okt. 2018 — | Hessen | OR  | (14) Stärkung der Volksgesetzgebung                                                       | kein Quorum                                                       | 67,21 %                             | 5,85 %                                | 94,15 %                               | 86,26 %                               | 81,22 %                               | 54,58 %                               | 13,74 %                               | 12,93 %                               | 8,69 %                                | erfolgreich                           |
| 28. Okt. 2018 — | Hessen | OR  | (15) Stärkung der Unabhängigkeit des Rechnungshofs                                        | kein Quorum                                                       | 67,21 %                             | 174.908                               | 2.763.852                             | 2.439.940                             | 2.439.940                             | 2.439.940                             | 323.912                               | 323.912                               | 323.912                               | erfolgreich                           |
| 28. Okt. 2018 — | Hessen | OR  | (15) Stärkung der Unabhängigkeit des Rechnungshofs                                        | kein Quorum                                                       | 67,21 %                             | 5,95 %                                | 94,05 %                               | 88,28 %                               | 83,03 %                               | 55,80 %                               | 11,72 %                               | 11,02 %                               | 7,41 %                                | erfolgreich                           |
| 28. Okt. 2018 — | Die 15 Plebiszite wurden aufgrund einer umfangreichen Reform der Hessischen Verfassung durch das Landesparlament am 24. Mai 2018 notwendig. Ein Ungültigmachen der Stimme war für jede Angelegenheit gesondert möglich. Die Abstimmung fand zusammen mit der Hessischen Landtagswahl statt. Die ersten drei Vorlagen hatten eine Stärkung der Grundrechte zum Ziel. Mit der vierten Vorlage sollte die ohnehin durch Bundesrecht untersagte Todesstrafe aus der Verfassung getilgt werden. Die Vorlagen 5–11 dienten der Konkretisierung und Erweiterung der Staatsziele in der Landesverfassung. Die Vorlage 12 hatte die Senkung des passiven Wahlalters zum Inhalt – eine Verfassungsänderung die das Stimmvolk 1995 noch mehrheitlich abgelehnt hatte. Mit der Vorlage 13 sollte die elektronische Verkündung von Gesetzen ermöglicht werden. Die Vorlage 14 sah durch die Senkung der notwendigen Unterschriften für Volksbegehren bei gleichzeitiger Einführung eines 25 %–Zustimmungsquorums eine Anpassung der Volksgesetzgebung vor. Mit der letzten Vorlage sollte der Rechnungshof gestärkt werden. |     |                                                                                           |                                                                   |                                     |                                       |                                       |                                       |                                       |                                       |                                       |                                       |                                       |                                       |
| 26. Mai 2019 —  | Bremen | IV  | Keine Bebauung des Rennbahngeländes im Bremer Osten                                       | 20 % Zustimmung                                                   | 263.370 (420.382)                   | 5045                                  | 258.325                               | 144.491                               | 144.491                               | 144.491                               | 113.834                               | 113.834                               | 113.834                               | erfolgreich                           |
| 26. Mai 2019 —  | Bremen | IV  | Keine Bebauung des Rennbahngeländes im Bremer Osten                                       | 20 % Zustimmung                                                   | 62,65 %                             | 1,92 %                                | 98,08 %                               | 55,93 %                               | 54,86 %                               | 34,37 %                               | 44,07 %                               | 43,22 %                               | 27,08 %                               | erfolgreich                           |
| 26. Mai 2019 —  | Das Volksbegehren wurde von der Bürgerinitaitive Rennbahngelände Bremen betrieben. Das Plebiszit wurde zeitgleich mit den Wahlen zur Bremischen Bürgerschaft und den Wahlen zur Bremerhavener Stadtverordnetenversammlung durchgeführt. |     |                                                                                           |                                                                   |                                     |                                       |                                       |                                       |                                       |                                       |                                       |                                       |                                       |                                       |

### Seit 2020
Bislang (Stand: Februar 2024) wurden in den 2020er Jahren zwei Plebiszite in Deutschland abgehalten, beide in Berlin und beide aufgrund eines erfolgreichen Volksbegehrens.
| Datum — Belege  | Gebietskörperschaft | Typ | Angelegenheit                                                      | Quorum — Ergebnis | Stimmverteilung       | Stimmverteilung | Stimmverteilung | Stimmverteilung | Stimmverteilung | Stimmverteilung | Stimmverteilung |
| --------------- | --- | --- | ------------------------------------------------------------------ | ----------------- | --------------------- | --------------- | --------------- | --------------- | --------------- | --------------- | --------------- |
| 26. Sep. 2021 — | Berlin | IV  | Vergesellschaftung der Wohnungsbestände großer Wohnungsunternehmen | 25 % Zustimmung — | Stimmberechtigte (A)  | 2.447.600       | 2.447.600       | 2.447.600       | 2.447.600       | 2.447.600       | 2.447.600       |
| 26. Sep. 2021 — | Berlin | IV  | Vergesellschaftung der Wohnungsbestände großer Wohnungsunternehmen | 25 % Zustimmung — | abgegebeneStimmen (B) | 1.798.308       | 1.798.308       | 1.798.308       | 73,47 % (von A) | 73,47 % (von A) | 73,47 % (von A) |
| 26. Sep. 2021 — | Berlin | IV  | Vergesellschaftung der Wohnungsbestände großer Wohnungsunternehmen | 25 % Zustimmung — | gültigeStimmen (C)    | 1.751.648       | 1.751.648       | 1.751.648       | 97,41 % (von B) | 97,41 % (von B) | 97,41 % (von B) |
| 26. Sep. 2021 — | Berlin | IV  | Vergesellschaftung der Wohnungsbestände großer Wohnungsunternehmen | 25 % Zustimmung — | ungültigeStimmen      | 46.660          | 46.660          | 46.660          | 2,59 % (von B)  | 2,59 % (von B)  | 2,59 % (von B)  |
| 26. Sep. 2021 — | Berlin | IV  | Vergesellschaftung der Wohnungsbestände großer Wohnungsunternehmen | 25 % Zustimmung — | Ja                    | 1.035.950       | 1.035.950       | 1.035.950       | 1.035.950       | 1.035.950       | 1.035.950       |
| 26. Sep. 2021 — | Berlin | IV  | Vergesellschaftung der Wohnungsbestände großer Wohnungsunternehmen | 25 % Zustimmung — | Ja                    | 42,33 % (von A) | 42,33 % (von A) | 57,61 % (von B) | 57,61 % (von B) | 59,14 % (von C) | 59,14 % (von C) |
| 26. Sep. 2021 — | Berlin | IV  | Vergesellschaftung der Wohnungsbestände großer Wohnungsunternehmen | 25 % Zustimmung — | Nein                  | 715.698         | 715.698         | 715.698         | 715.698         | 715.698         | 715.698         |
| 26. Sep. 2021 — | Berlin | IV  | Vergesellschaftung der Wohnungsbestände großer Wohnungsunternehmen | 25 % Zustimmung — | Nein                  | 29,24 % (von A) | 29,24 % (von A) | 39,80 % (von B) | 39,80 % (von B) | 40,86 % (von C) | 40,86 % (von C) |
| 26. Sep. 2021 — | Das Plebiszit wurde aufgrund eines erfolgreichen Volksbegehrens des Bündnisses „Deutsche Wohnen & Co. enteignen“ durchgeführt. Es wurde zusammen mit der Bundestags- und Abgeordnetenhauswahl 2021 durchgeführt. Aufgrund zahlreicher organisatorischer Pannen wurde für beide Wahlen später eine (Teil-)Wiederholung angeordnet, aufgrund der sehr deutlichen Stimmenmehrheit für die Vorlage aus dem Volksbegehren, war der Volksentscheid hiervon jedoch nicht betroffen. |     |                                                                    |                   |                       |                 |                 |                 |                 |                 |                 |
| 26. März 2023 — | Berlin | IV  | „Berlin 2030 klimaneutral“                                         | 25 % Zustimmung — | Stimmberechtigte (A)  | 2.430.073       | 2.430.073       | 2.430.073       | 2.430.073       | 2.430.073       | 2.430.073       |
| 26. März 2023 — | Berlin | IV  | „Berlin 2030 klimaneutral“                                         | 25 % Zustimmung — | abgegebeneStimmen (B) | 868.570         | 868.570         | 868.570         | 35,74 % (von A) | 35,74 % (von A) | 35,74 % (von A) |
| 26. März 2023 — | Berlin | IV  | „Berlin 2030 klimaneutral“                                         | 25 % Zustimmung — | gültigeStimmen (C)    | 865.622         | 865.622         | 865.622         | 99,66 % (von B) | 99,66 % (von B) | 99,66 % (von B) |
| 26. März 2023 — | Berlin | IV  | „Berlin 2030 klimaneutral“                                         | 25 % Zustimmung — | ungültigeStimmen      | 2.948           | 2.948           | 2.948           | 0,34 % (von B)  | 0,34 % (von B)  | 0,34 % (von B)  |
| 26. März 2023 — | Berlin | IV  | „Berlin 2030 klimaneutral“                                         | 25 % Zustimmung — | Ja                    | 442.028         | 442.028         | 442.028         | 442.028         | 442.028         | 442.028         |
| 26. März 2023 — | Berlin | IV  | „Berlin 2030 klimaneutral“                                         | 25 % Zustimmung — | Ja                    | 18,19 % (von A) | 18,19 % (von A) | 50,89 % (von B) | 50,89 % (von B) | 51,06 % (von C) | 51,06 % (von C) |
| 26. März 2023 — | Berlin | IV  | „Berlin 2030 klimaneutral“                                         | 25 % Zustimmung — | Nein                  | 423.594         | 423.594         | 423.594         | 423.594         | 423.594         | 423.594         |
| 26. März 2023 — | Berlin | IV  | „Berlin 2030 klimaneutral“                                         | 25 % Zustimmung — | Nein                  | 17,43 % (von A) | 17,43 % (von A) | 48,77 % (von B) | 48,77 % (von B) | 48,94 % (von C) | 48,94 % (von C) |
| 26. März 2023 — | Das Plebiszit wurde durch ein erfolgreiches Volksbegehren eines breiten Bündnisses von zivilgesellschaftlichen Initiativen sowie Parteien ausgelöst. Gleichwohl am 12. Februar 2023 die Wiederholungswahl zum Abgeordnetenhaus stattfand, verzichtete die Senatsverwaltung für Inneres und Sport auf eine Zusammenlegung von Wahl und Abstimmung und bestimmte einen gesonderten Termin.                                                                                     |     |                                                                    |                   |                       |                 |                 |                 |                 |                 |                 |

### Weimarer Republik
1. ↑  Franz Götz el al.: 900 Jahre Büsingen. Eine deutsche Gemeinde in der Schweiz. Büsingen 1990, DNB 942194357, S. 81.
2. ↑  Die Redaktion: Aus Stadt und Land. Los vom alten Vaterland. In: Freie Stimme. Band 54, Nr. 282. Freie Stimme, Radolfzell 6. Dezember 1918, S. 2 (digishelf.de).
3. ↑  Das Ergebnis der Volksabstimmung. In: Karlsruher Tagblatt. Nr. 106, 16. April 1919, ZDB-ID 341287-8, S. 3 (blb-karlsruhe.de [PDF]).
4. ↑  Hermann Quarck (Der Beauftragte des Staatsministeriums): Amtliche Feststellung des Ergebnisses der Volksbefragung. In: Coburger Regierungsblatt. Band 1919, Nr. 100, 6. Dezember 1919, ZDB-ID 562386-8, S. 741 (digitale-sammlungen.de).
5. ↑  Die Durchführung der Volksbefragung ist in der Akte Staatsministerium, Lokat Z, Nr. 32 beim Staatsarchiv Coburg festgehalten.
6. ↑  Die Auftrennung des Herzogtums Sachsen-Coburg und Gotha war 1919 gütlich durch einen Staatsvertrag zwischen beiden Landesteilen geregelt worden, der in der Gründung des Freistaats Gotha und des Freistaats Coburg mündete. Vom Deutschen Reich wurde Coburg jedoch nicht als Gliedstaat anerkannt, sondern weiterhin als Teil des Freistaats Gotha betrachtet. Durch die Gründung Thüringens und den Beitritt Coburgs zu Bayern im Jahr 1920, erübrigte sich der Streit um die Rolle Coburgs letztlich.
7. ↑  Karl Alnor: Die Ergebnisse der Volksabstimmungen vom 10. Februar und 14. März 1920 in der 1. und 2. schleswigschen Zone (= Heimatschriften des Schleswig-Holsteiner-Bundes. Band 15). Verlag des Schleswig-Holsteiner-Bundes, Flensburg (Lutherhaus) 1925, DNB 578738325.
8. ↑  Zur „Zone I“ gehörten die Kreise Hadersleben (Haderslev), Apenrade (Aabenraa), Sonderburg (Sønderborg) sowie der nördliche Teil der Kreise Tondern (Tønder) und Flensburg (Flensborg).
9. ↑  Zur „Zone II“ gehörten die südliche Teile der Kreise Tondern (Tønder) und Flensburg (Flensborg), der nördliche Teil des Kreises Husum und die Stadt Flensburg.
10. ↑  Amtliches Ergebnis der Ermittlung der Volksabstimmung. In: Der Deutsche. 107. Jahrgang, Nr. 103, 4. Mai 1920, S. 2 (uni-jena.de [abgerufen am 22. Dezember 2023]).
11. ↑  Nakladem Glównego Urzędu Statystytczengo (Hrsg.): Rocznik statystyki Rzeczypospolitej Polskiej. Annuaire statistique de la République Polonaise. 1 1920/22 Teil II. Warschau 1923, S. 358 (polnisch, französisch, Online [PDF; 624 kB; abgerufen am 22. Dezember 2013]).
12. ↑  Rohan Butler, J. P. T. Bury, M. E. Lambert (Hrsg.): Enclosure in No. 634. General Report on the Allenstein Plebiscite Vote (= Documents on British Foreign Policy. 1919–1939. First Series, Nr. X). Her Majesty's Stationery Office, 1960, ZDB-ID 803796-6 (englisch).
13. ↑  Paul Hoffmann: Die Volksabstimmung in Westpreußen am 11. Juli 1920. Vergleichende Darstellung der Abstimmungsergebnisse aufgrund des amtlichen Materials nebst einer Karte des Abstimmungsgebietes. Hrsg.: Kontrollkommission Marienwerder. Sauer, Danzig 1920 (Im Auftrage des Deutschen Ausschusses für Westpreußen).
14. ↑  Zum Abstimmungsgebiet gehörten die Kreise Lyck (Ełk), Johannisburg (Jańsbork), Lötzen (Lec), Neidenburg (Nibork), Oletzko (Olecko), Allenstein (Olsztyn), Osterode (Ostróda), Rößel (Reszel), Ortelsburg (Szczytno) und Sensburg (Ządźbork) sowie die Stadt Allenstein (Olsztyn). In Deutschland war die Bezeichnung „Abstimmungsgebiet Allenstein“ üblich, auf polnisch Okrąg warmińsko-mazurskie (deutsch Kreis Ermland-Masuren), bei der Interalliierten Kommission auf französisch District d'Allenstein (deutsch Bezirk Allenstein).
15. ↑  Die genauen Ergebnisse der Abstimmung sind unklar. In der Tabelle sind die lückenhaften Angaben aus dem Statistischen Jahrbuch der Polnischen Republik (polnisch Rocznik statystyki Rzeczypospolitej Polskiej) von 1923 wiedergegeben. In den Berichten der britischen Mitglieder der Interalliierten Kommission an ihre Regierung finden sich leicht abweichende Angaben zum Abstimmungsgebiet in Ostpreußen: 379.921 Abstimmende, bei 363.209 Stimmen für den Verbleib bei Deutschland und 7980 Stimmen für einen Anschluss an Polen. Weiterhin sind 526 ungültige Stimmen angegeben. Die in der britischen Quelle gemachten Angaben sind jedoch in sich widersprüchlich.
16. ↑  Zum Abstimmungsgebiet gehörten die Kreise Marienwerder (Kwidzyn), Marienburg (Malbork), Rosenberg (Susz) und Stuhm (Sztum). In Deutschland war die Bezeichnung „Abstimmungsgebiet Marienwerder“ üblich, im polnisch Okrąg kwidzyński (deutsch Kreis Marienwerder), bei der Interalliierten Kommission auf französisch District de Marienverder (deutsch Bezirk Marienwerder).
17. ↑  Die genauen Ergebnisse der Abstimmung sind unklar. In der Tabelle sind die lückenhaften Angaben aus dem Statistischen Jahrbuch der Polnischen Republik (polnisch Rocznik statystyki Rzeczypospolitej Polskiej) von 1923 wiedergegeben. In der Veröffentlichung der Ergebnisse der deutschen „Kontrollkommission Marienwerder“ von August 1920 finden sich leicht abweichende Angaben: 105.004 Abstimmende, bei 96.894 für einen Verbleib bei Deutschland und ebenfalls 7947 für einen Anschluss an Polen. Daraus ergibt sich indirekt eine Zahl von 163 ungültigen Stimmen. Die Zahl der Stimmberechtigten ist in beiden Quellen nicht verzeichnet und war angesichts der objektiven Umstände wohl auch kaum ermittelbar.
18. ↑  Statistisches Landesamt Bremen (Hrsg.): Statistisches Jahrbuch der Freien Hansestadt Bremen. Bremen 1929, DNB 012851159, S. 367.
19. ↑  Walter & Carl Eduard Schünemann (Hrsg.): Ergebnis des Volksentscheids (= Bremer Nachrichten. 179. Jahrgang, 9, Zweites Blatt). Bremen 10. Januar 1921, DNB 42299-X.
20. ↑  Die genauen Ergebnisse der Abstimmung sind unklar. In der Tabelle sind die lückenhaften Angaben aus dem „Statistischen Jahrbuch der Freien Hansestadt Bremen“ von 1929 wiedergegeben. Die am Tag nach der Abstimmung erschienene Ausgabe der Bremer Nachrichten miz den (vorläufigen) Ergebnissen macht umfangreichere, jedoch leicht abweichende Angaben: 210.055 Stimmberechtigte, 175.732 Abstimmende, 567 ungültigen Stimmen, bei 74.919 Ja- und 100.249 Nein-Stimmen.
21. ↑  Council entrusted with the preliminary enquiry into the question of Upper Silesia: Upper Silesia, correspondence and results of the Plebiscite. Notes given to Council. Hrsg.: League of Nations. ohne Ort 1921, S. 3–23 (englisch, französisch, ungeneva.org).
22. ↑  Ergebnis der oberschlesischen Volksabstimmung im Kreise Namslau. In: Namslauer Stadtblatt. Amtlicher Anzeiger für die städtischen Behörden. 49. Jahrgang, Nr. 23, 23. März 2021, ZDB-ID 357121-X, S. 1 (bibliotekacyfrowa.pl).
23. ↑  Die entsprechende Völkerbundakte nennt auf Seite 5 nur einen ungefähren Wert (englisch There were about 3800 blank or void ballots. ‚Es gab etwa 3800 leere oder ungültige Stimmzettel.‘), wobei sich die genaue Zahl aus den ebenda genannten Angaben für die abgegebenen und gewerteten Stimmen erschließen lässt.
24. ↑  Endgültiges Ergebnis der Abstimmung in Oberschlesien (= Deutscher Reichsanzeiger und Preußischer Staatsanzeiger. Band 222). 3. Oktober 1922, ZDB-ID 208150-7, S. 1 (uni-mannheim.de).
25. ↑  vergleiche Schmidt-Rösler
26. ↑  Der Volksentscheid am 6. Januar 1924. Das Abstimmungsergebnis. In: Lübeckische Blätter. Band 66, Nr. 3. Rahtgens, Lübeck 1924, S. 28 (luebeck.de).
27. ↑  Bayerisches Statistisches Landesamt (Hrsg.): Tabelle VIII. Volksentscheidung (= Zeitschrift des Bayerischen Statistischen Landesamts. 56. Jahrgang, No 1 u. 2). J. Lindauersche Universitäts-Buchhandlung (Schöpping), München 1924, S. 291–293 (verantwortlicher Herausgeber Präsident Dr. Friedrich Zahn).
28. ↑  Statistisches Reichsamt (Hrsg.): Volksbegehren und Volksentscheid „Enteignung der Fürstenvermögen“. Anhang: Die Vorabstimmung in Hannover am 18. Mai 1924 (= Statistik des Deutschen Reichs. Band 332). Verlag von Reimar Hobbing, 1926, ZDB-ID 209729-1, S. 33–38.
29. ↑  Die Amtlichen Endergebnisse sind im Niedersächsisches Landesarchiv (Abteilung Bückeburg) in der Akte L 4 Nr. 738 als Digitalisat erhalten, die Abstimmungsergebnisse finden sich auf Seite 202.
30. ↑  Die Amtlichen Endergebnisse sind im Niedersächsisches Landesarchiv (Abteilung Bückeburg) in der Akte L 4 Nr. 648 (S. 2–3) als Digitalisat erhalten.
31. ↑  Volksabstimmung über die Auflösung des Hessischen Landtags, 5. Dezember 1926. Zeitgeschichte in Hessen. (Stand: 3. Juni 2012). In: Landesgeschichtliches Informationssystem Hessen (LAGIS).
32. ↑  Volksbegehren und Volksentscheid „Enteignung der Fürstenvermögen“ (= Statistisches Reichsamt [Hrsg.]: Statistisches Jahrbuch für das Deutsche Reich. Fünfundvierzigster Jahrgang 1926). Verlag von Reimar Hobbing, 1926, ISSN 1863-3587, XIX. Wahlen und Abstimmungen, S. 452–453 (digizeitschriften.de).
33. ↑  Ergebnis des Volksentscheids am 2. d. Mts (= Staatsanzeiger für das Land Lippe. Nr. 97). Böger, 12. Dezember 1928, ZDB-ID 704650-9, S. 578 (llb-detmold.de).
34. ↑  Zweiter Volksentscheid am 22. Dezember 1929. Volksbegehren und Volksentscheid über den Entwurf eines „Gesetzes gegen die Versklavung des Deutschen Volkses“ (= Statistisches Reichsamt [Hrsg.]: Statistisches Jahrbuch für das Deutsche Reich. Neunundvierzigster Jahrgang 1930). Hobbing, 1930, ISSN 1863-3587, S. 566–567 (digizeitschriften.de).
35. ↑  Veröffentlichung des Ergebnisses des Volksentscheides (= Staatsanzeiger für das Land Lippe. Nr. 38). Böger, 13. Mai 1931, ZDB-ID 704650-9, S. 177.
36. ↑  Volksbegehren und Volksentscheid „Landtagsauflösung“ (= Preußisches Statistisches Landesamt [Hrsg.]: Statistisches Jahrbuch für den Freistaat Preußen. Band 29). Verlag des Preußischen Statistischen Landesamtes, 1933, ZDB-ID 217979-9, S. 216–217.
37. ↑  Volksentscheid „Landtagsauflösung“. In: Braunschweigische Staatszeitung. Nr. 276, 25. November 1931, ZDB-ID 1107626-4.
38. ↑  Streit; Gäbler; Fleming et al. (Mitglieder des Sächsischen Oberverwaltungsgerichts): Wahlprüfungsbericht. In: Akten des 6. Landtag 1930–1933 des Freistaats Sachsen. Nr. 2944, August 1932, ZDB-ID 562386-8, S. 42 (sachsen.de – S. 90 des Digitalisats).
39. ↑  Das Ergebnis des Plebiszits ist festgehalten in der „Niederschrift über die Verhandlung des Wahlausschusses“ vom 22. April 1932. Das Staatsministerium des Freistaats Oldenburg setzte den Landtag noch am gleichen Tag mit Schreiben II/3620 über seine Auflösung in Kenntnis. Die Neuwahlen wurden für den 29. Mai 1932 angesetzt. Beide Schriftstücke sind in der Akte Landtag Oldenburg, Best. 39 Nr. 20759 des Niedersächsischen Landesarchivs, Abteilung Oldenburg festgehalten.

### Zeit des Nationalsozialismus
1. ↑  Reichstags-Handbuch. IX. Wahlperiode, 1933 (= Büro des Reichstags [Hrsg.]: Reichstags-Handbuch. Band 2). Reichsdruckerei, Berlin 1934, DNB 129853965X, S. 106 ff. (digitale-sammlungen.de).
2. ↑  Die Volksabstimmung über das Staatsoberhaupt des Deutschen Reichs am 19. August 1934 (= Statistisches Reichsamt [Hrsg.]: Statistisches Jahrbuch für das Deutsche Reich. Dreiundfünfzigster Jahrgang 1934). Hobbing, 1935, ISSN 1863-3587, S. 551 (digizeitschriften.de).
3. ↑  Secretary General of the League of Nations: Saar Territory. Result of the Plebiscite. Genf 15. Januar 1935, S. 65–88 (englisch, ungeneva.org).
4. ↑  Die Zahl der ungültigen Stimmen setzt sich zusammen aus 905 als "ungültig" erfassten Stimmzetteln, 1292 leeren Stimmzetteln sowie 52 in die Wahlurnen eingeworfenen leeren Umschlägen. Ungültige und leere Stimmzettel sind im amtlichen Endergebnis ausdrücklich ausgewiesen. Die Zahl der leeren Umschläge ergibt sich mittelbar aus der Differenz der addierten gültigen und ungültigen Stimmen zur Zahl der abgegebenen Stimmen; ein entsprechender textlicher Hinweis auf leere Umschläge findet sich in einer begleitenden Note des Generalsekretärs des Völkerbundes (S. 80).
5. ↑  Volksabstimmung und Wahl zum Großdeutschen Reichstag am 10. April 1938 (= Statistisches Reichsamt [Hrsg.]: Statistisches Jahrbuch für das Deutsche Reich. Neunundfünfzigster Jahrgang 1941/42). Schmidt, 1942, ISSN 1863-3587, S. 658 (digizeitschriften.de).

### Nachkriegszeit
1. ↑  Staatliche Zentralverwaltung für Statistik (Hrsg.): Statistisches Jahrbuch der Deutschen Demokratischen Republik 1955. Erster Jahrgang (= Statistisches Jahrbuch der Deutschen Demokratischen Republik). VEB Deutscher Zentralverlag, 1956, ZDB-ID 2242301-1, S. 87.
2. ↑  Die amtliche Statistik nennt nur die Anzahl der Stimmberechtigten, alle weiteren dort gemachten Angaben sind ausschließlich als Prozentanteile verzeichnet. Alle hier mit "ca." versehenen Angaben sind von der amtlichen Statistik abgeleitete Schätzwerte.
3. ↑  Statistische Landesämter von Stuttgart und Karlsruhe (Hrsg.): Die Wahlen des Jahres 1946 in Württemberg-Baden. Systematische Darstellung der amtlichen Ergebnisse der Wahlen zu den Gemeinde-, Kreis- und Landesvertretungen und der Volksabstimmung über die Verfassung mit textlichen und graphischen Erläuterungen. C.F.Müller, Karlsruhe 1947, DNB 455345996, S. 101–103.
4. ↑  Statistisches Jahrbuch für Bayern 1947. In: Bayerisches Statistisches Landesamt (Hrsg.): Statistisches Jahrbuch für Bayern. Dreiundzwanzigster Jahrgang, 1948, ZDB-ID 3100916-5, S. 326–335 (statistischebibliothek.de [PDF]).
5. ↑  Insgesamt 278.021 prinzipiell Wahlberechtigte wurden von der Ausübung des Wahlrechts aus politischen Gründen ausgeschlossen.
6. ↑  Hessisches Statistisches Landesamt (Hrsg.): Statistisches Handbuch für Hessen. Bollwerk Verlag, 1948, ZDB-ID 715824-5, S. 264.
7. ↑  Die Wahlen 1946/47 in Baden. In: Statistisches Landesamt Baden (Hrsg.): Statistische Mitteilungen für Baden. Freiburg i.Br. 1947, S. Tabl. V.
8. ↑  Statistisches Landesamt Rheinland-Pfalz (Hrsg.): Die Wahlen und Volksabstimmungen in Rheinland-Pfalz in den Jahren 1946/1947. Bad Ems 1947, DNB 577591576, S. 44–47.
9. ↑  Statistisches Landesamt Württemberg-Hohenzollern (Hrsg.): Landtagswahl und Volksabstimmung über die Verfassung vom 18. Mai 1947 in Württemberg-Hohenzollern (= Württemberg-Hohenzollern in Zahlen. Band 2, Nr. 1-6). 1947, ZDB-ID 281729-9, S. 209–213.
10. ↑  Die Zahl der Wahlberechtigten wird nur auf die Hunderter-Stelle gerundet angegeben, wobei sich dadurch keine Auswirkungen auf die nachfolgenden Prozentangaben ergeben (vgl. Landtagswahl und Volksabstimmung über die Verfassung vom 18. Mai 1947 in Württemberg-Hohenzollern, S. 209)
11. ↑  Bremisches Wahlamt (Hrsg.): Ergebnisse der Volksentscheide über die Verfassung und über das Mitbestimmungsrecht der Betriebsräte (Artikel 47, Absatz 2 der Verfassung) am 12. Oktober 1947. Bremen 1947 (https://gateway-bayern.de/BV042907128).

### Deutsche Demokratische Republik
1. ↑  Staatliche Zentralverwaltung für Statistik (Hrsg.): Volksbefragung vom 3. bis 6. Juni 1951 gegen die Remilitarisierung Deutschlands und für den Abschluß eines Friedensvertrages für Deutschland (= Statistisches Jahrbuch der Deutschen Demokratischen Republik. Erster Jahrgang). VEB Deutscher Zentralverlag, 1956, ZDB-ID 2242301-1, S. 88 (statistischebibliothek.de).
2. ↑  Staatliche Zentralverwaltung für Statistik (Hrsg.): Volksbefragung vom 27. bis 29. Juni 1954 für Friedensvertrag und Abzug der Besatzungstruppen oder für EVG, Generalvertrag und Belassung der Besatzungstruppen auf 50 Jahre (= Statistisches Jahrbuch der Deutschen Demokratischen Republik. Erster Jahrgang). VEB Deutscher Zentralverlag, 1956, ZDB-ID 2242301-1, S. 89 (statistischebibliothek.de).
3. ↑  Dr. Heinrich Homann: Bericht der Zentralen Abstimmungskommission. In: Neues Deutschland. Organ des Zentralkomitees der Sozialistischen Einheitspartei Deutschlands. 23. Jahrgang, Nr. 100, 9. April 1968, ISSN 0323-3375, S. 1–2 (dfg-viewer.de – Berliner Ausgabe).

### Bundesrepublik Deutschland (bis 1990)
1. ↑  Statistisches Jahrbuch Nordrhein-Westfalen. 2. Jahrgang 1950/1951. In: Statistisches Landesamt Nordrhein-Westfalen (Hrsg.): Statistisches Jahrbuch Nordrhein-Westfalen. 1951, ZDB-ID 2529958-X, S. 332–333 (statistischebibliothek.de).
2. ↑  Die Volksabstimmung am 9. Juli 1950 in Hessen. In: Hessisches Statistisches Landesamt (Hrsg.): Staat und Wirtschaft in Hessen (= Statistische Mitteilungen. 5. Jahrgang, Nr. 4). Bollwerk-Verlag, 1. August 1950, ZDB-ID 204733-0, S. 102–106.
3. ↑  Insgesamt 4597 prinzipiell Wahlberechtigte wurden von der Ausübung des Wahlrechts aus politischen Gründen ausgeschlossen.
4. ↑  Statistische Landesämter in Stuttgart und Karlsruhe (Hrsg.): Die Volksbefragung am 24. September 1950 über die Neugliederung des Südwestraums (= Statistische Monatshefte Württemberg-Baden. 4. Jahrgang, Nr. 11). J. Fink, November 1950, ISSN 0721-1813, S. 360.
5. ↑  Badische Staatskanzlei (Hrsg.): Bekanntmachung über das Ergebnis des Volksentscheids am 18. November 1951 über das Landesgesetz zur Änderung der Verfassung des Landes Baden (Verlängerung der Landtagswahlperiode) vom 22. November 1951 (= Badisches Gesetz- und Verordnungsblatt. 6. Jahrgang, Nr. 29). 1951, ZDB-ID 2684921-5, S. 185 (blb-karlsruhe.de).
6. ↑  Die ausführlichen Ergebnisse der Volksabstimmung wurden nicht veröffentlicht, die Zahl der Stimmberechtigten ist auf Basis der nur wenige Wochen später stattfindenden Volksabstimmung zur gründung des Südweststaats geschätzt.
7. ↑  Die Ergebnisse des Plebiszits zur Verfassungsänderung sind im Bestand „Wü 2T 1“, Akte 1307 des Landesarchivs Baden-Württemberg, Staatsarchiv Sigmaringen festgehalten.
8. ↑  Statistisches Landesamt Baden-Württemberg (Hrsg.): Statistisches Handbuch Baden-Württemberg (= Statistisches Handbuch. 1. Ausgabe). G. Braun (vorm. G. Braunsche Hofbuchdruckerei und Verlag) G.m.b.H., 1955, ZDB-ID 211885-3, S. 457–458 (blb-karlsruhe.de).
9. ↑  Amtsblatt des Saarlandes (= Ministerpräsidium der Regierung des Saarlandes [Hrsg.]: Amtsblatt des Saarlandes. Nr. 133). Saarbrücken 4. November 1955, OCLC 315832653, S. 1560 (uni-saarland.de [PDF]).
10. ↑  In Französischen wurde das Plebiszit durchgehend als Consultation populaire bezeichnet, während im Deutschen teils von einer Volksbefragung, teils von einer Volksabstimmung gesprochen wurde. Festzuhalten ist, dass die Abstimmung keine formale Bindungswirkung hatte.
11. ↑  Volksentscheid am 7. Juli 1968. Endgültiges Ergebnis (= Der Landeswahlleiter des Freistaates Bayern [Hrsg.]: Statistischer Bericht. B III 4 2/68). o. O. 19. Juli 1968.
12. ↑  Die Volksabstimmung über die Herabsetzung des Wahlalters am 8. März 1970 in Hessen. In: Hessisches Statistisches Landesamt (Hrsg.): Staat und Wirtschaft in Hessen (= Statistische Mitteilungen. Band 25). Bollwerk-Verlag, 1970, ZDB-ID 204733-0, S. 93–96.
13. ↑  Volksentscheid am 24. Mai 1970. Endgültiges Ergebnis (= Der Landeswahlleiter des Freistaates Bayern [Hrsg.]: Statistischer Bericht. B III 4 2/70). o. O. 5. Juni 1970.
14. ↑  Vorläufiges Ergebnis des Volksentscheids am 7.7.1970 in Baden (= Staatsanzeiger für Baden-Württemberg GmbH im Auftrag der Landesregierung [Hrsg.]: Staatsanzeiger für Baden-Württemberg. 19. Jahrgang, Nr. 45). 10. Juni 1970, ZDB-ID 125812-6 (Beleg führt die vorläufigen Ergebnisse auf, der Tabelleneintrag enthält die endgültigen Ergebnisse!).
15. ↑  Volksabstimmung über die Auflösung des Landtags von Baden-Württemberg am 19. September 1971 (= Statistisches Landesamt Baden-Württemberg [Hrsg.]: Statistik von Baden-Württemberg (B VII 4). Nr. 182). 1971, ZDB-ID 3143206-2, S. 9–10 (statistischebibliothek.de [PDF]).
16. ↑  Der Landeswahlleiter des Freistaates Bayern (Hrsg.): Volksentscheid über das Dritte und Vierte Gesetz zur Änderung der Verfassung des Freistaates Bayern am 1. Juli 1973. Endgültiges Ergebnis. 12. Juli 1973, ZDB-ID 584098-3, S. 1.
17. ↑  Statistisches Landesamt Rheinland-Pfalz (Hrsg.): Die Volksentscheide in Rheinland-Pfalz am 19. Januar 1975 (= Statistik von Rheinland-Pfalz. Band 276). 1975, ZDB-ID 164241-8.
18. ↑  Der Bundesminister des Innern Maihofer: Bekanntmachung der Gesamtergebnisse der am 19. Januar 1975 in Gebietsteilen der Länder Rheinland-Pfalz und Niedersachsen gemäß Artikel 29 Abs. 3 des Grundgesetzes durchgeführten Volksentscheide. Vom 12. Februar 1975. In: Bundesministerium der Justiz (Hrsg.): Bundesanzeiger. Band 27, Nr. 34, 19. Februar 1975, ZDB-ID 220836-2, S. 1–2.
19. ↑  Folgende Städte und Kreise gehörten zum Abstimmungsgebiet: Koblenz-Stadt, Trier-Stadt, Ahrweiler, Altenkirchen, Bad Kreuznach, Bernkastel-Wittlich, Birkenfeld, Bitburg-Prüm, Cochem-Zell, Daun, Mayen-Koblenz, Neuwied, Rhein-Hunsrück und Trier-Saarburg.
20. ↑  Zum Abstimmungsgebiet gehörten die Kreise Rhein-Lahn und Westerwald.
21. ↑  Folgende Städte und Kreise gehörten zum Abstimmungsgebiet: Mainz-Stadt, Worms-Stadt, Alzey-Worms und Mainz-Bingen.
22. ↑  Statistisches Landesamt Rheinland-Pfalz (Hrsg.): Die Volksentscheide in Rheinland-Pfalz am 19. Januar 1975 (= Statistik von Rheinland-Pfalz. Band 276). 1975, ZDB-ID 164241-8.
23. ↑  Der Bundesminister des Innern Maihofer: Bekanntmachung der Gesamtergebnisse der am 19. Januar 1975 in Gebietsteilen der Länder Rheinland-Pfalz und Niedersachsen gemäß Artikel 29 Abs. 3 des Grundgesetzes durchgeführten Volksentscheide. Vom 12. Februar 1975. In: Bundesministerium der Justiz (Hrsg.): Bundesanzeiger. Band 27, Nr. 34, 19. Februar 1975, ZDB-ID 220836-2, S. 1–2.
24. ↑  Das Abstimmungsgebiet umfasste den niedersächsischen Verwaltungsbezirk Oldenburg der dem Kerngebiet des ehemaligen Freistaats Oldenburg umfasste und zu dem folgende Städte und Kreise gehörten: Die Städte Oldenburg, Delmenhorst und Wilhelmshaven, sowie die Landkreise Oldenburg, Vechta, Ammerland, Cloppenburg, Friesland und Wesermarsch. Die früheren Landesteile und Exklaven Lübeck in Schleswig-Holstein sowie Birkenfeld in Rheinland-Pfalz waren hingegen nicht Gegenstand des Volksbegehrens.
25. ↑  Der Landkreis Schaumburg-Lippe bildete das Abstimmungsgebiet.
26. ↑  Deutscher Bundestag: Gesetz über die Regelung der Landeszugehörigkeit des Verwaltungsbezirks Oldenburg und des Landkreises Schaumburg-Lippe nach Artikel 29 Abs. 3 Satz 2 des Grundgesetzes. In: gesetze-im-internet.de. 9. Januar 1976, abgerufen am 5. Juli 2025.
27. ↑  Bundesverfassungsericht: BVerfGE 49, 15 - Volksentscheid Oldenburg. In: www.servat.unibe.ch. 1. August 1978, abgerufen am 5. Juli 2025.
28. ↑  Volksentscheid am 17. Juni 1984. Fünftes Gesetz zur Änderung der Verfassung des Freistaates Bayern. – Umweltschutz –. Endgültiges Ergebnis. In: Mitteilungen und Bekanntmachungen des Landeswahlleiters des Freistaates Bayern (= Bayerisches Landesamt für Statistik und Datenverarbeitung [Hrsg.]: Statistischer Bericht. B VII 4 2/84). Nr. 2, Juni 1984, ISSN 0173-8089.
29. ↑  
Eintrag: 14501-001 Datenquelle: Bayerisches Landesamt für Statistik, abgerufen am 6. Januar 2024.

### Bundesrepublik Deutschland (seit 1990)
1. ↑  Hessisches Statistisches Landesamt (Hrsg.): Die Volksabstimmungen in Hessen am 20. Januar 1991. Endgültige Ergebnisse (= Statistische Berichte. B VII 4 91/2). 12. Juni 1991, ZDB-ID 2483972-3, S. 3.
2. ↑  Bayerisches Landesamt für Statistik und Datenverarbeitung (Hrsg.): Volksentscheid über das Abfallrecht in Bayern am 17. Februar 1991. Endgültiges Ergebnis (= Mitteilungen und Bekanntmachungen des Landeswahlleiters des Freistaates Bayern. B VII 4 - 2/91, Nr. 2). Februar 1991, ZDB-ID 2483972-3, S. 3.
3. ↑  
Eintrag: 14503-001 Datenquelle: Bayerisches Landesamt für Statistik, abgerufen am 6. Januar 2024.
4. ↑  Statistisches Jahrbuch Brandenburg 1993. In: Landesamt für Datenverarbeitung und Statistik Brandenburg (Hrsg.): Statistisches Jahrbuch. 1993, ZDB-ID 2551252-3, S. 191 (statistischebibliothek.de).
5. ↑  Endgültiges Ergebnis der Abstimmung über die Verfassung des Landes Mecklenburg-Vorpommern am 12. Juni 1994. Bekanntmachung des Landeswahlleiters. In: Ministerium für Justiz, Gleichstellung und Verbraucherschutz (Hrsg.): Amtsblatt für Mecklenburg-Vorpornmern. Band 1994, Nr. 32, 6. Juli 1994, ZDB-ID 1066683-7, S. 798 (laiv-mv.de [PDF]).
6. ↑  Statistisches Landesamt Bremen (Hrsg.): Wahl zum Deutschen Bundestag am 16. Oktober 1994. – Endgültige Ergebnisse –. Ergebnis des Volksentscheides über die Änderung der Landesverfassung am 16. Oktober 1994 (= Statistische Berichte. B VII 1 1/94). Juni 1995, ZDB-ID 1430437-6, S. 20.
7. ↑  Thüringer Landesamt für Statistik (Hrsg.): Volksentscheid über die Verfassung des Freistaats Thüringen am 16. Oktober 1994 (= Statistischer Bericht. B VII 4 einm./94). 8. Dezember 1997, ZDB-ID 1335192-8.
8. ↑  Hessisches Statistisches Landesamt (Hrsg.): Die Wahl zum Hessischen Landtag am 19. Februar 1995. Anhang: Die Volksabstimmung in Hessen am 19. Februar 1995 (= Beiträge zur Statistik Hessens. Band 301). 1996, ZDB-ID 532072-0, S. 251–266.
9. ↑  Bayerisches Landesamt für Statistik und Datenverarbeitung (Hrsg.): Volksentscheid zur Einführung des kommunalen Bürgerentscheids in Bayern am 1. Oktober 1995. Endgültiges Ergebnis (= Mitteilungen und Bekanntmachungen des Landeswahlleiters des Freistaates Bayern. B VII 4 - 3/95). Oktober 1995, ZDB-ID 2483972-3, S. 3.
10. ↑  
Eintrag: 14503-001 Datenquelle: Bayerisches Landesamt für Statistik, abgerufen am 6. Januar 2024.
11. ↑  Volksabstimmung in Berlin am 22. Oktober 1995 über die Verfassung von Berlin. In: Statistisches Landesamt Berlin (Hrsg.): Berliner Statistik. Statistische Berichte. Band 1997-10, B VII 4 - 95, 6. Juli 1994, ZDB-ID 1107383-4 (statistischebibliothek.de [PDF]).
12. ↑  Die Angabe setzt sich zusammen aus 77.957 „ungültigen Stimmen“ und 36.841 sogenannten „ausgefallenen Stimmen“, womit leere Stimmumschläge gemeint sind.
13. ↑  Statistisches Landesamt Berlin (Hrsg.): Volksabstimmung in Berlin am 5. Mai 1996 über die Bildung eines gemeinsamen Bundeslandes Berlin-Brandenburg (Neugliederungs-Vertrag) (= Statistische Berichte. B VII 4-96). Berlin Oktober 1997 (statistischebibliothek.de [PDF]).
14. ↑  Landesamt für Datenverarbeitung und Statistik Brandenburg (Hrsg.): Volksabstimmung 1996. Volksabstimmung im Land Brandenburg über den Neugliederungs-Vertrag (= Statistischer Bericht. B VII 4, Nr. 96/2). Juni 1996, ZDB-ID 3159181-4, S. 7 (statistischebibliothek.de [PDF]).
15. ↑  Statistisches Landesamt Schleswig-Holstein (Hrsg.): Volksentscheid zur Erhaltung des Buß- und Bettages in Schleswig-Holstein am 30. November 1997 (= Statistische Berichte. B VII 4 5/97). 8. Dezember 1997, ZDB-ID 1411955-9.
16. ↑  Bayerisches Landesamt für Statistik und Datenverarbeitung (Hrsg.): Volksentscheide am 8. Februar 1998. 1. Grundrechte und Staatsziele. 2. Landtag und Staatsregierung. 3. Bayerischer Senat. Endgültiges Ergebnis (= Mitteilungen und Bekanntmachungen des Landeswahlleiters des Freistaates Bayern. B VII 4/2 - 2/98). 18. Februar 1998, ZDB-ID 138578-1.
17. ↑  
Eintrag: 14504-001 Datenquelle: Bayerisches Landesamt für Statistik, abgerufen am 6. Januar 2024.
18. ↑  
Eintrag: 14505-001 Datenquelle: Bayerisches Landesamt für Statistik, abgerufen am 6. Januar 2024.
19. ↑  
Eintrag: 14506-001 Datenquelle: Bayerisches Landesamt für Statistik, abgerufen am 6. Januar 2024.
20. ↑  Statistisches Amt für Hamburg und Schleswig-Holstein (Hrsg.): Volksentscheid zur Veränderung der Volksgesetzgebung am 27.09.1998 (Änderung von Artikel 50 der Hamburger Verfassung). Endergebns. 1998 (statistik-nord.de [PDF] Die Freie und Hansestadt Hamburg verzichtete auf die Veröffentlichung der amtlichen Endergebnisse in einer regulären Publikation.).
21. ↑  Statistisches Amt für Hamburg und Schleswig-Holstein (Hrsg.): Volksentscheid zur Einführung von Bürgerbegehren und Bürgerentscheiden in den Bezirken am 29.09.1998. Endergebns. 1998 (statistik-nord.de [PDF] Die Freie und Hansestadt Hamburg verzichtete auf die Veröffentlichung der amtlichen Endergebnisse in einer regulären Publikation.).
22. ↑  Statistisches Landesamt Schleswig-Holstein (Hrsg.): Volksentscheid „WIR gegen die Rechtschreibreform“ in Schleswig-Holstein am 27. November 1998 (= Statistische Berichte. B VII 4 5/98). 12. November 1998, ZDB-ID 1411955-9.
23. ↑  Statistisches Landesamt des Freistaates Sachsen (Hrsg.): Volksentscheide im Freistaat Sachsen. Volksentscheid am 21. Oktober 2001. Endgültige Ergebnisse (= Sonderheft. Band 03/2001). Kamenz Oktober 2001, DNB 963258389.
24. ↑  Hessisches Statistisches Landesamt (Hrsg.): Die Volksabstimmungen in Hessen am 22. September 2002. Vorläufige Ergebnisse (= Statistische Berichte. B VII 4 – 02/1). 23. September 2002, ZDB-ID 2483972-3 (statistischebibliothek.de [XLS]).
25. ↑  Erich Tassoti: Volksentscheide am 21. September 2003. Hrsg.: Bayerisches Landesamt für Statistik und Datenverarbeitung (= Bayern in Zahlen. Band 01-2004). 2004, ZDB-ID 2374794-8, S. 21 & 26 (statistischebibliothek.de [PDF]).
26. ↑  
Eintrag: 14507-001 Datenquelle: Bayerisches Landesamt für Statistik, abgerufen am 6. Januar 2024.
27. ↑  
Eintrag: 14508-001 Datenquelle: Bayerisches Landesamt für Statistik, abgerufen am 6. Januar 2024.
28. ↑  Statistisches Amt für Hamburg und Schleswig-Holstein (Hrsg.): Volksentscheid "Gesundheit ist keine Ware" am 29.2.2004. Endgültiges Endergebnis. 2004 (statistik-nord.de [PDF] Die Freie und Hansestadt Hamburg verzichtete auf die Veröffentlichung der amtlichen Endergebnisse in einer regulären Publikation.).
29. ↑  Statistisches Amt für Hamburg und Schleswig-Holstein (Hrsg.): Volksentscheid "Änderung des Hamburger Wahlrechts" am 13. Juni 2004. Vorläufiges Endergebns. 2004 (statistik-nord.de [PDF] Die Freie und Hansestadt Hamburg verzichtete auf die Veröffentlichung der amtlichen Endergebnisse in einer regulären Publikation.).
30. ↑  Volksentscheid in Sachsen-Anhalt am 23.01.2005. In: Ministerium der Justiz des Landes Sachsen-Anhalt (Hrsg.): Ministerialblatt für das Land Sachsen-Anhalt. Band 15, Nr. 8. Freyburger Buchdruckwerkstätte GmbH, Magdeburg 28. Februar 2005, S. 86–90 (sachsen-anhalt.de [PDF]).
31. ↑  Statistisches Landesamt Berlin (Hrsg.): Statistisches Jahrbuch 2006 (= Statistisches Jahrbuch. Band 2006). Kulturbuch-Verlag, 2006, ZDB-ID 2551249-3, S. 208 (statistischebibliothek.de [PDF]).
32. ↑  Justizbehörde der Freien und Hansestadt Hamburg (Hrsg.): Endgültiges Ergebnis des Volksentscheids "Hamburg stärkt den Volksentscheid - Mehr Demokratie" am 14. Oktober 2007 in der Freien und Hansestadt Hamburg (= Amtlicher Anzeiger. Teil II des Gesetz- und Verordnungsblattes. Band 2007, Nr. 87). 2. November 2007, S. 2441–2442.
33. ↑  Statistisches Amt für Hamburg und Schleswig-Holstein (Hrsg.): Volksentscheid am 14. Oktober 2007 "Hamburg stärkt den Volksentscheid - Mehr Demokratie". Endergebnis nach Abstimmungsstellen. 31. Oktober 2007 (statistik-nord.de [PDF]).
34. ↑  Andreas Schmidt von Puskás, Ulrike Rockmann: Volksentscheid „Tempelhof bleibt Verkehrsflughafen!“ am 27. April 2008. Endgültiges Ergebnis. Hrsg.: Der Landesabstimmungsleiter Berlin (= Statistischer Bericht. B VII 4-1). 2008, ZDB-ID 3057495-X, S. 3 (statistischebibliothek.de [PDF]).
35. ↑  Andreas Schmidt von Puskás, Ulrike Rockmann: Volksentscheid über die Einführung des Wahlpflichtbereichs Ethik/Religion am 26. April 2009. Endgültiges Ergebnis. Hrsg.: Der Landesabstimmungsleiter Berlin (= Statistischer Bericht. B VII 4-1). 2009, ZDB-ID 3057495-X, S. 3 (statistischebibliothek.de [PDF]).
36. ↑  Bayerisches Landesamt für Statistik und Datenverarbeitung, (Hrsg.): Volksentscheid zum Nichtraucherschutz in Bayern am 4. Juli 2010. Endgültiges Ergebnis (= Statistische Berichte. B VII 4/2-2). Juli 2010, ZDB-ID 3061711-X, S. 3 (statistischebibliothek.de [PDF]).
37. ↑  
Eintrag: 14509-001 Datenquelle: Bayerisches Landesamt für Statistik, abgerufen am 6. Januar 2024.
38. ↑  Justizbehörde der Freien und Hansestadt Hamburg (Hrsg.): Endgültiges Ergebnis des Volksentscheids über die Schulreform am 18. Juli 2010 in der Freien und Hansestadt Hamburg (= Amtlicher Anzeiger. Teil II des Hamburgischen Gesetz- und Verordnungsblattes. Band 2010, Nr. 60). 3. August 2010, ZDB-ID 2535786-4, S. 1297 (luewu.de [PDF]).
39. ↑  Petra Michaelis-Merzbach, Ulrike Rockmann: Volksentscheid über die Offenlegung der Teilprivatisierungsverträge bei den Berliner Wasserbetrieben am 13. Februar 2011. Endgültiges Ergebnis. Hrsg.: Die Landesabstimmungsleiterin Berlin (= Statistischer Bericht. B VII 4-1). 2011, ZDB-ID 3057495-X, S. 3 (statistischebibliothek.de [PDF]).
40. ↑  Hessisches Statistisches Landesamt (Hrsg.): Die Volksabstimmung in Hessen am 27. März 2011. Endgültiges Ergebnis (= Statistische Berichte. B VII 4-2/11). April 2011, ZDB-ID 2483972-3, S. 2 (statistischebibliothek.de [PDF]).
41. ↑  Statistisches Landesamt Baden-Württemberg (Hrsg.): Endgültiges Ergebnis der Volksabstimmung über das S 21-Kündigungsgesetz am 27. November 2011 (= Statistische Berichte Baden-Württemberg. B VII 4, Nr. 1/2011). 9. Dezember 2011, ZDB-ID 2643114-2 (statistischebibliothek.de [PDF]).
42. ↑  Bayerisches Landesamt für Statistik und Datenverarbeitung (Hrsg.): Volksentscheide zur Änderung der Verfassung des Freistaates Bayern am 15. September 2013. Endgültiges Endergebnis (= Statistische Berichte. B VII 4/2-2). Oktober 2013, ZDB-ID 3061711-X, S. 6–15 (statistischebibliothek.de [PDF]).
43. ↑  
Eintrag: 14510-001 Datenquelle: Bayerisches Landesamt für Statistik, abgerufen am 6. Januar 2024.
44. ↑  
Eintrag: 14511-001 Datenquelle: Bayerisches Landesamt für Statistik, abgerufen am 6. Januar 2024.
45. ↑  
Eintrag: 14512-001 Datenquelle: Bayerisches Landesamt für Statistik, abgerufen am 6. Januar 2024.
46. ↑  
Eintrag: 14513-001 Datenquelle: Bayerisches Landesamt für Statistik, abgerufen am 6. Januar 2024.
47. ↑  
Eintrag: 14514-001 Datenquelle: Bayerisches Landesamt für Statistik, abgerufen am 6. Januar 2024.
48. ↑  Justizbehörde der Freien und Hansestadt Hamburg (Hrsg.): Endgültiges Ergebnis des Volksentscheids vom 22. September 2013 über die Hamburger Strom-, Fernwärme- und Gasleitungsnetze (= Amtlicher Anzeiger. Teil II des Hamburgischen Gesetz- und Verordnungsblattes. Band 2013, Nr. 85). 25. Oktober 2013, ZDB-ID 2535786-4, S. 1957 (luewu.de [PDF]).
49. ↑  Das Zustimmungsquorum entspricht der Zahl an notwendigen Stimmen um bei der gleichzeitig abgehaltenen Wahl die Mehrheit der vom Bundesland Hamburg beschickten Sitze zu erringen.
50. ↑  Petra Michaelis-Merzbach, Ulrike Rockmann: Volksentscheid über die Rekommunalisierung der Berliner Energieversorgung am 3. November 2013. Endgültiges Ergebnis. Hrsg.: Die Landesabstimmungsleiterin Berlin (= Statistischer Bericht. B VII 4-1). 2013, ZDB-ID 3057495-X, S. 3 (statistischebibliothek.de [PDF]).
51. ↑  Petra Michaelis-Merzbach, Ulrike Rockmann: Volksentscheid über den Erhalt des Tempelhofer Feldes am 25. Mai 2014. Endgültiges Ergebnis. Hrsg.: Die Landesabstimmungsleiterin Berlin (= Statistischer Bericht. B VII 4-1). 2014, ZDB-ID 3057495-X, S. 4 (statistischebibliothek.de [PDF]).
52. ↑  Statistisches Amt Mecklenburg-Vorpommern (Hrsg.): Statistisches Jahrbuch Mecklenburg-Vorpommern 2015 (= Statistisches Jahrbuch Mecklenburg-Vorpommern). 2015, ZDB-ID 2059324-7, S. 119 (statistischebibliothek.de [PDF]).
53. ↑  Bürgerschaft der Freien und Hansestadt Hamburg (Hrsg.): Feststellungen des Senats über das Ergebnis des Bürgerschaftsreferendums zur Bewerbung
um Olympische und Paralympische Spiele 2024 (= Mitteilung des Senats an die Bürgerschaft. 21. Wahlperiode, Nr. 21/2617). 15. Dezember 2015 (buergerschaft-hh.de [PDF]).
54. ↑  Petra Michaelis, Rudolf Frees: Volksentscheid über den Weiterbetrieb des Flughafens Berlin-Tegel „Otto-Lilienthal“ (TXL) am 24. September 2017. Endgültiges Ergebnis. Hrsg.: Amt für Statistik Berlin-Brandenburg (= Statistischer Bericht. B VII 4-2 – u / 17). 2017, ZDB-ID 3057495-X, S. 3 (wahlen-berlin.de [PDF]).
55. ↑  Statistisches Landesamt Bremen (Hrsg.): Bundestagswahl und Volksentscheid am 24. September 2017 im Land Bremen. Tabellenteil mit endgültigen Wahlergebnissen (= Statistische Mitteilungen. Band 121). 12. Oktober 2017, ZDB-ID 2498951-4, S. 78–81 (statistischebibliothek.de [PDF]).
56. ↑  Hessisches Statistisches Landesamt (Hrsg.): Die Volksabstimmungen in Hessen am 28. Oktober 2018. Endgültige Endergebnisse (= Statistische Berichte. B VII 4 /18). Oktober 2019, ZDB-ID 2483972-3, S. 3–7 (statistischebibliothek.de [PDF]).
57. ↑  Statistisches Landesamt Bremen (Hrsg.): Kommunalwahlen am 26. Mai 2019 im Land Bremen und Volksentscheid in der Stadt Bremen. Endgültige Ergebnisse (= Statistische Mitteilungen. Band 124). Juli 2019, ZDB-ID 2498951-4, S. 24–25 (statistischebibliothek.de [PDF]).
58. ↑  Petra Michaelis: Volksentscheid über einen Beschluss zur Erarbeitung eines Gesetzentwurfs durch den Senat zur Vergesellschaftung der Wohnungsbestände großer Wohnungsunternehmen am 26. September 2021. Bericht der Landesabstimmungsleiterin. zugleich Statistischer Bericht SB_B07-04-02_2021u00_BE. In: Amt für Statistik Berlin-Brandenburg (Hrsg.): Bericht der Landesabstimmungsleiterin (= Statistischer Bericht). B 07 04-01, 2021 (berlin.de [PDF]).
59. ↑  Stephan Bröchler: Volksentscheid über ein klimaneutrales Berlin ab 2020 am 26. März 2023. Endgültiges Ergebnis. zugleich Statistischer Bericht SB_B07-04-02_2023u00_BE. In: Amt für Statistik Berlin-Brandenburg (Hrsg.): Bericht des Landesabstimmungsleiters (= Statistischer Bericht). B 07 04-02, 2023 (wahlen-berlin.de [PDF]).